# Catedral de Granada
La Santa y Apostólica Iglesia Catedral Metropolitana Basílica de la Encarnación de Granada es un templo católico de la ciudad española de Granada, sede de la archidiócesis de la ciudad. El templo es una de las obras cumbres del Renacimiento español. Está dedicada al misterio de la Encarnación del Señor.
Como muchas otras catedrales de Andalucía, fue construida sobre la parte superior de la mezquita principal de la ciudad.

## Historia

Planta general de la catedral de Granada en su ubicación.

Durante el Renacimiento, el Reino de Granada se destacó como un centro artístico singular, alejado del predominante estilo herreriano del resto de la península.
Con el reinado de Carlos I de España, se llevaron a cabo numerosas construcciones en la ciudad de Granada, dado el interés del monarca en convertir la urbe en un modelo de ciudad del siglo XVI. Así, la edificación de la Catedral de Granada fue contemporánea a la del palacio cristiano de la Alhambra, la Universidad y la Chancillería.
La historia de la Catedral comienza oficialmente el 21 de mayo de 1492, cuando se fundó en la Mezquita Real de la Alhambra y fue dedicada a Nuestra Señora de la Encarnación. Tras su traslado temporal a la iglesia de Santa María en el Realejo y a San Francisco Casa Grande, en 1502 se aprobó su ubicación definitiva.
El primer proyecto, encargado en 1506 a Enrique Egas, concibió un templo de estilo gótico, tomando como modelo las catedrales de Toledo y Sevilla. Este diseño tardogótico proponía una cabecera poligonal y cinco naves, aunque también se contempló un modelo de cabecera recta inspirado en la Catedral de Sevilla. Las obras comenzaron oficialmente con la colocación solemne de la primera piedra el 25 de marzo de 1523, bajo la dirección de Egas.
En 1528, Diego de Siloé asumió la dirección de las obras, introduciendo un nuevo proyecto inspirado en la arquitectura clásica romana, con influencias paleocristianas, marcando la transición al estilo renacentista. Siloé dirigió las obras desde 1528 hasta su muerte en 1563, centrando sus esfuerzos en la cabecera, incluyendo los cimientos, contrafuertes y la cúpula. Entre sus aportaciones destacaron las portadas exteriores del Ecce Homo (1531) y el primer cuerpo de la del Perdón (1536). Bajo su dirección, se inauguraron la capilla mayor y la girola en 1560.
Tras la muerte de Siloé, Juan de Maeda asumió la dirección desde 1563 hasta 1576. Maeda completó el primer cuerpo de la torre y la portada de acceso al museo catedralicio, continuando con el diseño renacentista original.
Ambrosio de Vico, maestro mayor desde 1582 hasta su muerte en 1623, avanzó en la torre de las campanas y en el segundo cuerpo de la portada del Perdón. Ambrosio también desarrolló otras estructuras que ampliaron la visión original de Siloé y Maeda. Más tarde, Miguel Guerrero, en el período de 1636 a 1649, cerró las bóvedas del crucero y del muro perimetral norte, además de finalizar la portada de San Jerónimo.
Alonso Cano revolucionó la arquitectura española en la segunda mitad del siglo XVII al ser nombrado maestro mayor en 1667. Cano diseñó la fachada principal con una triple arcada que contrastaba con el interior del templo. Aunque su tiempo fue breve debido a su muerte, su visión continuó siendo materializada por José Granados de la Barrera, quien completó el diseño hasta 1685.
El final del siglo XVII y principios del XVIII marcaron la culminación de la construcción de la Catedral. Melchor de Aguirre y Teodoro Ardemans supervisaron las últimas obras conjuntamente desde 1688 hasta 1692. Aguirre concluyó la fachada principal en 1692 y llevó a cabo la ejecución de seis bóvedas en los pies del templo en 1694, continuando al frente de la fábrica hasta 1697. En 1698, Francisco del Castillo asumió la responsabilidad de las obras, pero fue sustituido en 1702 debido a defectos en la ejecución de las bóvedas restantes. Fue reemplazado por Francisco Rodríguez Navajas y Francisco de Otero, quienes concluyeron las bóvedas interiores en 1704, momento en el que se dio por terminada la construcción de la Catedral.
El Sagrario, diseñado por Francisco Hurtado Izquierdo, quien renunció al estilo rococó para integrar la obra armoniosamente con el conjunto catedralicio, se construyó entre 1705 y 1759. La sacristía fue edificada en el siglo XIX, aunque su portada, diseñada y ejecutada por Diego de Siloé, ya estaba colocada en su lugar desde el siglo XVI.

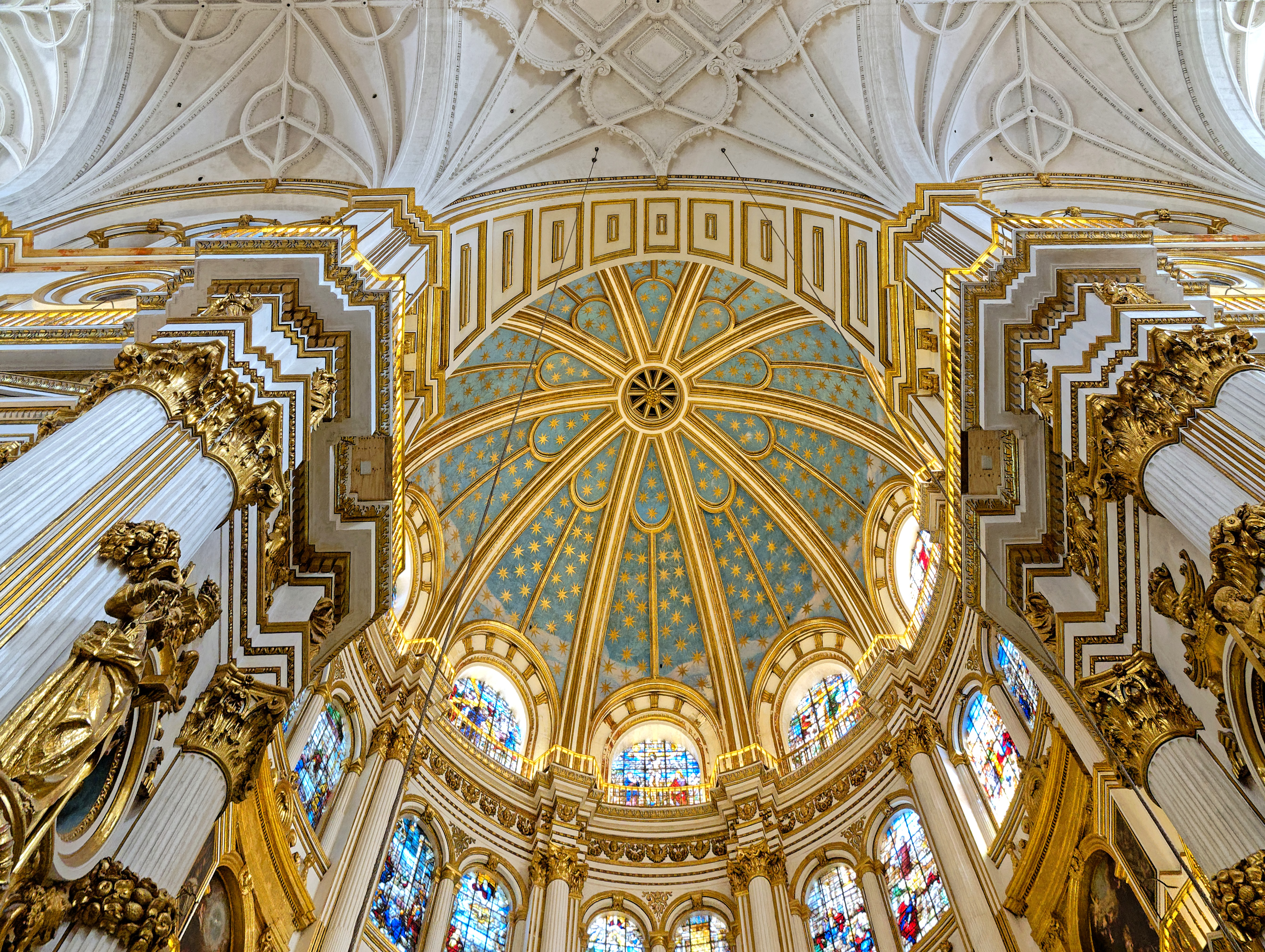
Cúpula y arco toral.

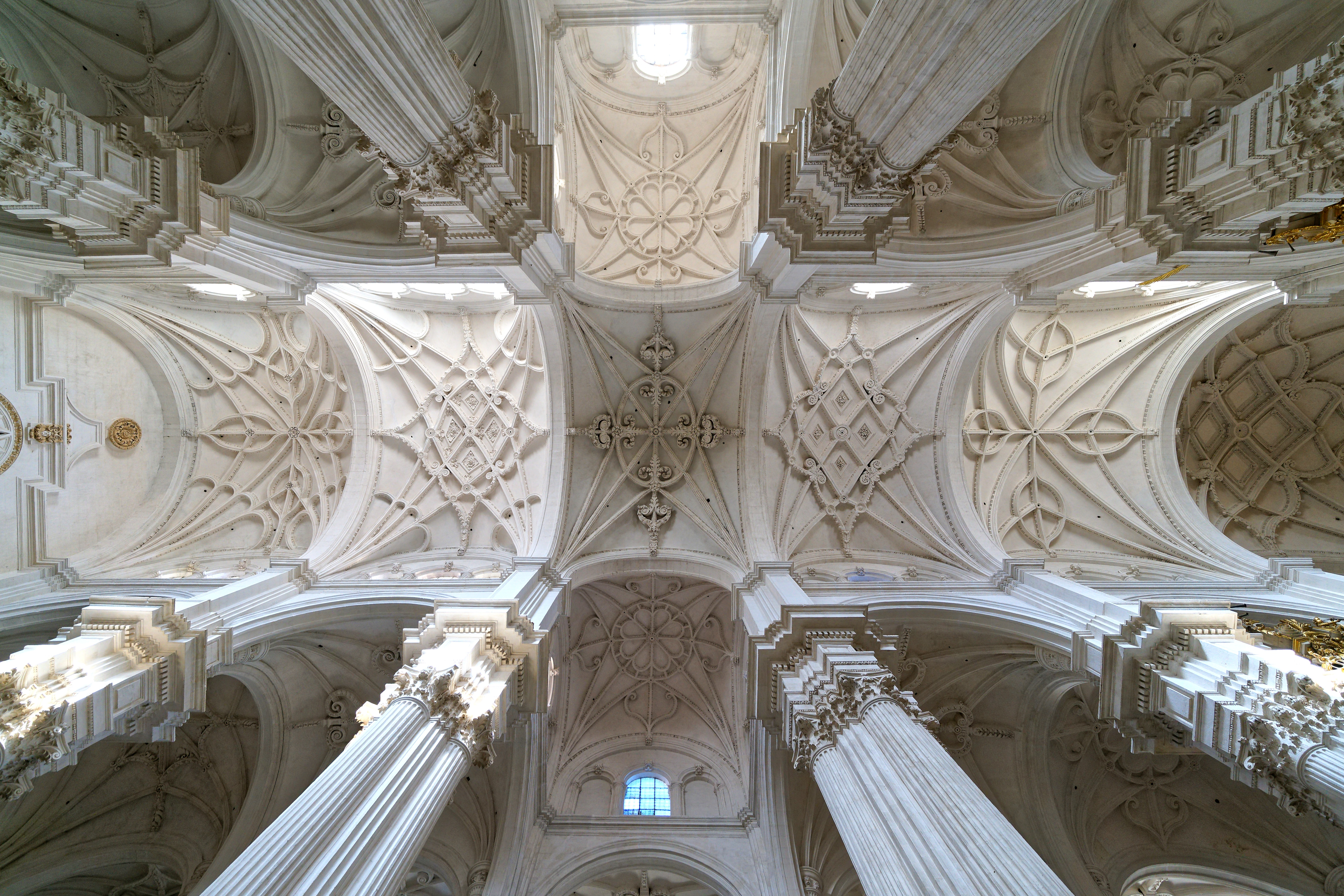
Bóvedas.

En los siglos posteriores, se realizaron modificaciones significativas, como el traslado del coro a la capilla mayor en 1926 y la recuperación de la comunicabilidad del altar mayor en 1992, devolviendo al templo la visión original de Siloé.

## Arquitectura
La Catedral de Granada, construida a lo largo de siglos por maestros de distintos estilos, fusiona elementos góticos, renacentistas y barrocos.
La construcción comenzó bajo la dirección de Enrique Egas. Cuando Diego de Siloé asumió el cargo de maestro mayor, reorientó el proyecto introduciendo una serie de innovaciones que hacen única a la catedral, como su planta compuesta, que combina una cabecera circular rodeada por una girola con un cuerpo basilical de cinco naves. La cabecera del templo, definida por su rotonda de 22,5 metros de diámetro, juega un papel fundamental en el diseño global del edificio. Junto con la altura de la cúpula, y la relación entre las distintas secciones, como la diferencia de altura entre el crucero principal y las naves laterales, contribuye a la organización y percepción del espacio
El templo tiene una longitud de 115,40 metros y una anchura de 65 metros. Su planta basilical consta de cinco naves separadas por pilares clásicos. La nave central alcanza una altura de 34,5 metros, mientras que las laterales llegan a 26,5 metros. Esta diferencia de altura no solo marca la jerarquía espacial del edificio, sino que también facilita la circulación y mejora la conexión visual con el altar mayor.
La capilla mayor, de planta circular, rompe con las tradiciones medievales. Su diseño, inspirado en la Basílica de San Pedro en el Vaticano, y en elementos paleocristianos, promueve la centralidad del culto eucarístico y la unidad de la comunidad cristiana en torno al altar. Coronada por una cúpula semiesférica armada con diez nervaduras, que apoya sobre un cimborrio finalizado en 1557, esta cúpula está adornada con ventanas de medio punto. Las nervaduras dividen su superficie en diez paneles donde se repiten arcos de medio punto, nervaduras arqueadas y pétalos decorativos que rodean el óculo central, reflejando un simbolismo celestial.
La girola, que rodea el altar mayor, refuerza la idea de templo procesional, ofreciendo un recorrido que conecta a los fieles con el espacio sagrado. Está cubierta por siete bóvedas, cinco de ellas trazadas por Siloé, que combinan nervaduras paralelas, influencias de la arquitectura musulmana, el ideal romano y las molduras góticas. Las bóvedas de los túneles de acceso a la girola están decoradas con casetones, aportando mayor luminosidad y elegancia al conjunto.

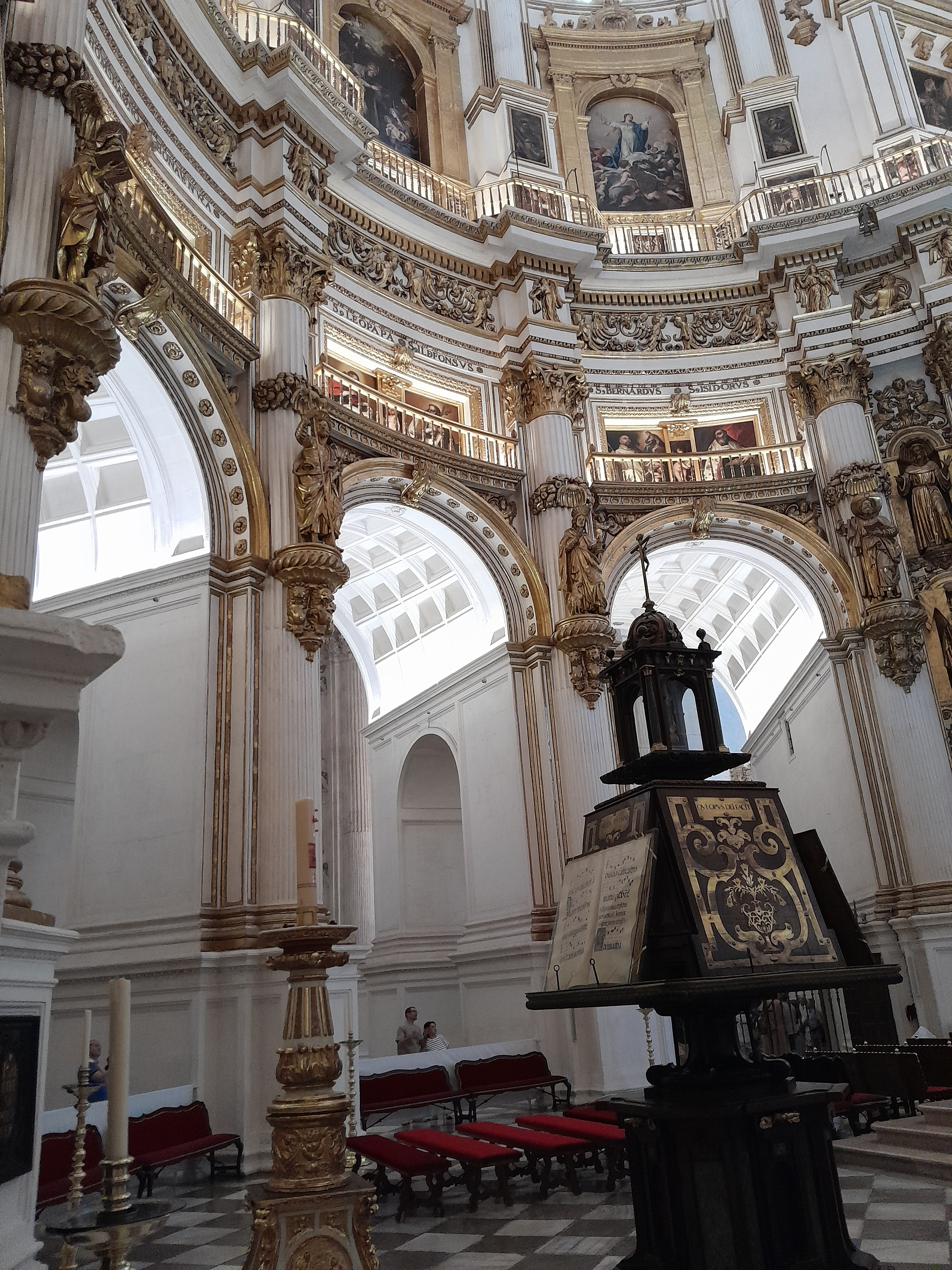
Túneles abocinados de comunicación entre la capilla mayor y la girola, con sasetones en las bóvedas.

El crucero principal divide la planta en dos partes y actúa como un eje de acceso entre la Capilla Real y el templo, creando un camino simbólico entre el poder religioso y el político. Este crucero establece una relación visual y funcional entre el templo y la ciudad, conectando con el monasterio de San Jerónimo y otras instituciones religiosas cercanas. El crucero secundario, ubicado al sur, también tiene gran importancia en la disposición espacial, proporcionando acceso de luz al interior. Originalmente, se había proyectado una linterna-cúpula sobre esta intersección, pero fue destruida en el siglo XVIII y sustituida por una bóveda nervada que modificó la experiencia espacial original, afectando la luminosidad y la atmósfera interior. Las bóvedas del crucero principal y las naves laterales presentan una combinación de nervaduras de tradición gótica y ornamentos renacentistas, lo que refuerza el carácter híbrido del templo.

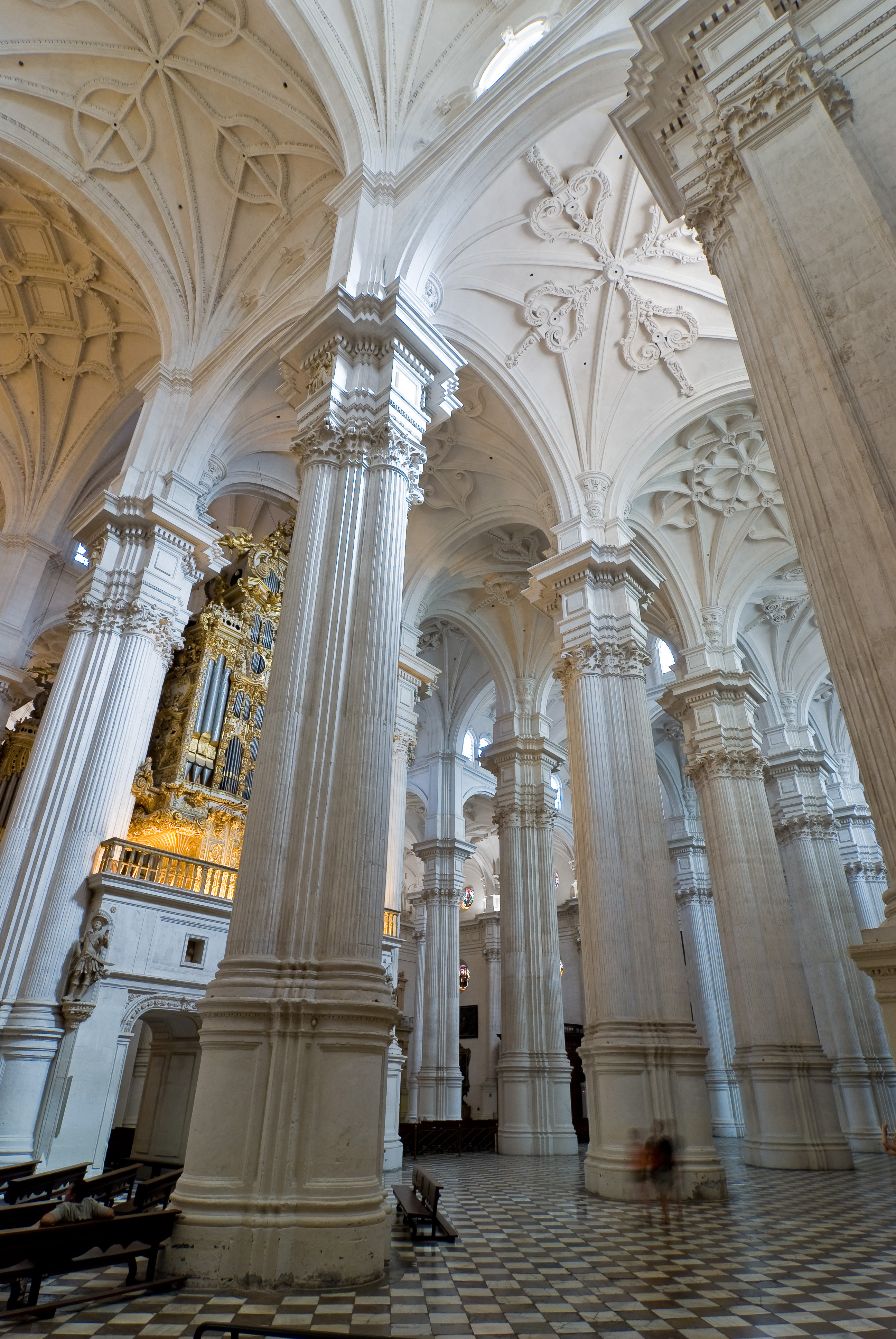
Pilares y bóvedas.

Los pilares de la catedral están diseñados con una base rectangular elevada, sobre la cual se erige un pilar cruciforme con acanaladuras en las semicolumnas. El fuste del pilar se corona con un capitel corintio, compuesto por tres niveles de hojas que ocupan cada uno un tercio de su altura. Sobre el capitel, se sitúa un entablamento completo formado por arquitrabe, friso y cornisa, seguido de un dado que prolonga la altura del pilar. Finalmente, el pilar culmina con una esbelta pilastra, de la cual arrancan los arcos y las nervaduras de las bóvedas. En total, son veinte los pilares corintios del templo, cuya altura equivale a nueve veces el diámetro de la columna. Este diseño resuelve las diferencias de altura entre el crucero principal y la nave central.
El color blanco predominante en los interiores, logrado con capas de pintura a la cal, que protegen la piedra, y yeso, que amortigua el blanco intenso de la cal, favorece una eficaz dispersión de la luz, creando una atmósfera serena y luminosa. El contraste de esta luz con la proporcionada por las vidrieras y ornamentación proyectada realzan el equilibrio y la belleza del espacio.
Entre los elementos más destacados se encuentra el arco toral, cuya construcción finalizó en 1552 y que conecta la capilla mayor con la nave central, sirviendo de soporte para la estructura y la circulación del espacio. Con una altura de 32,5 metros y una anchura de 12 metros, este arco presenta una elegante solución estructural, con un estrechamiento progresivo del intradós hacia la clave del arco, lo que armoniza con la curvatura interior de la capilla. También sobresalen las capillas absidales, de 1535, los robustos machones que soportan la estructura y la torre, aún inconclusa, que combina elementos de los estilos dórico, jónico y corintio. Esta amalgama marca una notable ruptura con los esquemas renacentistas originales y aporta al templo una complejidad visual que complementa su carácter híbrido.

## Capillas y altares

### Capilla mayor
La capilla mayor de la catedral de Granada es una de las obras más destacadas del Renacimiento europeo.[cita requerida] Diseñada por Diego de Siloé en 1528, combina tradición y modernidad con su innovadora planta circular, rodeada por un deambulatorio y capillas radiales. Con un diámetro de 22 metros y una altura de 45 metros, este diseño se aleja de la disposición longitudinal predominante en los templos hispánicos de la época, configurándose como un espacio autónomo tanto en planta como en alzado, aunque perfectamente integrado en la estructura general de cinco naves.
Concebida inicialmente como panteón para los Austrias, esta función fue descartada cuando Felipe II decidió trasladar los enterramientos reales al Monasterio de El Escorial. Posteriormente, los espacios destinados a las tumbas fueron decorados con pinturas de Alonso Cano.

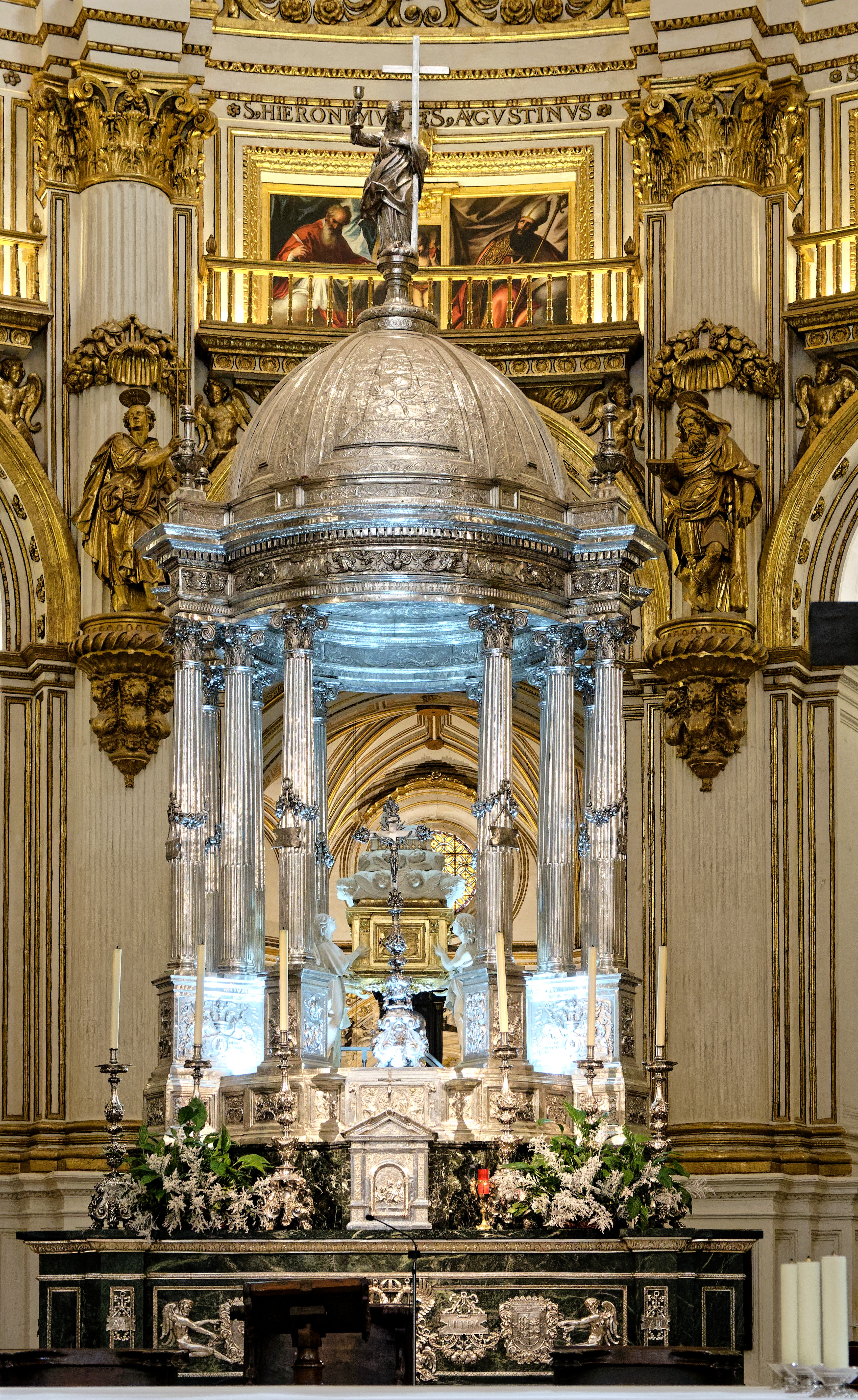
Tabernáculo en el altar de la capilla mayor.

El programa iconográfico de la capilla mayor narra la historia de la salvación, desde el pecado original hasta la redención en Cristo. Este relato se desarrolla a través de las esculturas, pinturas y vidrieras que adornan el espacio. El eje central de la capilla es el altar mayor, también diseñado por Diego de Siloé en 1561. Originalmente concebido como un bloque sobrio y exento de ornamentos, destacaba por su énfasis en la eucaristía.
Tabernáculo
Sobre el altar se erigía un ciborio o tabernáculo, caracterizado por su estructura innovadora y simbolismo eucarístico. Este diseño inicial fue reemplazado por otras versiones, como el «Carro de Ezequiel» en 1648 y un tabernáculo provisional en 1804.
El tabernáculo actual, realizado entre 1924 y 1929 por José Navas Parejo, es una obra de mármol de sierra Elvira y plata repujada por el platero José Martín Simón. Donado por los duques de San Pedro de Galatino, tiene una altura de siete metros. Su base circular está decorada con águilas, ángeles y animales fantásticos. Doce columnas corintias adornadas con guirnaldas sostienen una cúpula gallonada, coronada por una figura alegórica de la Fe. En su interior, un sagrario rectangular de plata está decorado con relieves que representan la Última Cena, enmarcados por pilastras renacentistas y rostros de ángeles. La inscripción «ECCE TABERNACULUM DEY» en el entablamento resalta su carácter sagrado.
Escultura
Adán y Eva, los bustos esculpidos por Alonso Cano y policromados tras su muerte por Juan Vélez de Ulloa, decoran las jambas del arco toral que conecta la capilla con la nave central, situados uno a cada lado. Estas figuras, que evocan los orígenes de la humanidad, se integran en el discurso simbólico de la historia de la salvación narrada en la capilla. En los nichos situados por debajo se encuentran las estatuas orantes de los Reyes Católicos, realizadas por Pedro de Mena y Medrano entre 1675 y 1677, sobre repisas diseñadas por Pedro Atanasio Bocanegra. Estas estatuas simbolizan tanto el triunfo militar de la Reconquista de Granada como el triunfo espiritual de su tiempo.
Doce estatuas doradas de los apóstoles, talladas en madera y colocadas sobre repisas barrocas también doradas, rodean el altar de la capilla mayor. Se cree que diez de estas estatuas fueron realizadas por Martín de Aranda o Bernabé Gaviria en 1612, mientras que la de San Pablo fue esculpida por Alonso de Mena. En los nichos del primer orden se encuentran estatuas de santos fundadores y reformadores, igualmente con acabados dorados, representando a santo Domingo de Guzmán, san Ignacio de Loyola, san Juan de Dios, san Francisco de Asís, san Francisco Javier y san Pedro de Alcántara. Estas tallas, que reflejan la riqueza espiritual y reformista de la Iglesia, se realizaron en 1674 y fueron donadas por sus respectivas órdenes religiosas a la Catedral.
Pintura
El programa pictórico de la capilla mayor incluye catorce lienzos dedicados a santos padres y doctores de la Iglesia, realizados entre 1674 y 1676. Estas obras, de medio cuerpo, están situadas sobre los arcos que comunican con la girola y bajo el primer entablamento, cubriendo los huecos destinados originalmente para sepulturas de los reyes. Son de Bocanegra: San Gregorio, San Ambrosio, San Jerónimo, San Agustín, Santo Tomás de Aquino y San Buenaventura. Y de Juan de Sevilla: San Isidoro, San Bernardo, San Ildefonso, San León Papa, San Juan Crisóstomo, San Basilio, San Juan Nacianeno y San Atanasio. En el ático del arco toral hay un cuadro a cada lado, representando a san Cecilio y a Santiago, realizados ambos por José Risueño.
Complementando este ciclo, se encuentran los siete monumentales cuadros de Alonso Cano sobre la vida de la Virgen, pintados entre 1652 y 1664: Inmaculada Concepción, Nacimiento de María, Presentación de María, Encarnación del Hijo de Dios, Visita de María a Isabel, Purificación de María y presentación de Jesús y Asunción de María al cielo. Estos cuadros destacan por su extraordinario manejo del color, la composición equilibrada y la expresividad que Cano aporta a cada escena.[cita requerida]

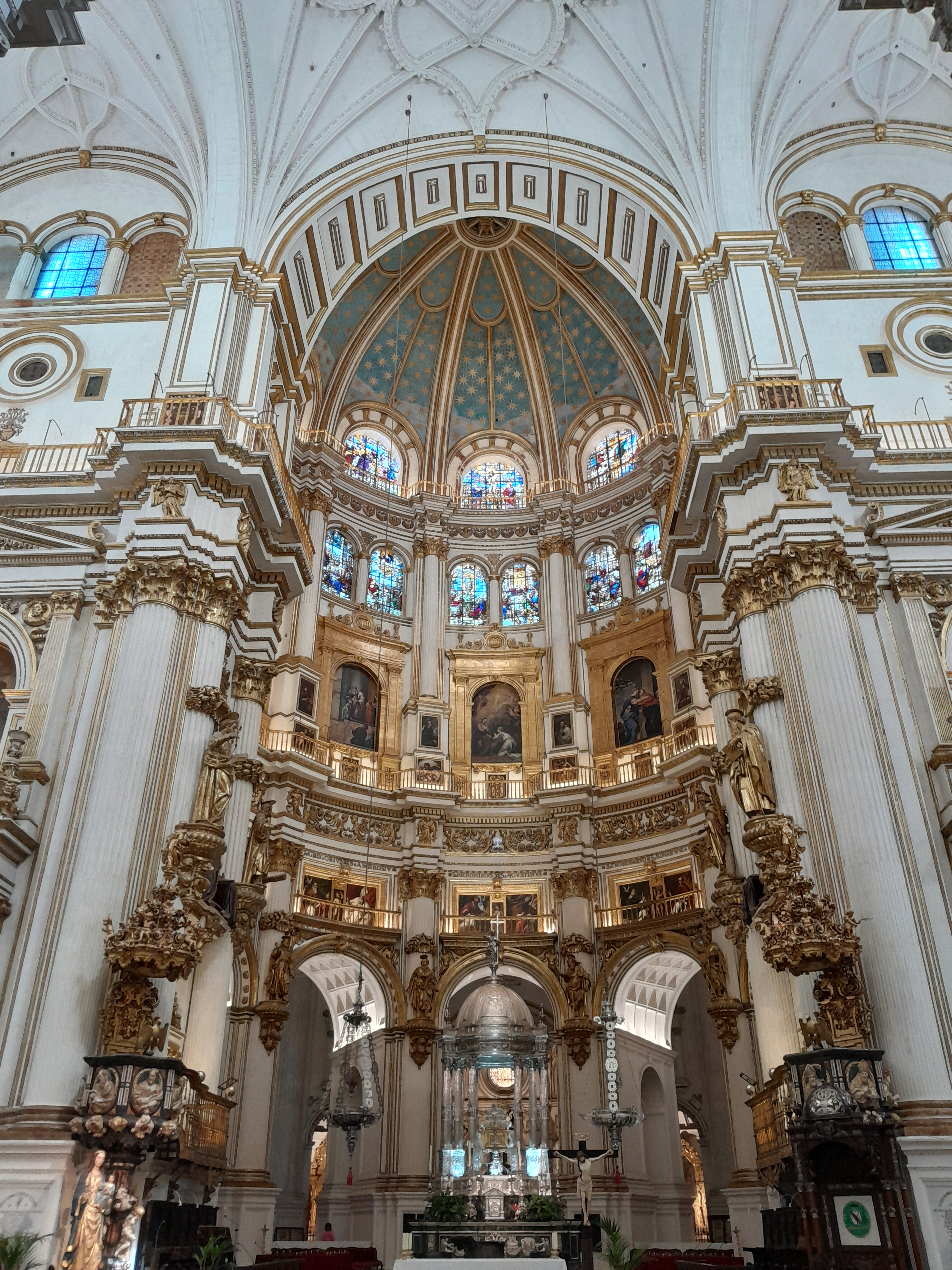
Capilla mayor de la catedral de Granada.

Además, el ciclo mariano se completa con catorce pequeños óleos sobre lienzo que representan símbolos lauretanos. En estas pinturas, ángeles portan emblemas como el lirio, la palmera, la estrella, el espejo y la luna llena, aludiendo a las virtudes y atributos de la Virgen María. Por último, en los pedestales de las columnas se sitúan lienzos con bustos de santos pintados por Juan de Sevilla, Bocanegra y Risueño.
Vidrieras
En 1566, la estructura arquitectónica de la rotonda estaba preparada para albergar las 24 vidrieras que desempeñan un papel fundamental en el programa iconográfico de la capilla mayor. Las diez vidrieras superiores fueron diseñadas por Diego de Siloé y realizadas por Juan del Campo, que había comenzado su trabajo en la catedral en 1564. Las catorce inferiores, encargadas a Teodoro de Holanda y ejecutadas en los Países Bajos, probablemente se basaron también en dibujos de Siloé. Entre las escenas representadas destacan La Natividad de Jesús, La Transfiguración, La Resurrección del Señor, La Aparición a María Magdalena, El Lavatorio de los Pies, La Institución de la Eucaristía, El Prendimiento de Jesús y La Circuncisión de Jesús, esta última considerada una de las piezas más destacadas de Teodoro de Holanda.[cita requerida] Estas vidrieras iluminan la capilla y ofrecen una catequesis visual sobre la historia de la salvación.
Mientras Juan del Campo completaba los vitrales de la nave absidal, el Cabildo encargó a Teodoro de Holanda traer los restantes desde Flandes, que llegaron a Granada a principios de 1557. Sin embargo, algunas piezas no cumplieron las expectativas y fueron rechazadas. Finalmente, entre 1559 y 1561, Juan del Campo elaboró otras diez vidrieras para la cúpula de la capilla mayor y añadió diseños adicionales, como los que representan a los Apóstoles y a la Virgen de los Dolores.
Candelero
El candelero del cirio pascual es una pieza renacentista de madera tallada y dorada, obra de Esteban Sánchez, que fue colaborador de Pedro Machuca. Su diseño combina una base troncopiramidal decorada con tondos que contienen relieves de escenas del Génesis: La creación de Eva, Eva cogiendo el fruto del árbol prohibido, Los trabajos de Adán y La expulsión del Edén, y una columna piramidal adornada con motivos vegetales. La base cuadrada inicial, añadida en el siglo XVIII, presenta una decoración propia de la época, que contrasta con el estilo renacentista del resto de la obra. La pieza ha sido restaurada varias veces, eliminando repintes, pero sin recuperar la policromía original.
Facistol
El facistol, diseñado por Alonso Cano, es un elemento fundamental del mobiliario litúrgico de la capilla mayor. Encargado en 1652, fue ejecutado por los maestros carpinteros Blas Rodríguez y Juan Marín, bajo la dirección artística de Cano. Este majestuoso atril, destinado a sostener los libros corales, facilita a los miembros del coro la interpretación de las composiciones musicales durante las celebraciones litúrgicas.
El facistol se compone de cuatro piezas principales: pedestal, peana, atril y tabernáculo, unidas entre sí mediante un vástago interior. Está construido con materiales nobles como la madera de caoba, mármol verde de serpentina, hierro y bronce dorado, destacando por su sobriedad y desornamentación.
- El pedestal: Hecho en caoba, presenta una forma octogonal con salientes decorados con placas de serpentina y hornacinas, que albergan tallas de ángeles-niño. Esta estructura refleja la armonía y el orden del diseño litúrgico.
- La peana: Simula una columna, permitiendo el giro completo del atril gracias a un riel circular, lo que facilita su uso y simboliza la flexibilidad del arte sacro en la liturgia.
- El atril: De forma piramidal truncada, está adornado con estilizadas granadas y jarrones de azucenas, símbolos representativos de la catedral de Granada. Sobre él, se encuentra grabada una cita del profeta Jeremías, evocando el poder de la Palabra de Dios.
- El tabernáculo: Es una urna cuadrangular con cúpula rematada por un crucifijo, que alberga una imagen de la Inmaculada Concepción, obra de Diego de Mora.

El conjunto se corona con una talla de Jesús crucificado, simbolizando la alabanza al Señor y la proclamación de la Palabra de Dios. Este detalle resalta el carácter teológico y devocional del facistol, que no solo sostiene los libros litúrgicos, sino que también refleja la espiritualidad y la fe cristiana.
Dentro del tabernáculo del facistol siempre han estado presentes imágenes de María, simbolizando su conexión con la Palabra divina. Las dos primeras tallas que lo ocuparon, la Inmaculada y la Virgen de Belén, fueron obra de Alonso Cano. La actual Inmaculada es creación de Diego de Mora.
Púlpitos
En la capilla mayor se encuentran dos púlpitos barrocos diseñados por el arquitecto cordobés Francisco Hurtado Izquierdo en 1713. Destacan tanto por su diseño artístico como por su suntuosa ornamentación, concebidos para integrarse armónicamente con la monumentalidad renacentista del templo.
Situados a ambos lados del gran arco toral, son estructuras de planta hexagonal sostenidas por estilizados estípites decorados con figuras de ángeles y guirnaldas talladas en piedra blanca, extraída de las canteras de Luque. En sus bases se encuentran tres leones con formas híbridas, que aportan dinamismo escultórico característico del barroco. Los embutidos de jaspe rojo y negro, procedentes de Cabra, añaden un contraste cromático que realza su riqueza visual.
El del lado del Evangelio, a la izquierda según se mira al altar, presenta esculturas de los cuatro evangelistas. Su tornavoz, tallado en madera de pino y dorado en 1725, está coronado por la figura alegórica de la Caridad, acompañada de ornamentación en hojarasca y volutas. En la tribuna, los medallones ovalados representan a los evangelistas, destacando su papel en la proclamación del mensaje evangélico. 
El del lado de la Epístola, a la derecha mirando al altar, incluye esculturas de los cuatro doctores de la Iglesia latina, que simbolizan el vínculo entre la teología y la predicación: San Jerónimo, San Ambrosio, San Agustín y Santo Tomás de Aquino. Su tornavoz, también dorado, está rematado por la figura alegórica de la Esperanza, rodeada de angelillos sedentes y una rica decoración barroca.

### Capilla de la Virgen del Pilar

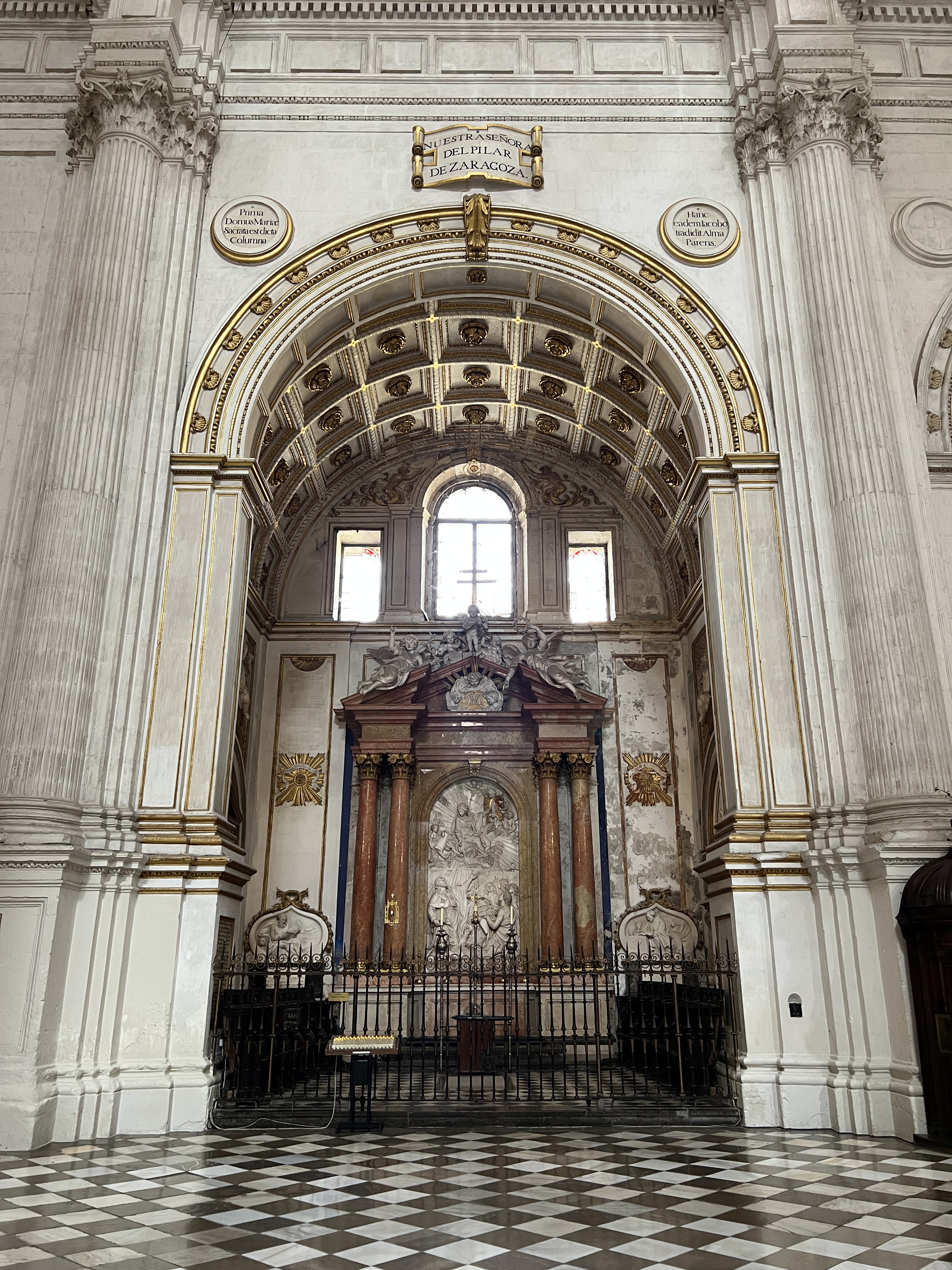
Capilla de Nuestra Señora del Pilar de Zaragoza.

La primera capilla del muro norte de la catedral, dedicada a Nuestra Señora del Pilar, fue diseñada entre 1782 y 1785 por el arquitecto Francisco Aguado, en estilo neoclásico. El retablo central, realizado en mármol policromado y bronce dorado, representa La aparición de la Virgen al apóstol Santiago entre pares de columnas y bajo un frontón triangular partido de mármol ocre. Completa el programa iconográfico mariano, cuatro relieves de estuco con escenas de la letanía lauretana.
El retablo lateral está dedicado a San Antonio de Padua. Frente a él, el mausoleo del arzobispo Jorge y Galbán, mecenas de la obra, lo muestra arrodillado en actitud orante. Además, los relieves de San Jerónimo y San Isidoro de Sevilla complementan el conjunto decorativo. Todas las esculturas de la capilla, incluido el mausoleo del arzobispo, son obra de Juan Adán. En el centro, bajo el pavimento se encuentra la sencilla sepultura del arzobispo Bienvenido Monzón.
La reja de hierro, que cierra el espacio, armoniza con las demás de la catedral. Tres ventanas rectangulares coronan el testero central, la del centro, más alta, con un arco de medio punto que realza su presencia. Su diseño, sencillo pero armónico, enfatiza la verticalidad del conjunto y complementa la decoración del retablo. Aunque las vidrieras originales no se conservan, se puede deducir que contaban con una rica policromía.

### Capilla de los Beneficiados (Cristo de la Esperanza)

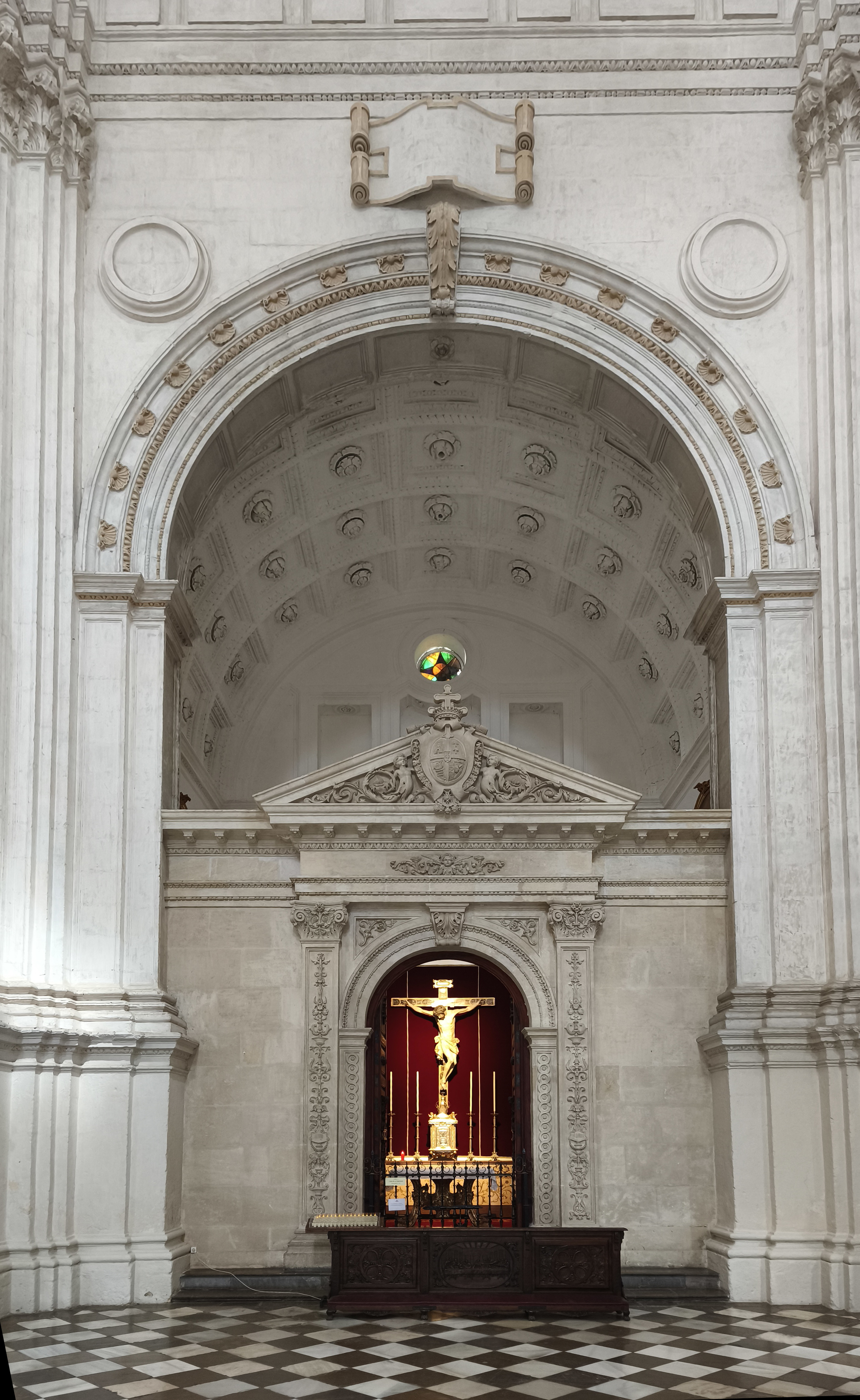
capilla de los Beneficiados o del Cristo de la Esperanza.

Ubicada en el lateral de la nave del Evangelio, a continuación de la capilla de la Virgen del Pilar, ocupa el espacio donde originalmente se abría la puerta de San Jerónimo, cegada durante el episcopado del arzobispo José Moreno Mazón. Fue entonces cuando se construyó la portada pétrea clasicista que enmarca el acceso a la capilla, ricamente decorada con pilastras adosadas, relieves vegetales y frontón triangular, acorde con la solemnidad renacentista del conjunto catedralicio. La portada, realizada en piedra clara pulida, presenta un diseño simétrico y monumental: un arco de medio punto flanqueado por dichas pilastras corintias, coronado por un entablamento clásico sobre el que se alza un ático decorado. En el centro de este remate se inserta el escudo episcopal de José Moreno Mazón, sin capelo ni borlas, y con una corona condal acolada al timbre, flanqueado por dos figuras infantiles desnudas que, brotando de la ornamentación vegetal, sostienen el escudo como tenantes. La portada está cerrada por una reja metálica, similar a las del resto de capillas, que contribuye a reforzar el carácter monumental del conjunto.
Esta estancia pasó a conocerse como Sala de los Beneficiados, por estar vinculada a los sacerdotes beneficiados de la catedral, función desaparecida en 1986 siendo arzobispo José Méndez Asensio, y se configuró como espacio cerrado e independiente. Según Gallego Burín, en 1961 la sala se hallaba decorada con dos grandes lienzos representando al Redentor y a la Virgen, así como otros con figuras de apóstoles.
Tras permanecer cerrada durante largo tiempo, la capilla ha sido restaurada y reabierta al culto en 2025 con el nombre de capilla del Cristo de la Esperanza. Se ha recuperado así como lugar de oración, adoración eucarística y celebración penitencial.

La imagen titular que la preside es el Cristo de la Esperanza, obra maestra de Pablo de Rojas fechada en 1592. Este crucificado fue originalmente realizado para la sacristía de la Catedral, donde permaneció durante dos siglos. En 1783 fue trasladado al coro, en el centro de la nave, y más tarde, al desaparecer este, se ubicó en esta capilla, donde ha sido revalorizado tanto por su calidad artística como por su potencial devocional. Se trata de una de las obras fundamentales de la escultura andaluza de finales del siglo XVI, con una impactante policromía de Perdro de Raxis en tonos claros que realzan el dramatismo. La talla destaca por su cuidada anatomía, el tratamiento minucioso del paño de pureza con dorado ornamental, y la corona de espinas tallada directamente en la madera, que acentúa su expresividad. Su silueta, de composición quebrada y con una marcada torsión, responde al gusto manierista por las formas dinámicas y contribuye a acentuar el dramatismo de la escena. Aunque mantiene un tratamiento realista del cuerpo, el escultor recurre a una torsión forzada con finalidad expresiva. La orientación inclinada de la figura y la mirada frontal favorecen la conexión visual con el espectador, reforzando su carácter devocional.

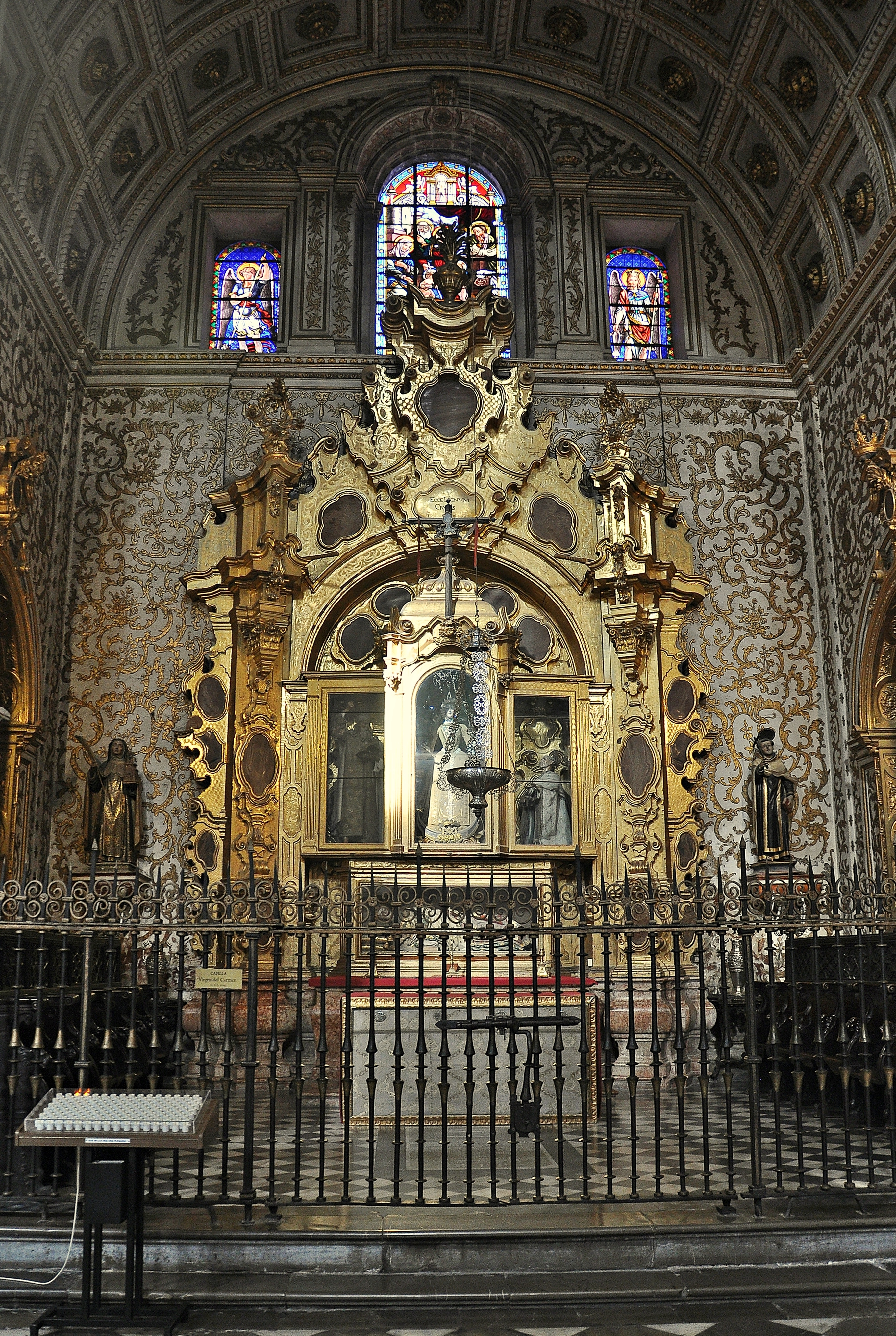
Capilla de Nuestra Señora del Carmen.

### Capilla de Nuestra Señora del Carmen
La capilla de Nuestra Señora del Carmen, situada en la nave del evangelio de la catedral, estuvo originalmente dedicada a la Santa Cruz, albergando una reliquia del Lignum Crucis. Bajo el patrocinio del arzobispo Pedro Antonio de Barroeta, fue redecorada entre 1770 y 1773, y consagrada a la Virgen del Carmen. La intervención incluyó el retablo central, una obra barroca tardía con influencias rococó, esculpido por Juan Serrano y dorado por Francisco Salmerón, así como la decoración mural de Miguel de Aranda, quien integró motivos geométricos y florales dorados en las paredes. 
Destaca por su cúpula decorada con casetones geométricos pintados y dorados, que refuerzan la monumentalidad del espacio. El retablo central, con un banco de mármol rojizo y una urna que contiene la imagen de Santa Casilda, presenta un arco de medio punto flanqueado por pilastras. La inscripción «ECCE LIGNUM CRUCIS» en la clave del arco alude a su dedicación original.
El programa iconográfico, de marcado carácter carmelitano, incluye la imagen de Nuestra Señora del Carmen, atribuida a José de Mora, flanqueada por San Elías, esculpido por Pedro de Mena, y San Simón Stock, obra granadina del siglo XVII. En los laterales, se encuentran Santa Teresa de Ávila y San Juan de la Cruz, ambos de la escuela granadina del mismo periodo. La capilla también alberga la escultura de Santa Casilda, realizada por Torcuato Ruiz del Peral, y dos lienzos de Luis Sanz Jiménez, que representan la Aparición del Niño Jesús a San Antonio de Padua y la Visión de la Cruz de San Pedro de Alcántara.
Las vidrieras superiores, de inspiración neogótica y realizadas en el siglo XIX, representan la Sagrada Parentela en la central, y a los arcángeles San Miguel y San Rafael en las laterales. Estas vidrieras, de vivos colores, que evocan el equilibrio y la elegancia característicos del arte renacentista italiano de Rafael, complementan el tema mariano de la capilla, aportando una luz tamizada que enriquece la atmósfera decorativa.
El espacio está protegido por una reja de hierro forjado con detalles dorados, similar a la de la capilla del Pilar, con cinco calles y una puerta de doble hoja. Esta media reja, junto con las molduras doradas y los nichos laterales que albergan esculturas, subraya la unidad estilística y la simetría del conjunto. 

### Capilla de Nuestra Señora de las Angustias

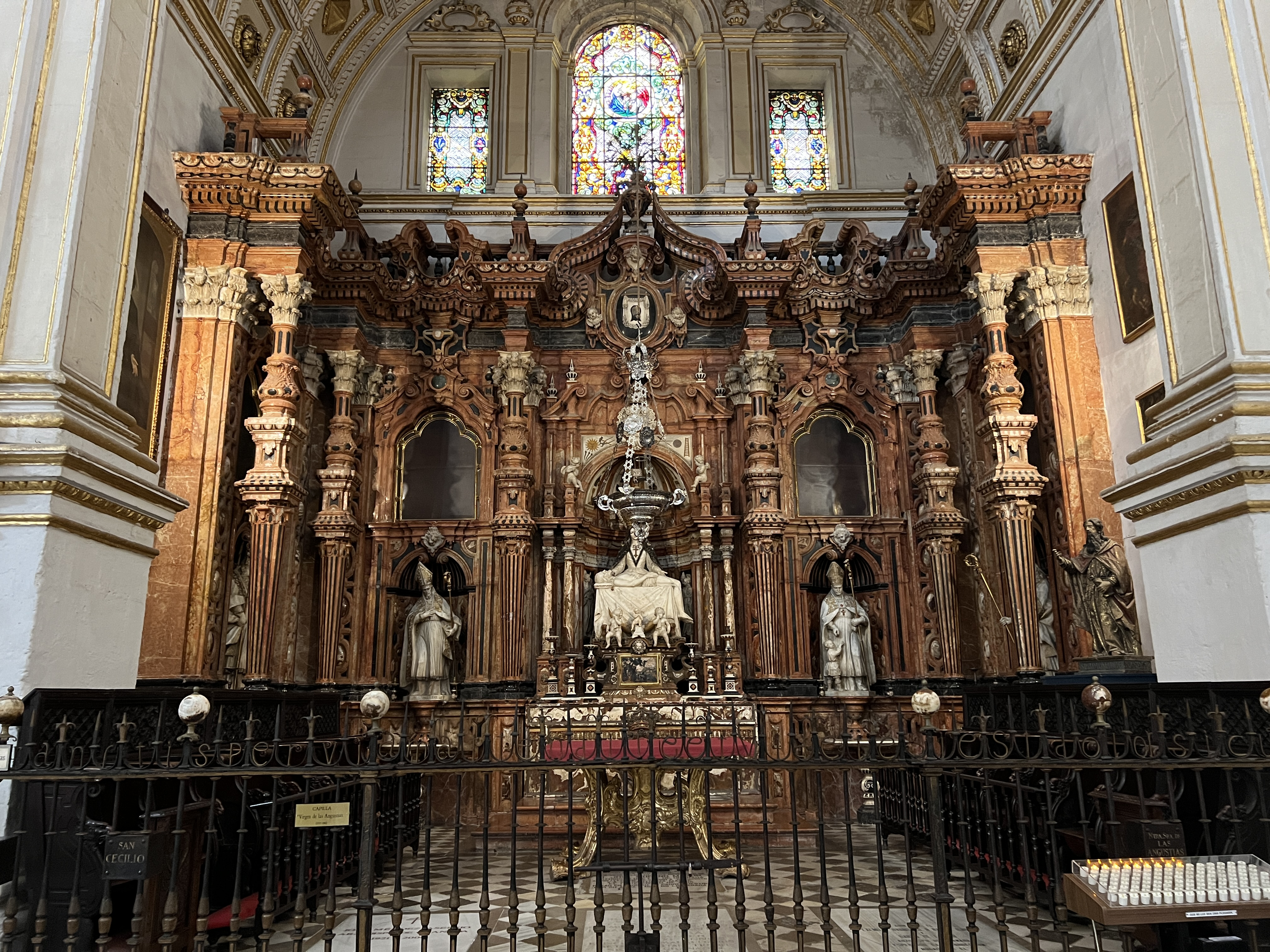
Capilla de Nuestra Señora de las Angustias.

La capilla de Nuestra Señora de las Angustias, situada en el muro norte del templo, ha pasado por diversas advocaciones, como Santa Casilda, Virgen de la Guía y Sagrado Corazón de Jesús, hasta su dedicación actual a la patrona de Granada. En 1929, se trasladó a esta capilla un espléndido retablo barroco de 1736-1741, obra de José de Bada, exponente del rococó en Andalucía oriental, que estuvo originalmente instalado en el trascoro de la catedral hasta 1929. Este retablo, caracterizado por su elaborada decoración dorada, combina elementos horizontales y verticales mediante estípites, y culmina con símbolos marianos como un jarrón de azucenas y el corazón atravesado por los siete puñales.
En el centro del retablo destaca la imagen de la Virgen de las Angustias, realizada en mármol gris y blanco, acompañada por figuras en mármol blanco de San Cecilio, San Gregorio Bético, San Pedro Pascual y Santo Tomás de Villanueva, esculpidas por Agustín de Vera Moreno. El programa iconográfico, centrado en la Virgen, incluye además un mosaico de piedras duras con la Santa Faz y un óleo atribuido a Bocanegra, La Asunción de María. Otros elementos cristológicos son un mosaico anónimo de la Santa Faz y un lienzo de Nuestro Señor Jesucristo, Salvador del Mundo, atribuido a José Risueño o Pedro Atanasio Bocanegra.
La capilla alberga también obras de temática hagiográfica, como una talla de San Pablo, un mosaico sobre la tentación de San Pedro Abad y un óleo del siglo XIX de San Francisco Caracciolo adorando la Eucaristía. Las vidrieras, diseñadas por Ricardo García Guereta y producidas por la casa Maumejean entre 1925 y 1930, aportan un toque luminoso. La central representa la Anunciación, mientras las laterales exhiben símbolos pasionistas, reflejando el carácter devocional de la capilla.
Bajo el pavimento descansan los restos de tres arzobispos de Granada: José Moreno Mazón, Balbino Santos Olivera y Rafael García y García de Castro. La entrada está delimitada por una media reja de 10,21 m, similar a la de la capilla del Pilar, con cinco calles y una puerta de doble hoja. Su coronación combina esferas, pináculos, terminaciones florales y las letras del epígrafe en latín «O vos omnes qui transitis per viam, attendite et videte: si est dolor sicut dolor meus» (Lamentaciones 1:12), todos dorados. Estos elementos, junto con las molduras y los nichos laterales que albergan esculturas, refuerzan la simetría y la unidad estilística del conjunto.
Por último, la entrada está delimitada por una media reja de hierro de 10,21 metros de ancho, decorada con elementos florales y rematada con un texto latino del libro de Lamentaciones, que subraya la solemnidad del espacio.

### Capilla de Nuestra Señora la Antigua

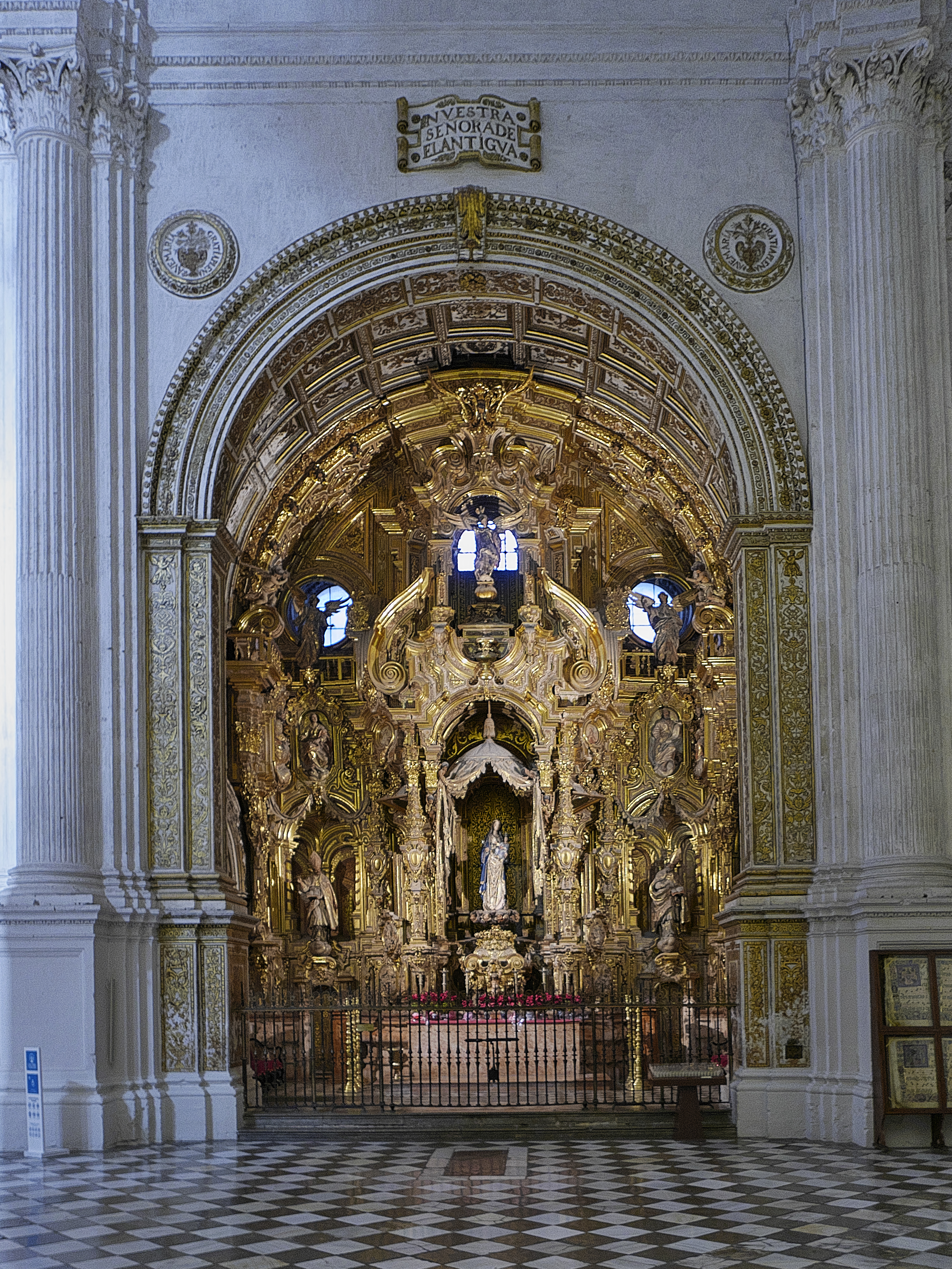
Catedral de Granada. Capilla de Nuestra Señora de la Antigua.

La capilla de Nuestra Señora de la Antigua, situada en el muro norte de la catedral, destaca por su rica ornamentación y significado histórico. Originalmente, tuvo un retablo dedicado a la misma advocación, pero debido a su deterioro, en 1718 el arzobispo Martín de Ascargorta encargó un nuevo retablo a Pedro Duque Cornejo, basado en un diseño atribuido a Roldán. El banco, elaborado en jaspe encarnado, y la solería, obra de Martín Ferreras, son elementos sobresalientes por su calidad. El dorado fue concluido por José Pablo Narváez y Pedro Díaz en 1726, mientras que la decoración fue realizada por Pedro Romero. En 1720, Marcos Fernández Raya realizó algunas adiciones a la peana de la Virgen.
El retablo, una audaz muestra del barroco andaluz, combina esculturas, relieves y arquitecturas fingidas, logrando un efecto teatral. En las tres calles se alzan los arcángeles San Rafael, San Miguel y San Gabriel, acompañados por San Cecilio y San Gregorio Bético, figuras que evocan la antigüedad del cristianismo en Granada. Las esculturas se sitúan ante transparentes que permiten la iluminación posterior, intensificando su presencia y dramatismo.
La iconografía principal es mariana, centrada en una talla anónima de Nuestra Señora de la Antigua, posiblemente de origen alemán del siglo XV, restaurada en los siglos XVII y XVIII. La Virgen, en madera policromada, porta al Niño Jesús, y ambas figuras están coronadas con piezas de plata dorada realizadas por Diego Cervantes en 1654. Este tema se complementa con cuatro lienzos dedicados a episodios de la vida de María —la Visitación, el Nacimiento de Jesús, la Presentación en el Templo y la Huida a Egipto—, y seis relieves policromados que muestran la Inmaculada Concepción, Nacimiento de María, Presentación en el Templo, Desposorios con San José, Anunciación y Asunción de María.
Además, incluye representaciones de los evangelistas, los Reyes Católicos, retratados en 1649 por Francisco Alonso Argüello), y los arcángeles, conectando elementos religiosos con la historia monárquica. Todo el espacio está protegido por una reja de hierro de 2,05 metros de altura y 7,56 metros de longitud, que sobresale por su rica ornamentación y complejidad técnica.
Finalmente, la capilla está protegida por una reja de hierro, que cuenta con cinco calles y alcanza los 2,05 metros de altura y 7,56 metros de longitud, destacando por sus detalles ornamentales y cerraduras decorativas.

### Capilla de Santa Lucía

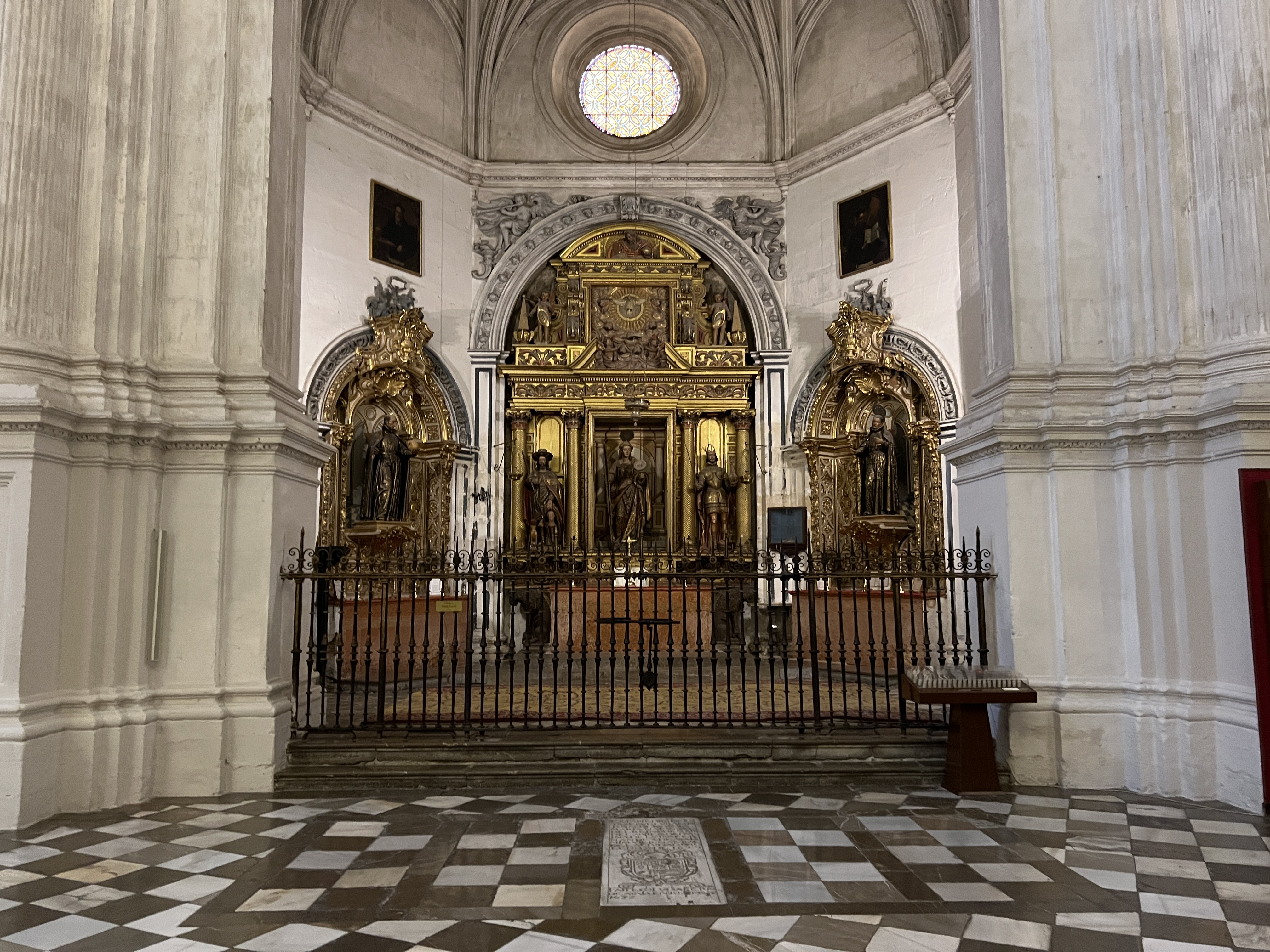
Capilla de Santa Lucía.

La capilla de Santa Lucía, antes de Jesús a la Columna, es la segunda capilla de la girola del lado del evangelio. Actualmente, se encuentra ornamentada con tres retablos: el central, que preside la imagen de la titular Santa Lucía, y dos laterales dedicados a San Francisco de Borja y San Luis Gonzaga.
El retablo central, obra de Gaspar Guerrero entre 1620 y 1624, representa el primer barroco y es contemporáneo de los retablos de Santa Ana y Santa Teresa, ubicados en otras capillas de la girola. La escultura de la titular, Santa Lucía de Siracusa, es una obra de Alonso de Mena que la presenta como virgen y mártir, con sus símbolos tradicionales: la palma del martirio y los ojos sobre un plato, en alusión a su suplicio bajo el emperador Diocleciano. A sus lados, se encuentran las estatuas de San Roque, de la escuela de Pablo de Rojas, y de Fernando III, el Santo, en el estilo de Alonso de Mena. El retablo también incluye un relieve del Espíritu Santo, el busto de Dios Creador y dos ángeles de pasión.
Los retablos laterales, dedicados a San Francisco de Borja y San Luis Gonzaga, fueron realizados por Nicolás Moya y dorados por José de Pino en 1761, durante la transición entre el barroco y el rococó. Las tallas, donadas por la Compañía de Jesús en 1764, son anónimas y fueron repolicromadas en sus vestiduras.
La iconografía de la capilla se completa con una talla en madera de Jesús atado a la columna, una obra del siglo XVI que ha sido muy restaurada y que fue una de las imágenes más veneradas en los primeros tiempos del culto catedralicio. También se encuentran seis lienzos que desarrollan el tema de los santos fundadores, entre ellos el cuadro de San Juan Bautista, de la escuela italiana y del círculo de Aníbal Carracci, y la Crucifixión de San Andrés, de la escuela de Risueño. Otros lienzos representan a santos como San Antonio Abad, San Pedro Nolasco, San Felipe Neri y San Francisco Caracciolo.
La iluminación de la capilla proviene de un óculo con vidriera moderna de decoración geométrica y tres lámparas: dos de ellas están ubicadas junto al altar principal y la tercera colgando de la bóveda.
La reja que separa la capilla, costeada por el canónigo Canales, presenta un diseño de cinco calles y se extiende a lo largo de 7 metros, alcanzando una altura máxima de 2,04 metros. Su elegancia y funcionalidad hicieron que sirviera de modelo para otras rejas de la girola desde 1717.

### Capilla del Cristo de las Penas
La capilla del Cristo de las Penas, también conocida como la capilla del Cristo de las Ánimas, es la primera de las tres capillas más pequeñas de la girola, situada junto a la capilla de la Virgen de la Antigua en el muro norte. En su interior se encuentra el retablo más antiguo de la catedral, una muestra destacada del arte retablístico del siglo XVI, aunque la ausencia de documentos históricos dificulta precisar su autoría, cronología y mecenazgo.
El retablo, caracterizado por una arquitectura sencilla, refleja el manierismo granadino de transición entre los siglos XVI y XVII. En su banco central destacan dos figuras tenantes acompañadas de escudos ornamentales. Sobre él, un único cuerpo flanqueado por columnas corintias, decoradas con cabezas de angelitos, enmarca el Calvario: una representación de Jesús crucificado acompañado por María y Juan Evangelista al pie de la cruz. Esta obra, atribuida al siglo XVI, fue repintada en el siglo XVIII.
El programa iconográfico de la capilla se centra en la pasión de Cristo, combinando dos momentos clave: su crucifixión y su yacencia. Incluye dos lienzos anónimos del siglo XVII, El Nazareno y La Coronación de Espinas o Ecce Homo, así como dos esculturas laterales: la Virgen de la Guía, una pieza del arte alemán del siglo XV, y San Juan Bautista, una obra granadina del siglo XVIII cercana al estilo de Risueño. En el ático del retablo, el grupo escultórico Llanto sobre Cristo Muerto muestra a Jesús yacente rodeado por María, Nicodemo, José de Arimatea, María Magdalena y María Cleofás. El tímpano está presidido por un busto de Dios Padre bendiciendo.
La ornamentación de incluye dos lámparas laterales de tres cadenetas, una lámpara central, cuatro pequeñas cornucopias y una credencia empotrada en mármol negro veteado en blanco.
La reja, de hierro y sin solera, mide 3,18 metros de largo y 2,04 metros de altura. Formada por dos hojas y decorada con detalles sencillos, refleja la unidad estilística característica de la rejería de la catedral.

### Capilla de Santa Teresa

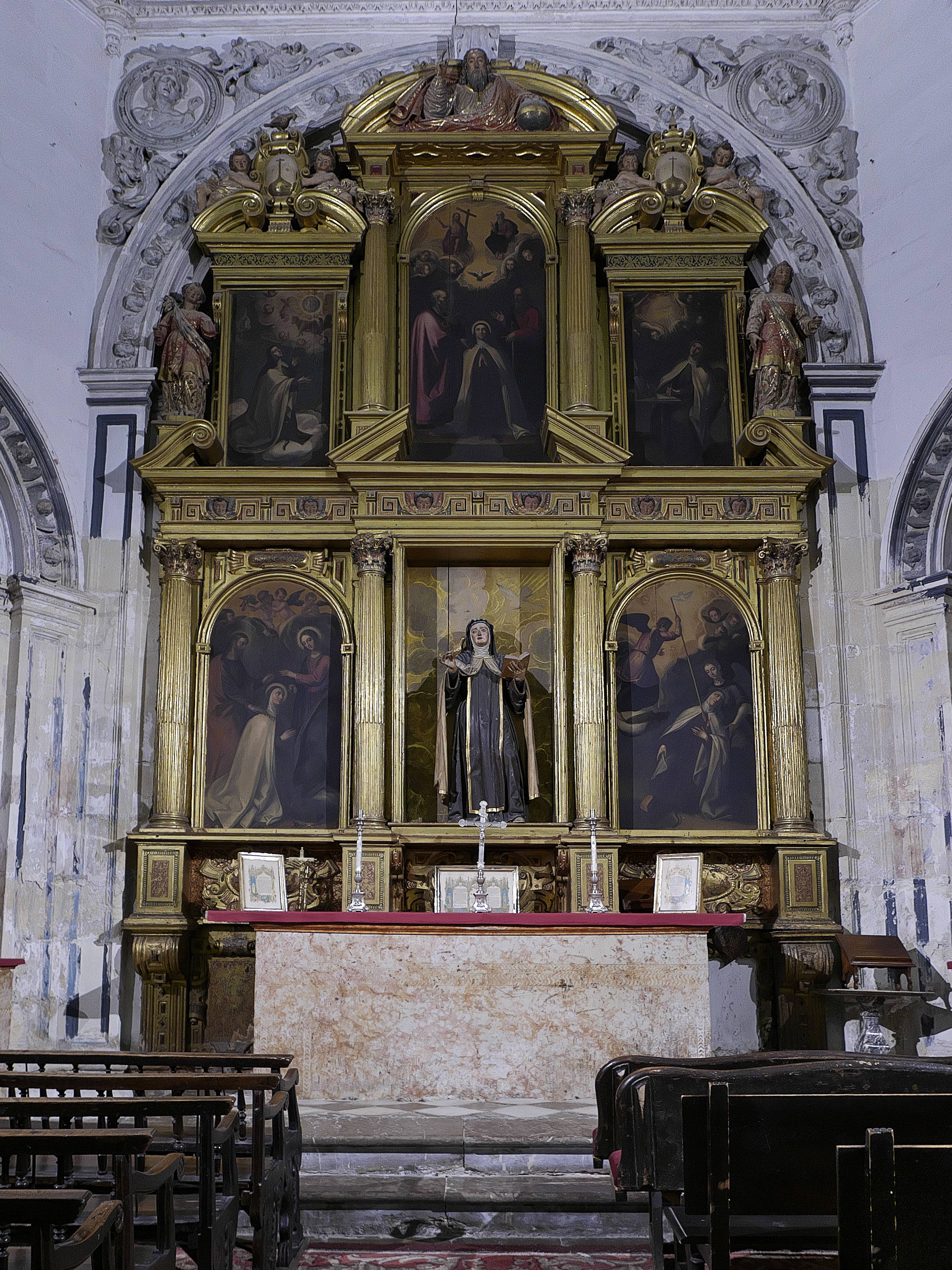
Capilla de Santa Teresa.

Se encuentra en la girola del lado del evangelio. Es un espacio que combina elementos arquitectónicos barrocos con detalles decorativos refinados.
El retablo central,  patrocinado por el canónigo Agustín de Castro, realizado por Gaspar Guerrero entre 1618 y 1620 y dorado por Pedro de Raxis, en 1647, es el elemento principal de la capilla. Está compuesto por tres calles, un banco decorado y un ático rematado con un busto del Padre Creador. En su centro alberga la imagen de Santa Teresa de Ávila y un óleo que la representa entre San Pedro y San Pablo. La estructura enfatiza la verticalidad mediante columnas ornamentales y molduras ricamente trabajadas.
Enmarcando el retablo principal, se encuentran dos altares laterales, completados en 1691 gracias a la donación de Bartolomé Sánchez Varela. Los lienzos principales de estos altares son La Inmaculada Concepción y El Ángel Custodio, ambos de Juan de Sevilla, que exponen temas marianos y angelicales.
El programa iconográfico se centra en la figura de Santa Teresa y episodios clave de su vida, representados en cinco óleos atribuidos al carmelita Adriano: La imposición del collar a santa Teresa por la Virgen y san José, La Transverberación, Santa Teresa en éxtasis, Santa Teresa entre san Pedro y san Pablo y Santa Teresa escribiendo. Otras obras destacadas incluyen La Inmaculada Concepción y La Lactación de San Bernardo de Claraval o El premio lácteo a san Bernardo,  y una escultura de La Virgen sin el Niño. Cuenta también con esculturas de San Cecilio y San Gregorio de Illíberis, además de un lienzo del círculo de Rutilio Manetti que muestra a San Sebastián atendido por Santa Irene.
La bóveda, coronada por un óculo, permite la entrada de luz natural que realza los colores cálidos del retablo y las tonalidades de los lienzos. El suelo de mármol con un patrón ajedrezado genera contraste con la decoración dorada, equilibrando visualmente el espacio. La reja frontal, que delimita el espacio con elegancia, mantiene la continuidad estilística con el resto de la catedral. Dividida en cinco calles, con una puerta central practicable de dos hojas, sus dimensiones son 7,10 metros de ancho por 2,05 metros de alto.

### Capilla de San Blas
Está situada en la girola del lado del evangelio, cuarta sobre el muro norte. Esta capilla, junto con las de Cristo de las Penas y San Sebastián, forma parte de los espacios más reducidos del ábside, con testero poligonal y sin óculo superior. Fue decorada con un retablo construido en 1738 y dorado en 1750, gracias al aporte económico de la capilla de música. El retablo corresponde al barroco tardío y tiene una sola calle con estípites y hornacinas de colmena en las partes central y superior. El banco, con un sencillo sagrario se extiende a los paramentos laterales con dos cuadros con marcos adornados en exceso.
La iconografía del retablo presenta varias figuras religiosas. San Blas con el Niño, es representado en una escultura atribuida al círculo de Alonso de Mena. En los paramentos laterales, hay dos óleos de Juan de Sevilla, que representan a San Onofre y San Jerónimo, ambos de medio cuerpo y semidesnudos. En la hornacina del ático se encuentra una talla anónima policromada de Santa Teresa de Jesús. Además, a la altura de la hornacina, se encuentran dos lienzos anónimos: La Sagrada Familia con San Juan y San Francisco de Asís.
La reja de la capilla, que cubre la puerta de acceso, con dos hojas practicables, mide 3,25 metros de largo y 1,96 metros de alto. Con estructura sencilla, mantiene la unidad estilística de la rejería catedralicia.

### Capilla de San Cecilio

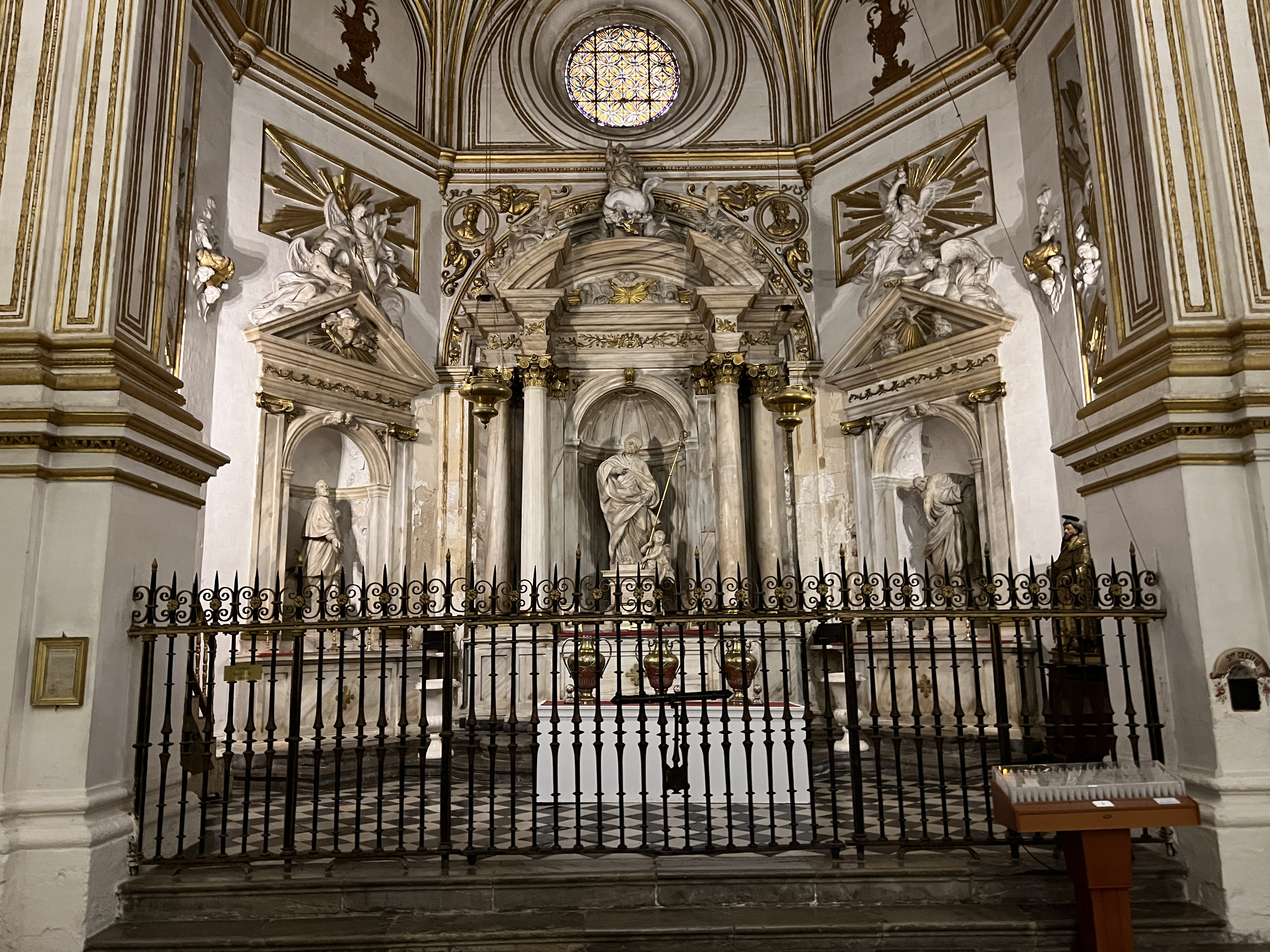
Capilla de san Cecilio.

La capilla de San Cecilio se encuentra en el centro geométrico del ábside de la catedral y fue la primera en cubrirse, en 1540. Durante la década de 1770, se decidió dedicarla a San Cecilio, incorporando elementos neoclásicos en su decoración. El diseño fue obra del arquitecto Francisco Aguado, y  la decoración del escultor Miguel Verdiguier, con la participación de Gabriel de Arévalo el Joven como estatuario, Diego García como maestro platero dorador y los tallistas Francisco Castillo y Manuel Villoslada. La capilla se inauguró oficialmente en 1787.
El retablo central, con columnas destacadas y una gran hornacina, alberga la estatua de san Cecilio, flanqueada por esculturas de san Torcuato y san Indalecio, todas talladas en mármol blanco de Macael. En la parte superior destaca una alegoría del triunfo de la fe, ubicada en el tímpano semicircular partido que corona el conjunto. Los retablos laterales, aunque menos elaborados, conservan su monumentalidad gracias a las hornacinas profundas y a los ángeles esculpidos que los adornan. En el lado del evangelio se encuentra la imagen de san Emigdio, mientras que en el altar opuesto aparece san Juan de Dios cargando a un enfermo.
Además, la capilla incluye dos relieves en estuco: Milagro de San Emigdio y Muerte de San Juan de Dios. También alberga una talla en madera de Santo Domingo de Guzmán, obra de Pablo de Rojas. La iluminación natural proviene de un óculo con vidriera de motivos geométricos, mientras que desde el techo cuelgan dos lámparas doradas.
La reja, de hierro y sin solera, está formada por cinco calles y decorada con detalles ornamentales que complementan la armonía del conjunto.

### Capilla de San Sebastián

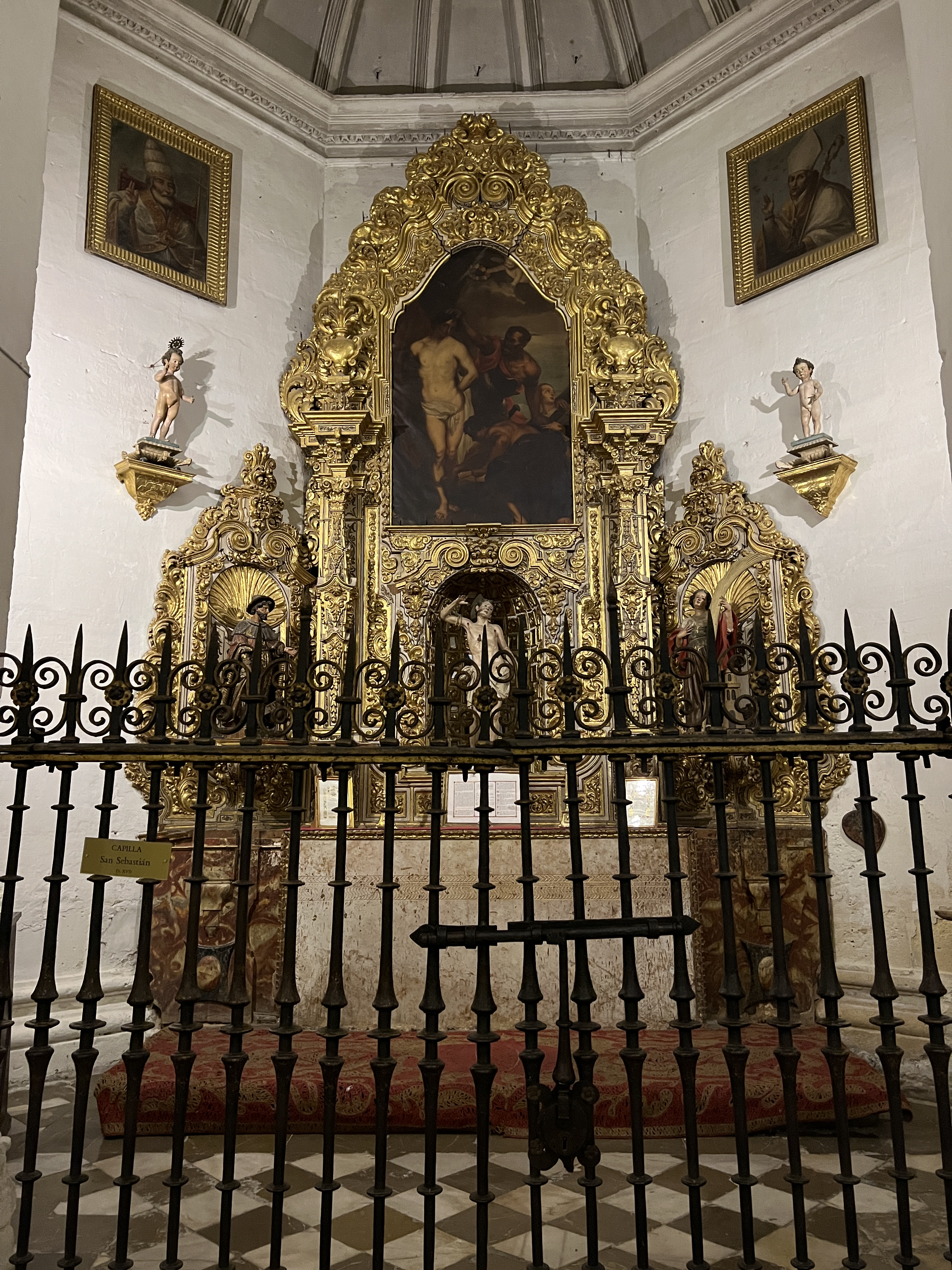
Capilla de San Sebastián.

Ubicada en la girola, hacia el lado de la epístola, la capilla de San Sebastián fue financiada y ampliada en 1732-1733 por los acólitos de la catedral.
Está decorada con un gran retablo barroco dorado, datado en la tercera década del siglo XVIII, que se adapta al espacio poligonal de la capilla. Presenta una única calle, con una hornacina-manifestador en la parte inferior que alberga una escultura del santo, de principios del siglo XVII, y un gran lienzo de su martirio, obra de Juan de Sevilla, en el cuerpo superior. Estípites alargados y jarrones de azucenas flanquean el conjunto, aportando verticalidad y dinamismo. A ambos lados, se encuentran las imágenes de San Roque, del círculo de Pablo de Rojas, y de Santa Bárbara, vinculada a un taller granadino próximo a Risueño. El conjunto iconográfico se completa con esculturas de San Pedro, San Juan Evangelista, San Esteban y un lienzo de San Agustín.
La reja de hierro forjado, sin base de apoyo inferior, cuenta con cerrojo, cerradura y llave, mide 3,31 m de ancho por 1,98 m de alto, y delimita la capilla del resto de la girola.

### Capilla de Santa Ana

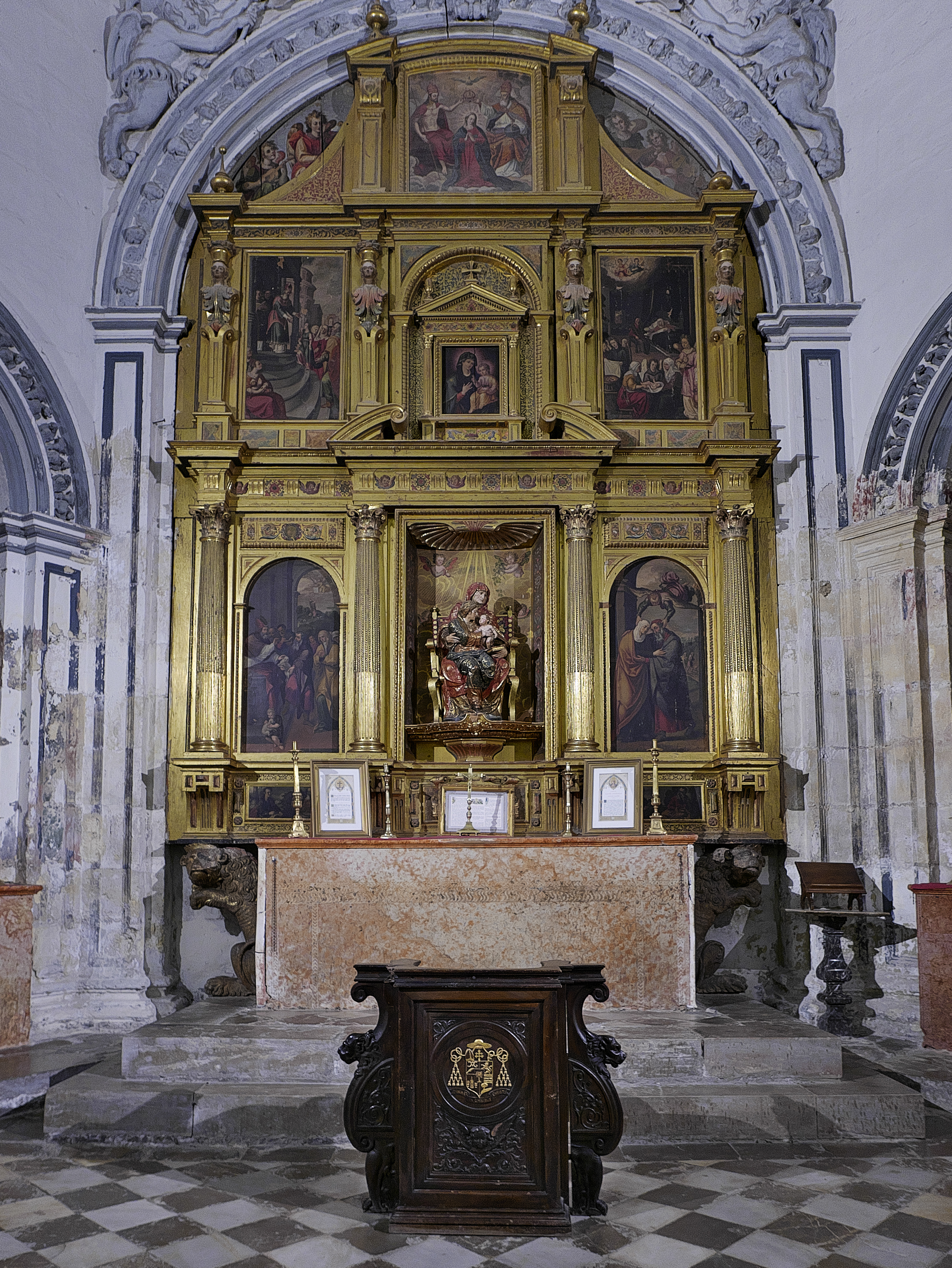
Capilla de Santa Ana.

Contiene un retablo protobarroco o barroco temprano de Gaspar Guerrero, que fue instalado en 1615 por autorización del cabildo y financiado por el gremio de sastres de la ciudad,  su policromía se atribuye al taller de Pedro de Raxis.
Está compuesto por tres calles y dos cuerpos, coronados por un ático. Destacan elementos clásicos como triglifos y frontones partidos, así como cariátides en el segundo cuerpo. A ambos lados del retablo central, en paramentos ochavados, hay dos altares dedicados a los fundadores de la orden trinitaria. El tema principal del retablo es la Virgen María, representada en cinco óleos sobre tabla de Pedro de Raxis que narran episodios de su vida: Nacimiento, Presentación y Coronación, además de escenas de sus padres, como el Abrazo de San Joaquín y Santa Ana. En el primer cuerpo de la calle central se sitúa una escultura de Santa Ana triple, obra de Diego Pesquera, que representa a Santa Ana, la Virgen y el Niño Jesús. Otros lienzos incluyen la Virgen del Pópolo, la Virgen con el Niño y la nInmaculada Concepció, atribuidos a Juan de Sevilla.
También alberga obras dedicadas a San Pedro y a San Cecilio, primer obispo de Ilíberis, además de dos óleos sobre lienzo de Pedro Atanasio Bocanegra, discípulo de Alonso Cano, que representan la Visión de San Félix de Valois y la Aparición de la Virgen a San Juan de Mata. Este último, firmado en 1674, es considerado una de las mejores obras del pintor. Además, se encuentra un lienzo de Santo Domingo de Guzmán y representaciones de los reformadores San Francisco de Paula y San Pedro de Alcántara.
Bajo el pavimento hay una bóveda que sirvió temporalmente como aljibe y como lugar de enterramiento para arzobispos.
El recinto está separado de la girola por una reja de hierro forjado que mide 2,09 m de alto y 7,02 m de largo. Un óculo con vidriera de motivos geométricos proporciona luz natural al conjunto.

### Capilla Real

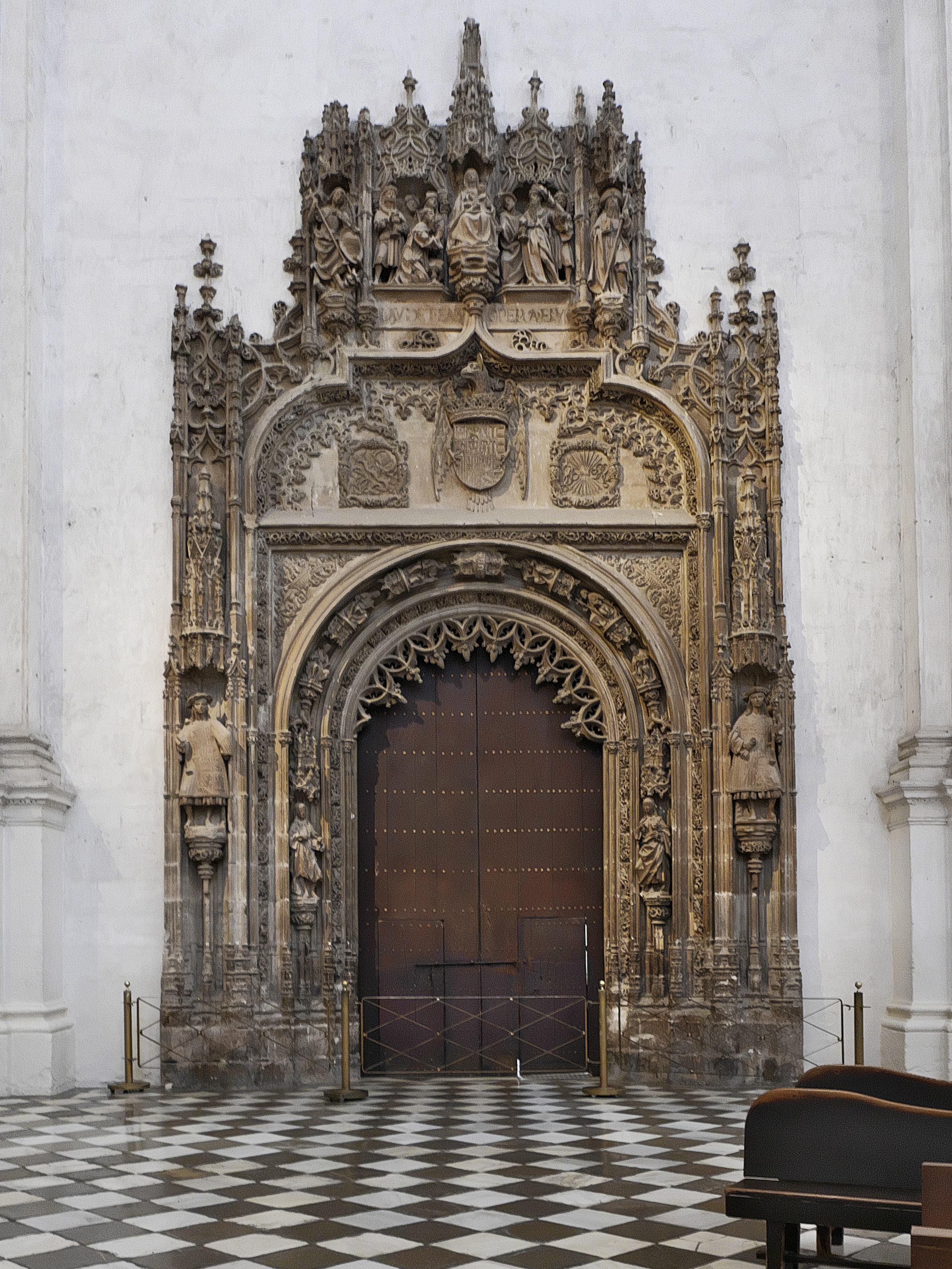
Portada de la Capilla Real.

La Capilla Real de la catedral de Granada es una obra arquitectónica encargada por los Reyes Católicos, Isabel I de Castilla y Fernando II de Aragón, como parte de su deseo de establecer su sepultura en la ciudad tras la conquista de Granada en 1492. Su construcción comenzó en 1505 por Enrique Egas en estilo gótico. Intervinieron, además, Juan Gil de Hontañón, Juan de Badajoz el Viejo y Lorenzo Vázquez de Segovia, y fue diseñada como un templo funerario y de culto, destacando tanto por su importancia religiosa como histórica. Conecta de manera directa con la catedral, al sur del crucero mayor, y alberga las tumbas de los Reyes Católicos, junto con las de otros miembros de la familia real, como Felipe el Hermoso y Juana I de Castilla.
Una de las principales características arquitectónicas de la Capilla Real es su portada gótica, construida alrededor de 1517, que se erige como un símbolo de la transición entre el último gótico y los primeros elementos renacentistas. Esta portada, ubicada en el lado sur de la Catedral, sirve como el acceso al interior de la capilla y es una de las manifestaciones más significativas del arte de la época de los Reyes Católicos.
La estructura de la portada es rica en detalles ornamentales, destacando por su monumental arco de medio punto festoneado, sobre el cual se erige un arco mixtilíneo. En la clave del arco se encuentra el escudo de los Reyes Católicos, flanqueado por sus símbolos heráldicos: el yugo y el haz de flechas. Estos elementos refuerzan el sentido de poder y dominio de la monarquía, mientras que la escena central de la portada muestra la Adoración de los Reyes Magos, una representación que subraya el mensaje de la Epifanía y la revelación de Cristo a los gentiles, en un contexto de victoria y proclamación divina.
A ambos lados de esta escena se encuentran las figuras de San Miguel, el arcángel, y Santiago, el peregrino, cuya presencia refuerza la idea de triunfo cristiano. Además, la portada está decorada con una serie de apóstoles y santos que reflejan el balance entre lo sagrado y lo profano, un tema recurrente en la iconografía del periodo. La inscripción latina que aparece bajo la escena de la Adoración, «Lavdet eam opera eivs», se interpreta como una alabanza a la figura femenina idealizada, lo que podría hacer referencia tanto a la teina Isabel como a la Virgen María.

### Capilla de la Santísima Trinidad
Es la segunda desde el pie de la catedral en el lado de la epístola, ubicada entre el acceso a la iglesia del Sagrario y el altar-retablo de Jesús Nazareno. Este espacio litúrgico, construido bajo el arzobispado de Felipe de los Tueros y Huerta (1724-1751), cuenta con tres retablos dorados por Juan de Marchena y decorados con bancos y frontales de mármol negro con esgrafiados dorados realizados por el cantero Manuel Peláez.

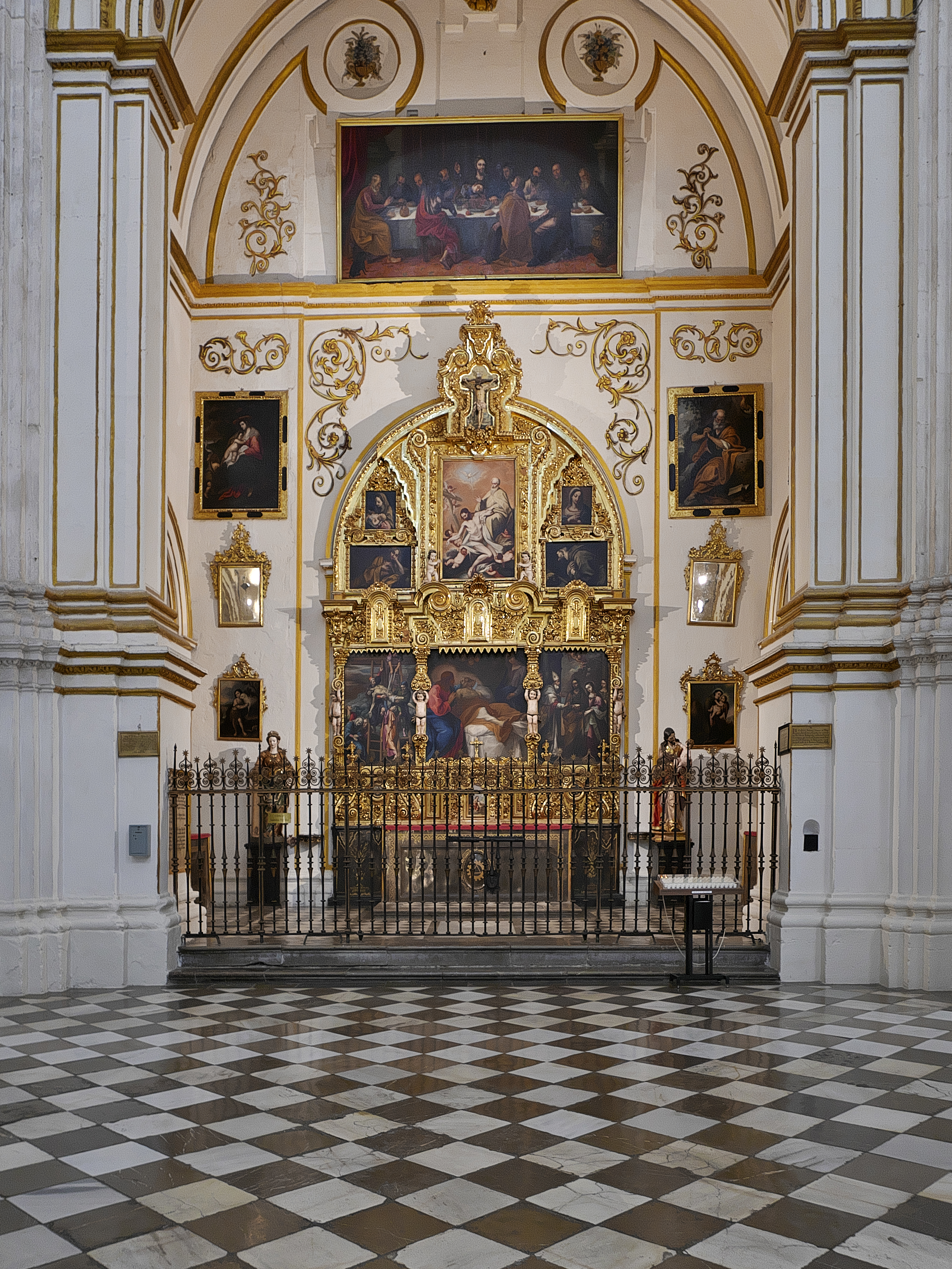
Capilla de la Santísima Trinidad.

El retablo central, realizado en 1737 por Gregorio Salinas, es una obra barroca que se caracteriza por su diseño sencillo y predominio de líneas horizontales. Presenta decoraciones de vegetales rizados en talla plana, un sagrario en el banco y tres lienzos en el cuerpo principal, rematados por una cornisa con angelillos atlantes. El ático, de diseño tripartito, combina formatos horizontales y verticales, mientras que el conjunto se corona con un crucifijo dentro de un molduraje cruciforme.
Los retablos laterales, dedicados a San José con el Niño y a San Francisco de Paula, fueron realizados por Francisco Villoslada entre 1774 y 1775. Constituyen un ejemplo del final del ciclo barroco en el templo y la transición hacia el estilo neoclásico, con una estructura sencilla que incluye banco, cuerpo de una sola calle y una coronación curvada.
La capilla alberga un amplio programa iconográfico compuesto por 21 cuadros y dos tallas, centrado en temas trinitarios, cristológicos, marianos, neotestamentarios y hagiográficos. El tema trinitario se refleja en el lienzo central del ático del retablo principal, cuya autoría se atribuye a Alonso Cano, Juan Niño de Guevara, Bocanegra o un autor anónimo. En esta obra, Dios Padre sostiene el brazo del Hijo muerto, mientras el Espíritu Santo, en forma de paloma, ilumina la escena.
El tema cristológico se aborda desde dos perspectivas: la infancia y la vida pública de Jesús. La infancia se representa en lienzos como Los Desposorios de María y José y La Sagrada Familia con San Juanito, atribuidos a Domingo Martínez, así como en la talla de San José con el Niño Jesús, vinculada al círculo de Felipe González. También se incluye un óleo que representa la muerte de San José, atribuido a Carlos Maratta. Por su parte, la vida pública se ilustra con obras como La Santa Cena, un lienzo anónimo del siglo XVI ubicado sobre el retablo, Jesús crucificado y El descendimiento de Jesús de la cruz.
El tema mariano está presente en obras como La Inmaculada Concepción, atribuida a Bocanegra, y varias representaciones de la Virgen con el Niño. Los personajes neotestamentarios incluyen a San Pedro arrepentido y a Santa María Magdalena penitente, que encarnan temas de arrepentimiento y conversión. También se representan santos como San Francisco de Asís, San Francisco de Paula, Santa Bárbara y San Antonio de Padua.
La reja de la capilla, de 6,65 metros de largo y 2,03 metros de altura, está formada por cinco calles, siendo la central practicable mediante una puerta de dos hojas. Las puntas de la reja están decoradas con estrellas de ocho puntas, manteniendo la unidad estilística de la rejería catedralicia.

### Capilla de San Miguel
La capilla de San Miguel Arcángel, es un ejemplo destacado de la decoración final del templo, realizada entre 1804 y 1807 gracias al mecenazgo del arzobispo Juan Manuel Moscoso y Peralta, cuyo monumento funerario, con sus restos, está en su interior. Ubicada en el muro sur, esta capilla fue la última del templo en decorarse. 

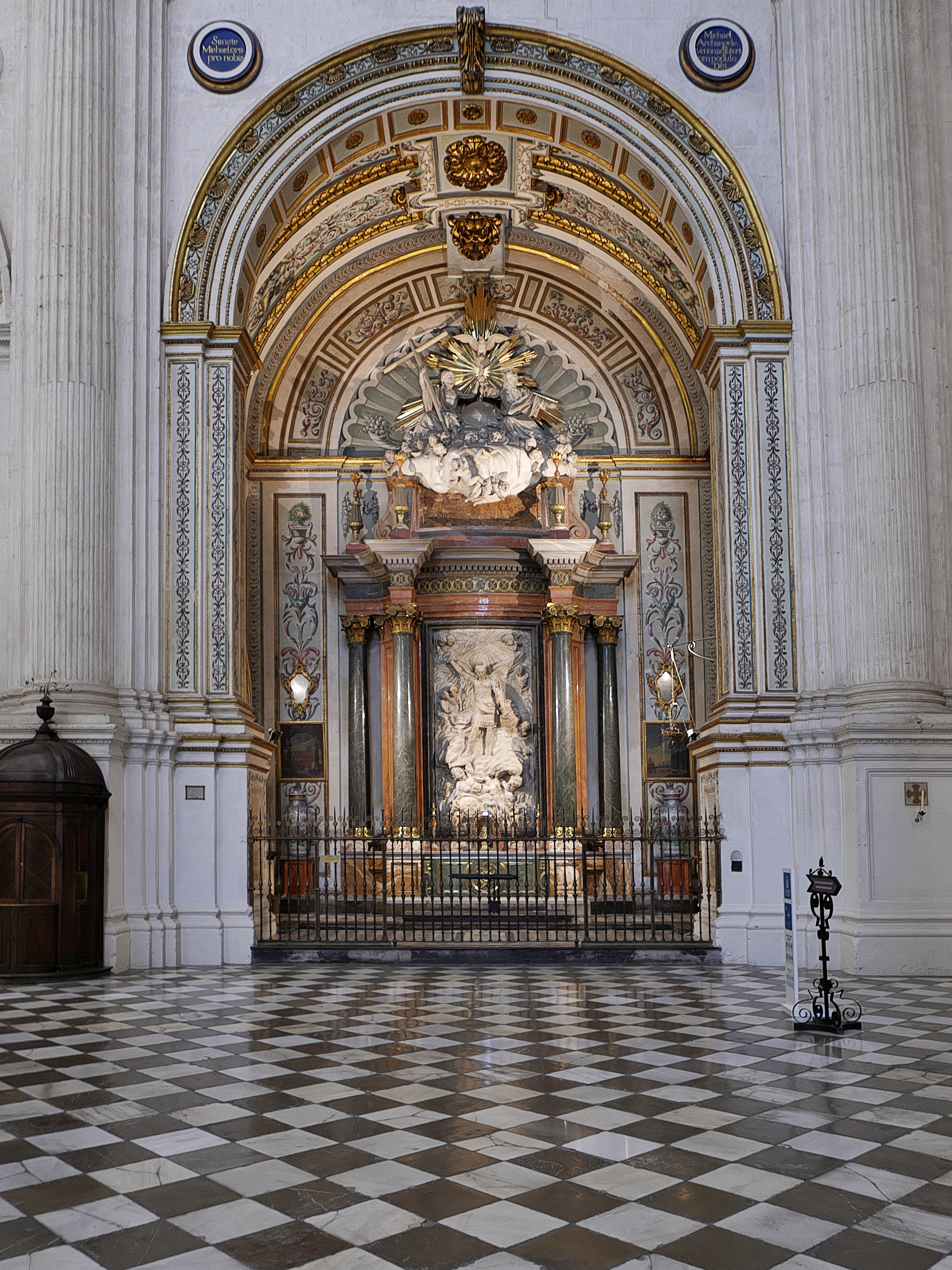
Capilla de San Miguel Arcángel.

El conjunto arquitectónico incluye un retablo central de estilo neoclásico, diseñado por el arquitecto Francisco Romero de Aragón, y un retablo lateral en el mismo estilo. El relieve central, que muestra a San Miguel Arcángel luchando contra dragones y demonios, fue realizado por el escultor Juan Adán Morlán. En el coronamiento del retablo se encuentra la Santísima Trinidad entre ángeles, obra de Manuel González, mientras que los adornos de bronce son de Narciso Miguel Bueno. En el altar principal resalta la cruz de la Orden de Carlos III, concedida al arzobispo.
Los frescos que decoran los muros, pintados por Vicente Plaza, aportan luminosidad al espacio, utilizando colores como el azul, verde y rojo. La estructura del retablo, de líneas claras y dinámicas, incluye columnas de jaspe verde del barranco de San Juan (Granada), mármol blanco, rojo del Valle de Luque (Córdoba) y gris de Sierra Nevada (Granada), lo que contribuye a un contraste cromático armonioso.
En cuanto a las obras pictóricas, destaca la talla de vestir de la Virgen de Copacabana, originaria de Bolivia, que se conserva dentro de una urna. También se encuentran tres lienzos marianos: una Asunción de la Virgen, con características del pintor napolitano Luca Giordano (1634-1705); una Inmaculada Concepción, de escuela sevillana; y la pieza más destacada, Nuestra Señora de la Soledad, pintada por Alonso Cano, que destaca por la serenidad de la Virgen y el detalle del encaje de punta española en las telas.
También hay dos escenas bíblicas pintadas por José de Cieza. Estas obras representan Daniel en el foso de los leones y Cristo con los apóstoles junto al mar.
El conjunto decorativo se completa con tibores de porcelana china, candelabros de mármol y bronce, cornucopias y una lámpara colgante. En el arco de entrada se hallan dos lápidas conmemorativas que informan sobre el arzobispo Moscoso y los detalles de la capilla.
La media reja de hierro, que cierra la capilla, sigue la misma línea estilística que las demás de la catedral. Su diseño es sencillo pero elegante, con un remate superior y cinco calles, incluyendo una puerta central de dos hojas.
Esta capilla marca el cierre de dos siglos de evolución en el arte de la catedral de Granada, pasando del estilo manierista de 1590 al neoclásico finalizado en 1807.

### Altares perimetrales
Son dos: el de Jesús Nazareno, ubicado entre la portada de la Capilla Real y la capilla de la Santísima Trinidad, y el del Triunfo de Santiago, situado entre las portadas de la Capilla Real y la sacristía, ambos en la nave exterior del lado de la epístola.
Retablo altar de Jesús Nazareno

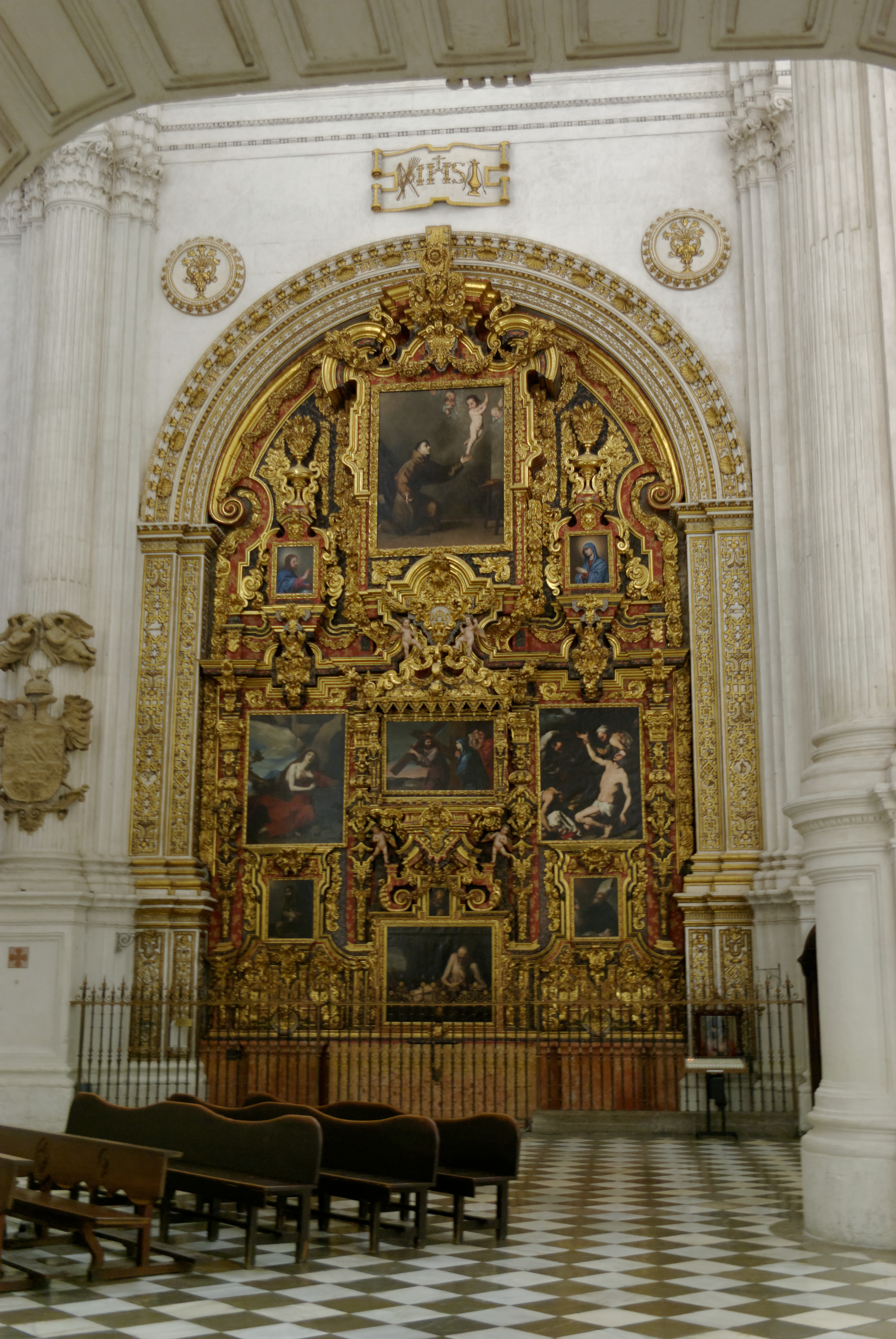
Altar-retablo de Jesús Nazareno.

Este altar retablo, de temática pasionista, fue concebido entre 1722 y 1725. Su diseño corresponde a Marcos Fernández de la Raya, mientras que Félix Rodríguez inició la talla, continuada por José Pablo Narváez tras el fallecimiento del primero en 1724. El dorado fue completado en 1730 por Francisco Moreno. Este retablo resolvió el desafío de acomodar nueve lienzos de formatos diversos en una estructura casi plana debido al escaso fondo disponible. El décimo lienzo, una representación de la cabeza de San Pedro, se añadió en 1736. Las pinturas fueron donadas por José Gutiérrez de Medinilla, que fue racionero, canónigo y tesorero de la Catedral de Granada en las primeras décadas del siglo XVIII.
El lienzo central, titulado Jesús Nazareno camino del Calvario o Encuentro de Jesús y María camino del Calvario, constituye el núcleo devocional del altar, con una posible atribución a Alonso Cano. El programa iconográfico incluye además el busto del Ecce Homo, atribuido a los hermanos García, el óleo de El Salvador en actitud de bendecir, obra de Alonso Cano, y un óleo de la Virgen María realizado por Juan de Sevilla, obras estas dos últimas que sobresalen por su excelente calidad. Completan el programa diversas representaciones de santos, como San Pedro arrepentido, El martirio de San Bartolomé y Santa María Magdalena, penitente en el desierto, cuyas influencias de José Ribera, Il Spagnoletto, son claras. Tras su restauración en 2009, los dos últimos lienzos fueron atribuidos con certeza a este pintor. Además, bajo el lienzo de la Magdalena se encuentra una representación de San Francisco de Asís, inspirada en las obras del Greco.
Arquitectónicamente, el altar muestra una tendencia hacia la verticalidad, con un ritmo ascendente marcado por cornisas y molduras. La calle central, de mayor anchura, resalta el lienzo titular enmarcado por un doselete sostenido por estípites, mientras que las calles laterales refuerzan la simetría visual del conjunto.
Retablo altar del Triunfo de Santiago

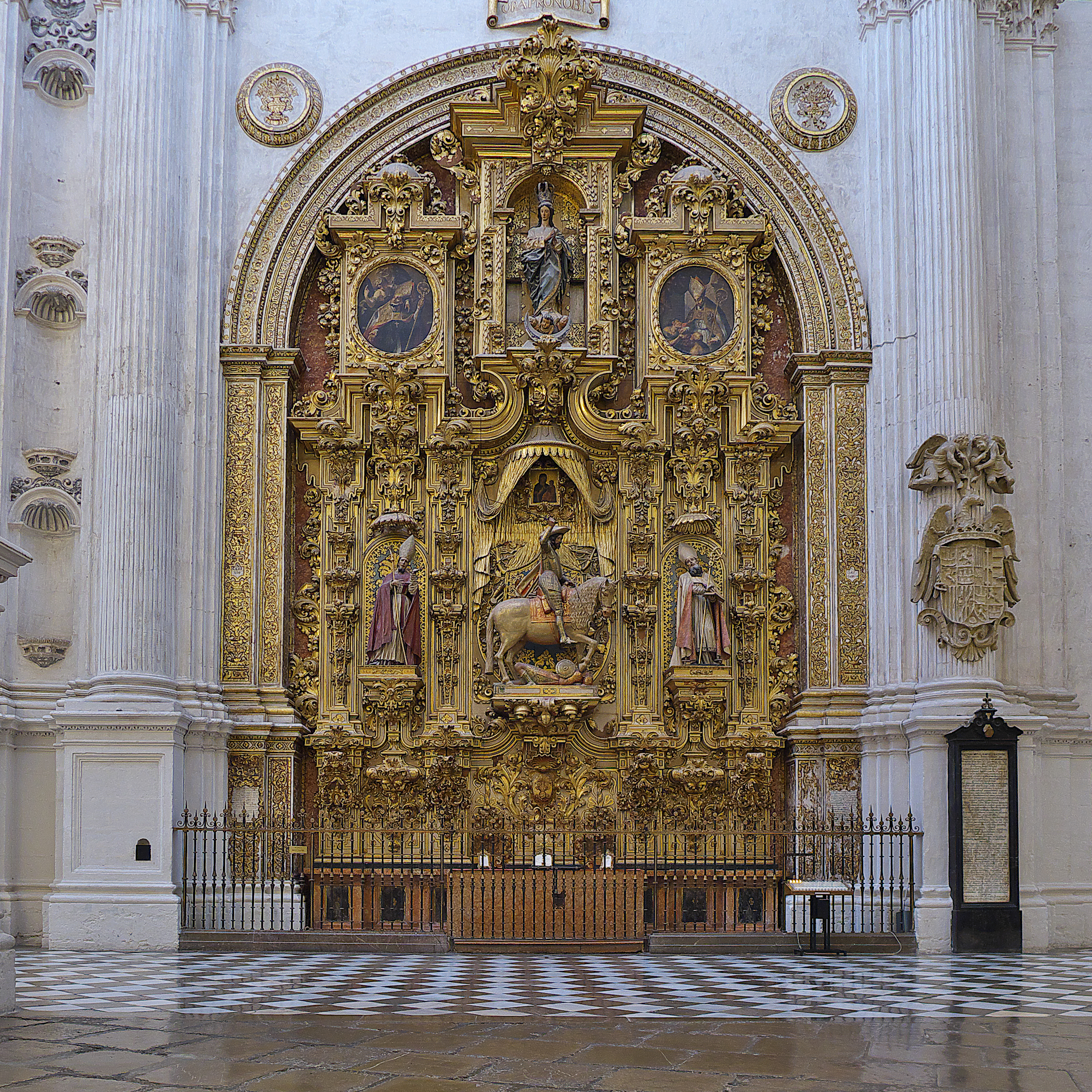
Altar-retablo del Triunfo de Santiago.

Realizado entre 1707 y 1708 por Francisco Hurtado Izquierdo, marca un hito en el barroco granadino al ser la primera obra de la ciudad que incorporó el estípite como elemento arquitectónico. Juan de la Torre se encargó de la talla, mientras que Pedro Romero completó el dorado entre 1712 y 1713.
Dedicado a Santiago el Mayor, el retablo combina esculturas monumentales y lienzos con un diseño de fuerte tensión vertical. La pieza central es la escultura ecuestre de Santiago Apóstol, representado como un caballero medieval, obra de Alonso de Mena, acompañada por la Inmaculada, atribuida a José Risueño y restaurada por Diego de Mora, y la Virgen de los Perdones, un regalo del papa Inocencio VIII a la reina Isabel. Otras figuras destacadas incluyen a San Cecilio y San Gregorio Bético, talladas por los hermanos Mora, y los lienzos de San Pedro Nicolás Pascual y Santo Tomás de Villanueva, atribuidos también a Risueño.
El programa iconográfico del retablo enfatiza el triunfo de la fe, el perdón y la historia de la Iglesia en Granada. La estructura, organizada en un único cuerpo, refuerza la monumentalidad del conjunto mediante cuatro columnas y un elaborado claroscuro que potencia la contemplación devocional.
Al pie del altar del Triunfo de Santiago se encuentra, marcada por una sencilla cruz sobre una loseta, la sepultura del arzobispo Martín de Ascargorta, quien lideró la diócesis de Granada entre 1693 y 1719 y supervisó la finalización de las obras de la fábrica catedralicia en 1704.
Ambos retablos están protegidos por medias rejas de hierro, de diseño uniforme en la catedral, formadas por balaustres sencillos sin solera y decoradas con cerrojos, cerraduras y llaves ornamentales. 

### Altares del crucero principal
Los altares del crucero principal, que cierran las dos naves intermedias y flanquean el arco toral de la campilla mayor, destacan por su singularidad arquitectónica y riqueza iconográfica. Concebidos en 1528 con el proyecto de Pedro Ramiro de Alba y Siloé, son únicos entre todas las catedrales españolas, ya que reflejan la historia de la salvación, motivo de memoria, transmisión y celebración para la comunidad cristiana. Ambos altares tienen una estructura de dos cuerpos: el inferior presenta un arco de medio punto con ángeles y adornos en las enjutas, apoyado sobre pilares y enmarcado por columnas corintias con capiteles dorados. Sobre los entablamentos se encuentran textos latinos. El cuerpo superior, de diseño similar pero más pequeño, también tiene un arco de medio punto sobre pilastras estriadas y medallones con relieves de cabezas en las enjutas, rematado por un tímpano con medallón central.
Los textos latinos en los entablamentos de ambos altares invitan a la contemplación y admiración. El del lado del evangelio dice: «Está Yahvéh en este lugar», mientras que el del lado de la epístola afirma: «¡Esto no es otra cosa sino la casa de Dios y la puerta del cielo!». Ambos textos provienen del libro del Génesis.
Altar del Santo Cristo
En el lado del evangelio, el altar alberga dos importantes óleos sobre lienzo. En el cuerpo inferior, La Flagelación de Jesús de Juan de Sevilla muestra a Cristo intensamente iluminado y atado a una columna, en un entorno grandioso. En el cuerpo superior, Martirio y triunfo de san Cecilio de Bocanegra presenta al patrón de Granada martirizado junto a sus discípulos, subrayado por la presencia de Jesucristo, María y Santiago.
Altar de San Bernardo
En el lado de la epístola, el altar presenta en el cuerpo inferior Lactación de la Virgen a san Bernardo de Bocanegra, una obra que destaca por su dominio del color y la técnica. En el cuerpo superior, Milagro de san Benito de Juan de Sevilla muestra al santo con sus monjes en una escena celeste, enmarcada por la Trinidad.

## Sacristía

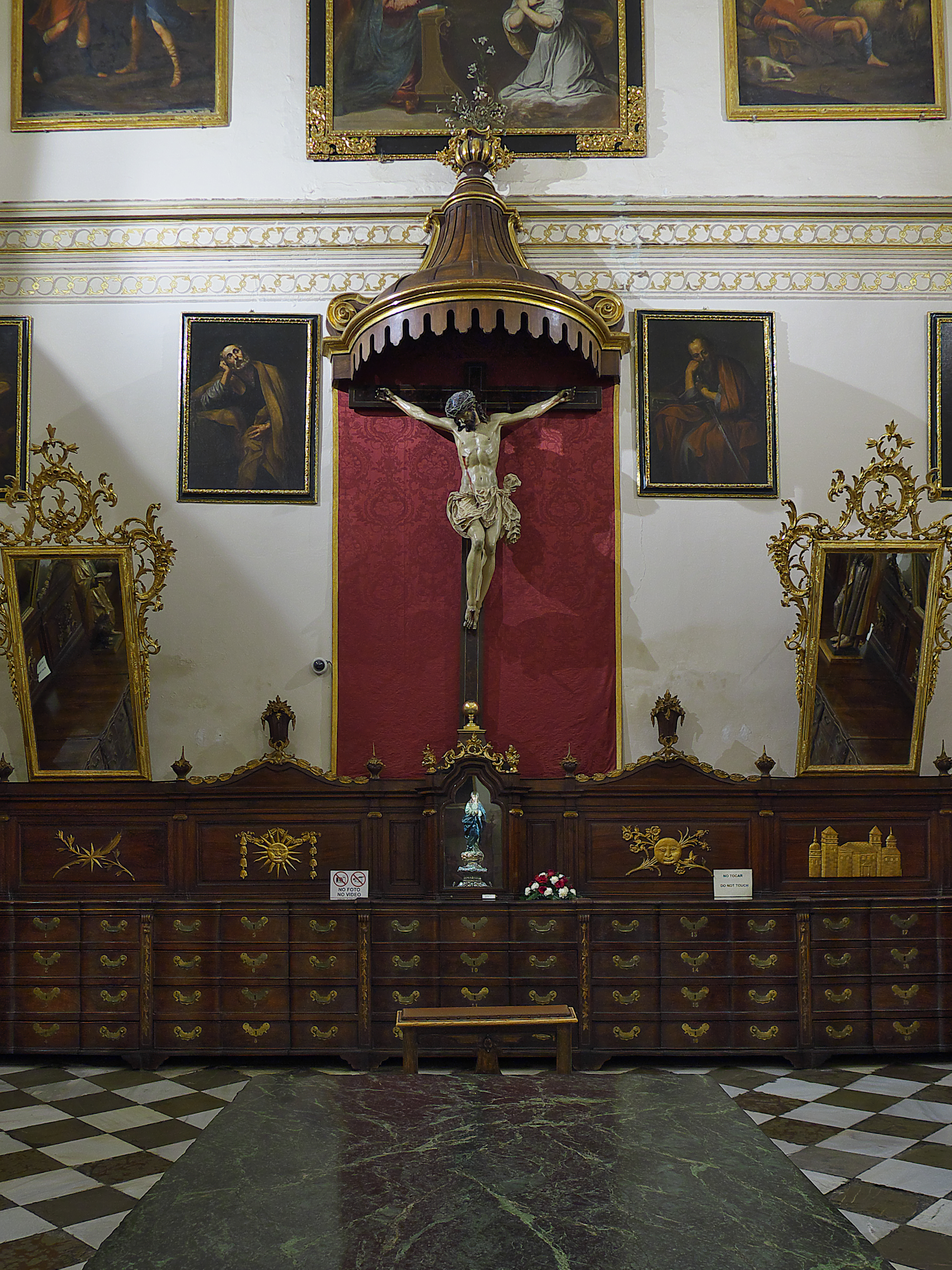
Sacristía de la catedral de Granada.

La sacristía de la Catedral de Granada, situada en la capilla absidal de la cabecera y abierta en el último tramo del edificio, es un espacio destacado tanto por su función litúrgica como por su riqueza artística. Su acceso se realiza a través de una portada renacentista, construida en el primer tercio del siglo XVI y atribuida a Diego de Siloé, aunque algunos expertos sugieren la participación de Enrique Egas o una colaboración entre Siloé y su padre. La portada, enmarcada por pilastras y adornada con grutescos y conchas, es un claro ejemplo de la transición del gótico tardío al Renacimiento, y es uno de los elementos más destacados del conjunto. Cuenta con una puerta de madera de nogal que es un ejemplo sobresaliente de la carpintería renacentista. Practicable en dos hojas con postigo, muestra una serie de registros moldurados con bustos de apóstoles y otros personajes religiosos. Su diseño fue encargado en 1561 al maestro Siloé, quien posuiblemente trabajó con sus discípulos, Miguel de Espinosa y Baltasar de Arce en el desarrollo del proyesto.

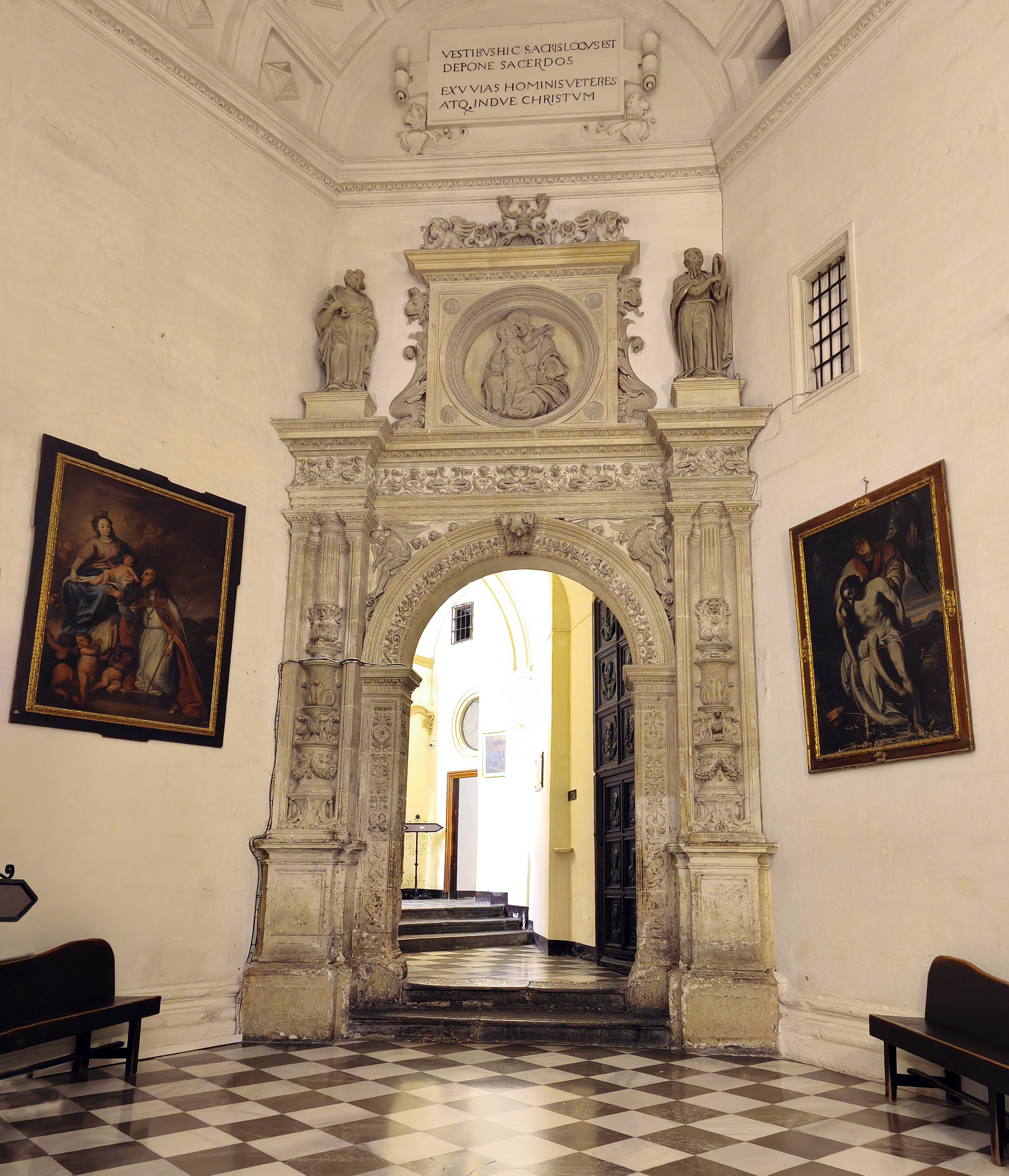
Portada de la sacristía.

En su interior, la sacristía cumple su función litúrgica con elementos como la calicera —mesa central para el cáliz—, junto con mobiliario, cajoneras y espejos. También destaca como museo por sus numerosas obras de arte:
- Una colección de lienzos de los Apóstoles de escuela napolitana decora la parte superior de la estancia.
- La Virgen del Socorro, en un marco barroco dorado, sobresale por su delicadeza y su vinculación estilística con Leonardo da Vinci.
- Pinturas como Los desposorios místicos de Santa Catalina de José Risueño y La aparición de la Virgen a San Julián de Pedro de Moya reflejan la influencia de Alonso Cano.
- Un Cristo crucificado barroco de los hermanos García, considerado una de las mejores representaciones de Cristo muerto en la cruz, preside el espacio. Acompañan estas piezas cobres flamencos con escenas de la vida pública de Jesús.

En el vestíbulo que precede a la sacristía, se encuentran otras obras destacadas:
- El anuncio del nacimiento de Jesús a los pastores de Leandro Bassano.
- La misión de San Juan de Dios y La aparición de la Virgen a San Bernardo, de Pedro de Cieza.
- La Sagrada Familia de Juan de Sevilla, discípulo de Alonso Cano.

La obra más emblemática es la Inmaculada Concepción de Alonso Cano, tallada para el facistol del coro en 1655, que coronaba originalmente hasta que fue trasladada a la sacristía en vida del autor. Tallada en madera de cedro, mide 55 cm y muestra a la Virgen erguida, con un manto de pliegues oblicuos. En el siglo XVIII, se le añadió una peana de plata y una urna frontal, aunque un barnizado alteró sus colores originales.
En conjunto, la sacristía simboliza la perfecta integración de funcionalidad litúrgica y excelencia artística, en el contexto del Renacimiento y el Barroco.
Oratorio de las Reliquias
A través de la sacristía se accede al oratorio de las Reliquias, un espacio privado anejo a la sala capitular, cuya construcción se inició hacia 1713, durante la segunda fase de ampliación de la Catedral. Este pequeño espacio de planta central ha permanecido prácticamente inalterado desde su construcción en el siglo XVIII.
El oratorio es un claro ejemplo de la arquitectura y decoración del siglo XVIII, donde predominan influencias de los estilos churrigueresco y rococó. Las yeserías en la bóveda y las paredes son delicadas, con formas onduladas y motivos vegetales. La estructura culmina en una linterna octogonal, apoyada sobre pechinas y sostenida por cuatro medias bóvedas dispuestas en cuartos de esfera. Esta solución arquitectónica aporta luminosidad al espacio y resalta su riqueza ornamental. Aunque el recinto carece de ostentación excesiva, su ornamentación evoca los camarines barrocos de Andalucía con su simbología emblemática y su carácter íntimo y devocional.
El nombre del oratorio proviene del retablo-relicario que preside el espacio, obra del entallador Blas Antonio Moreno. Su estructura dorada contrasta con la policromía de los relieves que decoran las puertas de las hornacinas-relicarios. Los relieves de las puertas laterales representan escenas marianas como la Encarnación y la Visitación, mientras que la puerta central, sobre la consola-altar, está dedicada a episodios de la vida de San Juan Nepomuceno, mártir de la confesión. Estos elementos hacen referencia a los canónigos regulares de San Agustín, conectando la obra con la función religiosa del oratorio y su contexto eclesiástico.
Además, el retablo incluye iconografía asociada a la letanía lauretana, con símbolos inspirados en fuentes bíblicas, representaciónes barrocas y contrarreformistas que refuerzan el mensaje del misterio de la Inmaculada Concepción.
Como obra central, alberga un lienzo de la Inmaculada Concepción pintado por Alonso Cano siguiendo el modelo de la Inmaculada del Facistol (1655-1656) que es considerado una de las obras maestras del artista. Se estima que fue realizado durante el segundo período granadino de Cano, entre 1660 y 1667, posiblemente como una de sus últimas obras.
El cuadro, que mide 2,15 m x 1,42 m, representa un modelo más definido y logrado, a modo de síntesis de otras versiones del mismo tema realizadas por el artista. Es considerado uno de los modelos iconográficos inmaculistas más evolucionados y conseguidos, y una de las obras maestras de la escuela española. Se desconoce tanto la fecha exacta de su ejecución como la de su incorporación al patrimonio de la catedral y su procedencia. Aunque no hay constancia de un encargo formal por parte del Cabildo, parece que el lienzo fue adquirido por los canónigos después de la muerte del pintor.
La armonía entre la arquitectura y la decoración convierte al oratorio de las Reliquias en uno de los mejores ejemplos del rococó en Granada, comparable únicamente con las yeserías de la Cartuja.

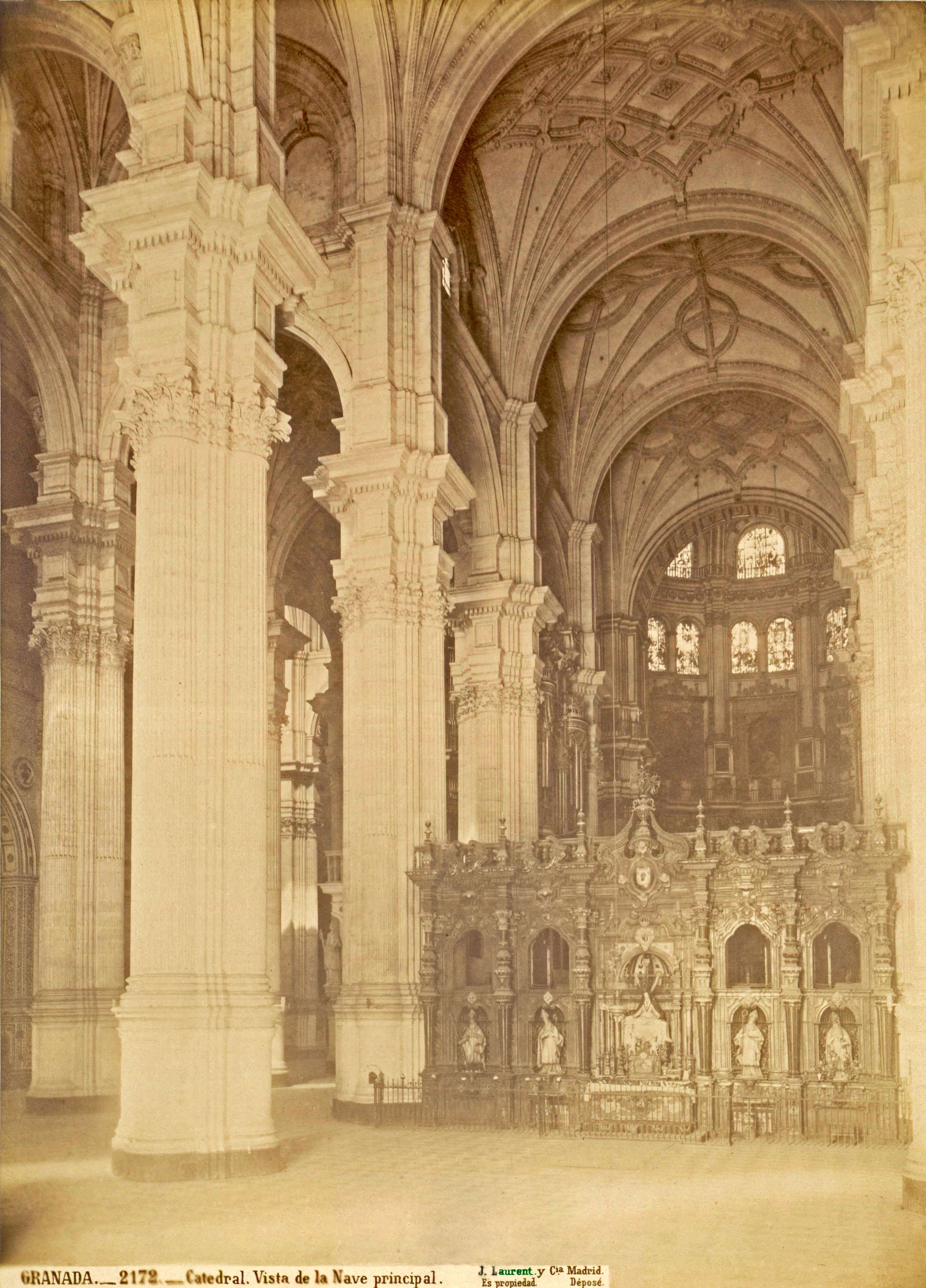
Interior de la catedral de Granada antes de que se suprimiera el coro. Fotografía de J. Laurent, ca. 1881.
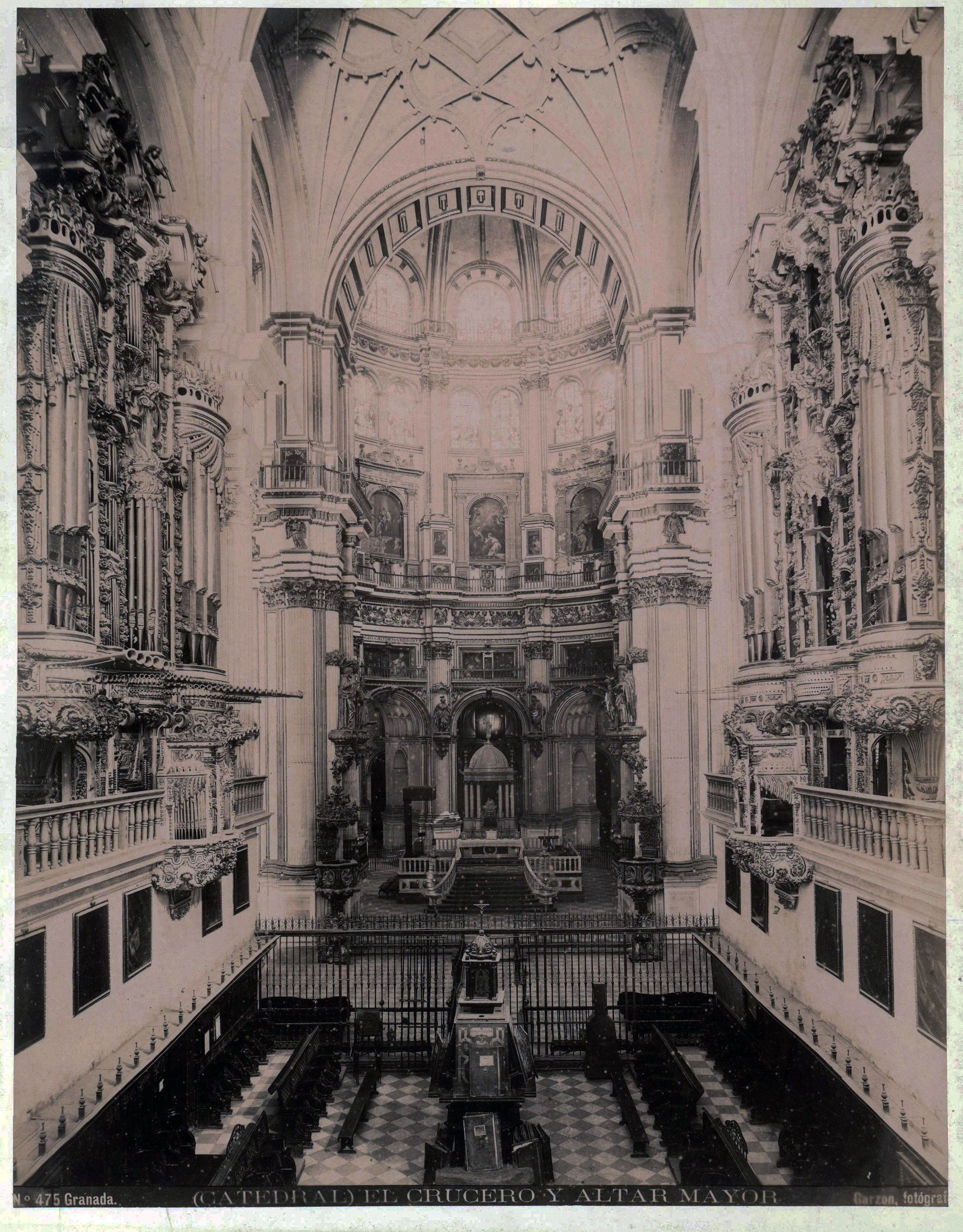
Altar mayor y coro de la catedral de Granada hacia 1900 en una foto de Rafael Garzón.
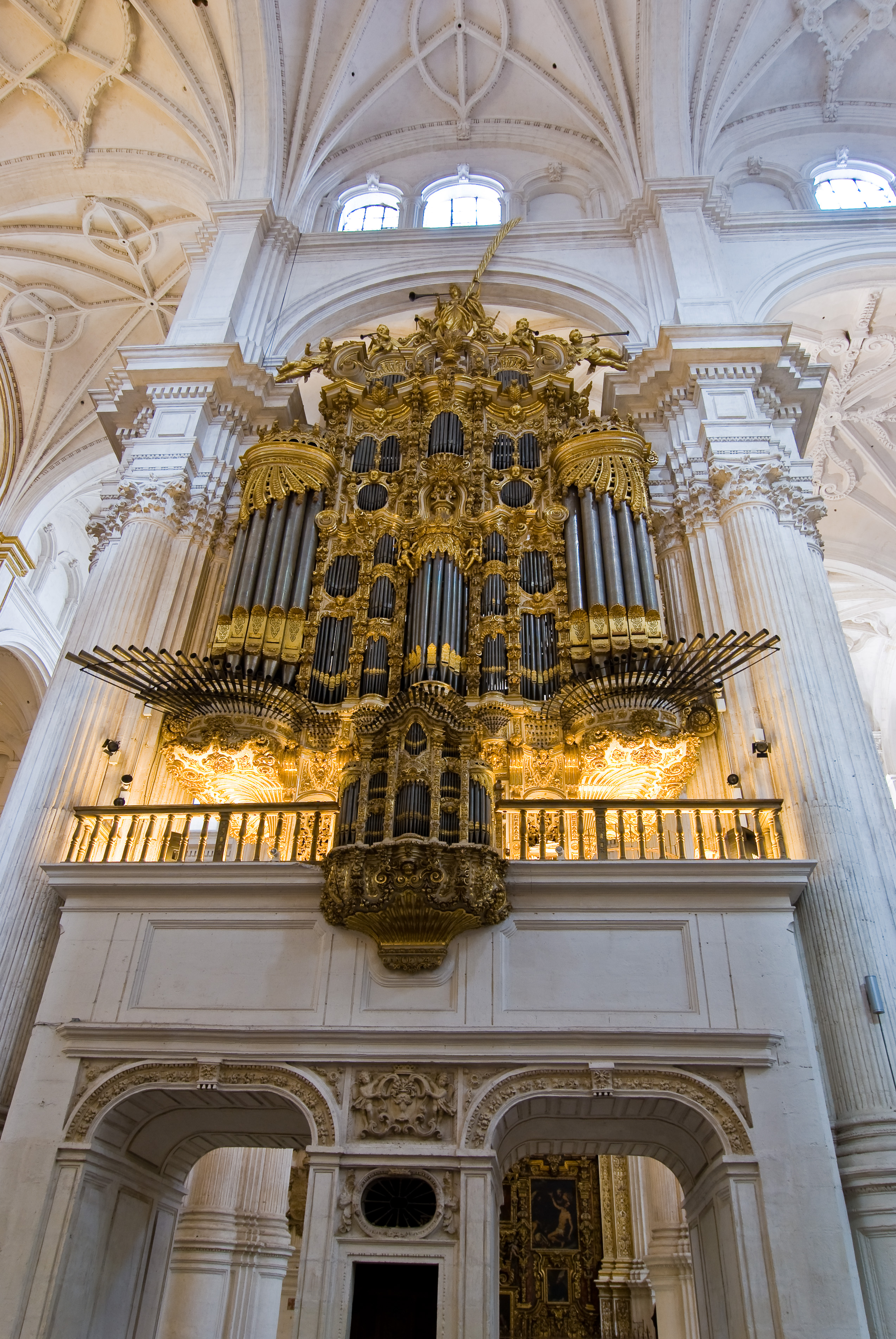
Órgano del lado de la epístola.
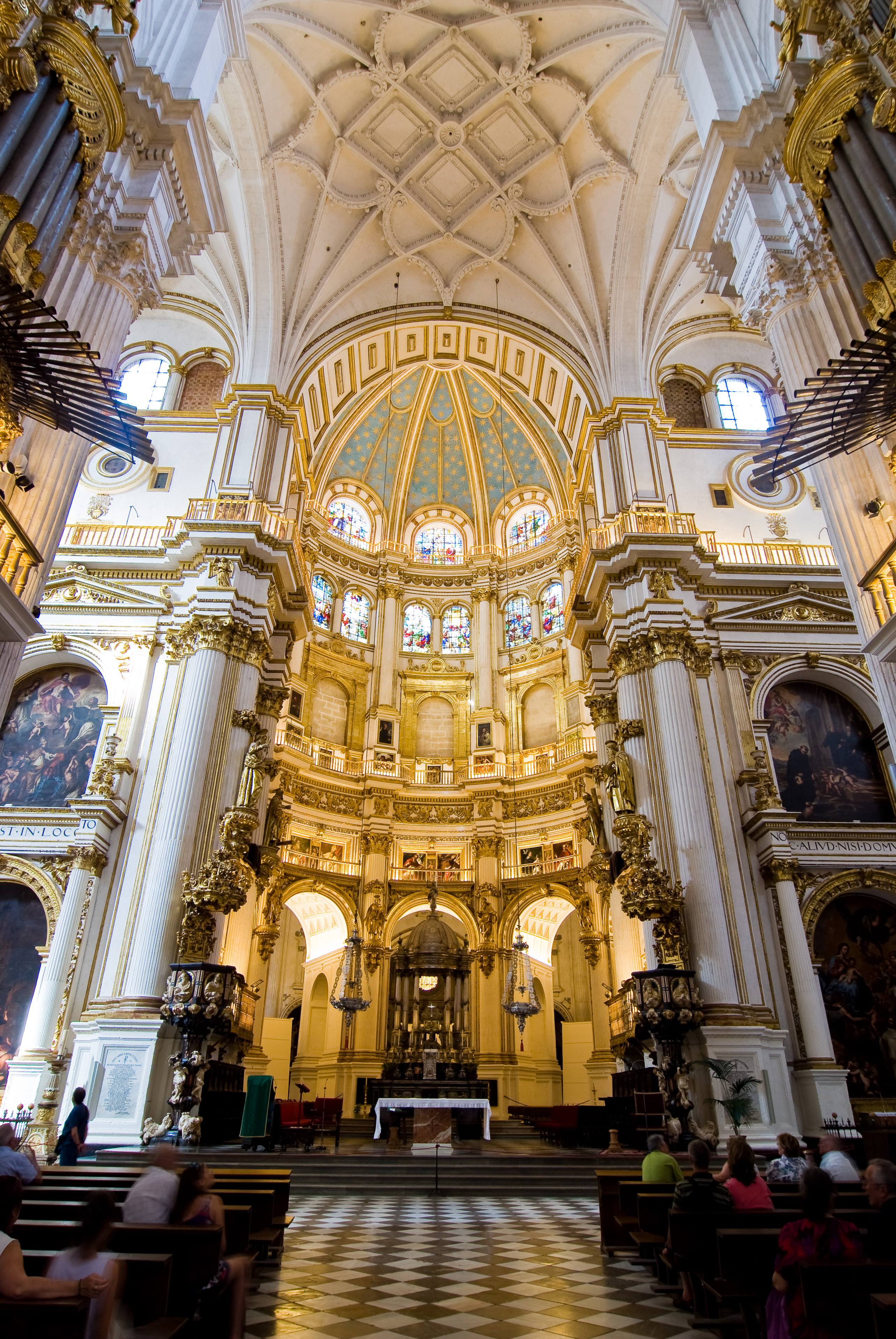
Nave central, capilla mayor y bóvedas de la catedral de Granada.
Columnas y bóvedas de la catedral de Granada.
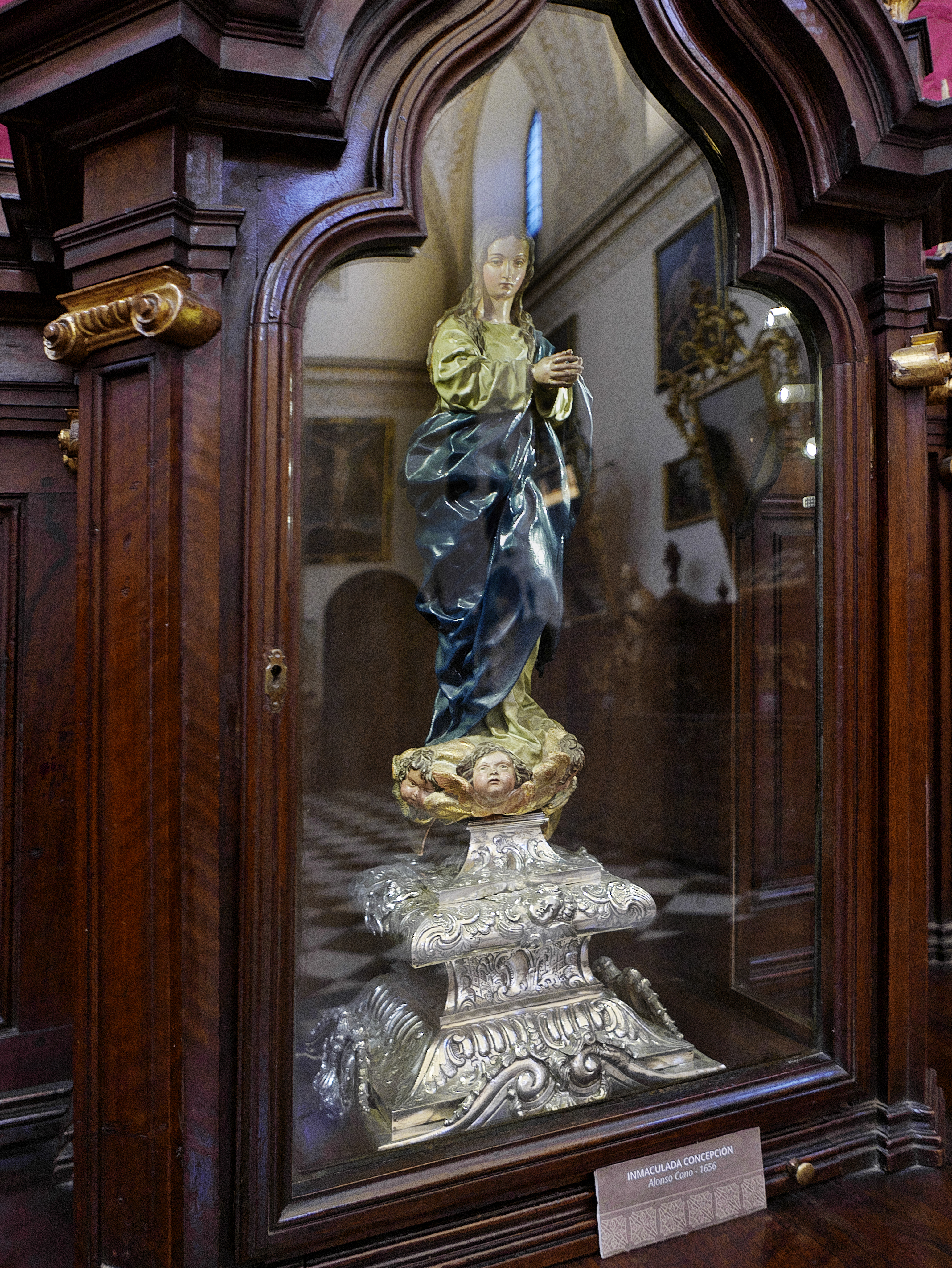
Inmaculada Concepción de Alonso Cano en la Sacristía Mayor de la Catedral de Granada.

## Iglesia del Sagrario

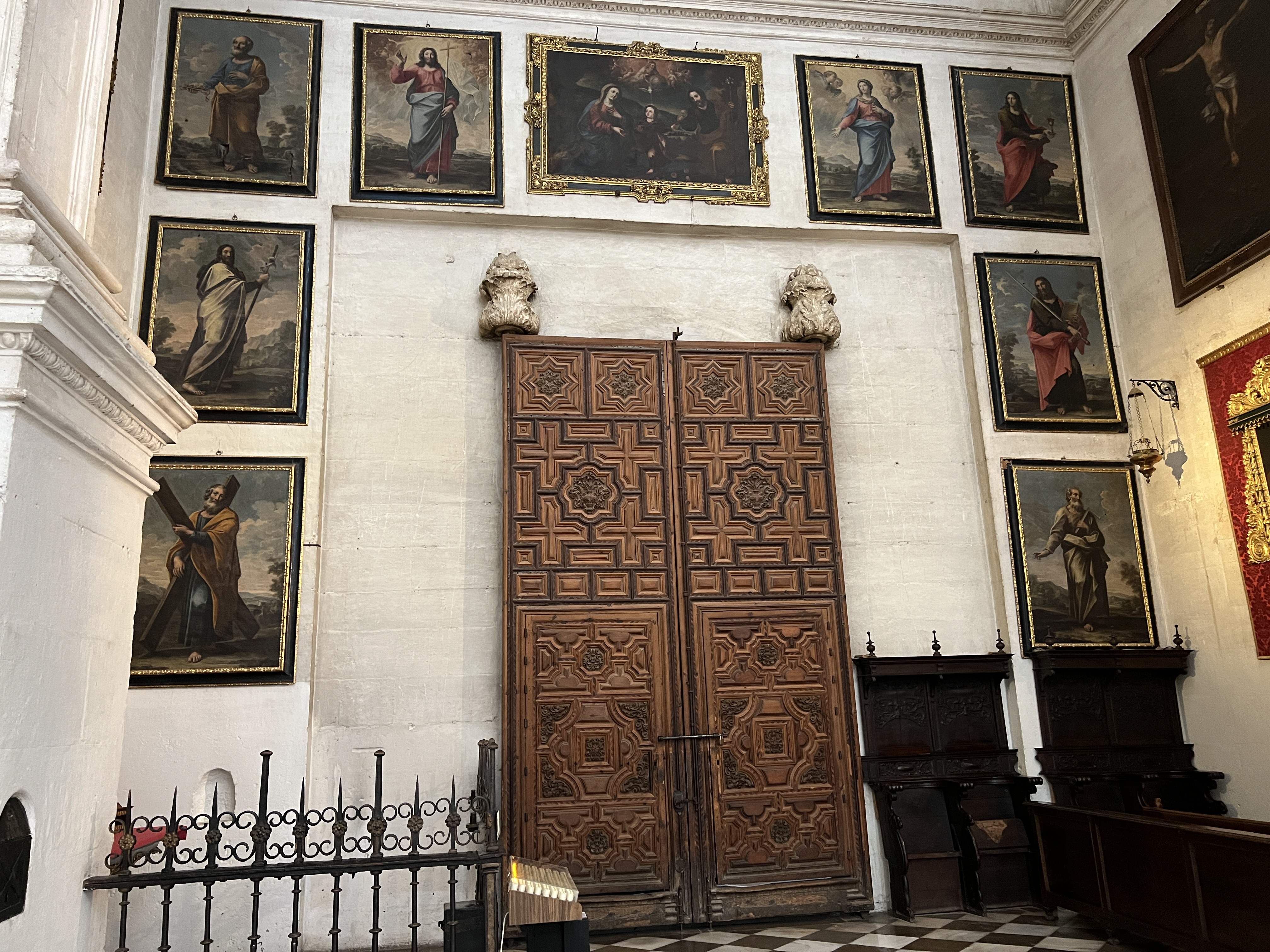
Entrada a la iglesia del Sagrario desde la catedral.

El Sagrario de la Catedral de Granada es una capilla sacramental dedicada a albergar el sagrario, donde se guardan las hostias consagradas. Además, es sede de una parroquia con jurisdicción sobre el distrito urbano circundante determinado. Con entrada interior desde el lado de la epístola del crucero secundario de la catedral y otra exterior en la plaza de Alonso Cano, fue construida entre 1704 y 1759 en el emplazamiento de la antigua mezquita mayor. Su diseño inicial fue obra de Diego de Siloé, pero las obras fueron dirigidas mucho más tarde por Francisco Hurtado Izquierdo y José de Bada y Navajas. Tiene planta de cruz griega, destacando su interior por una sucesión de bóvedas y cúpulas decoradas con relieves, apoyadas en pilares con semicolumnas corintias. Alberga obras de los siglos XV y XVI, una pila bautismal renacentista y el Cristo de la Buena Muerte, atribuido a Bernabé de Gaviria.

## Sillería del coro
La sillería coral de la Catedral de Granada, fruto de múltiples intervenciones a lo largo de los siglos, carece de unidad estilística. Se compone de estalos góticos con elementos platerescos en la silla episcopal y estalos renacentistas de estilo manierista. Esta variedad refleja las diferentes pulsiones estéticas y ambientales que influyeron en sus artífices. Tras el desmantelamiento del coro en 1929, obra dirigida por Ricardo García Guereta, la sillería ha tenido diversas ubicaciones. En 1992, se llevó a cabo la última redistribución, realizada por el arquitecto Pedro Salmerón Escobar, con el objetivo de recuperar la idea original de Diego de Siloé sobre la conexión entre la girola y la capilla mayor. Catorce estalos góticos se colocaron a ambos lados del presbiterio, y el resto se dispersó por el templo, incluyendo la capilla de las Angustias y el acceso al Sagrario.
Los estalos góticos presentan una traza sencilla y elegante, con paneles laterales ornamentados con elementos arquitectónicos y figuras de bulto. Cada estalo se apoya en pies estilizados con forma de garras y está decorado con columnillas góticas y capiteles de hojarasca y acanto.
Los estalos renacentistas destacan por su diseño sobrio y funcional. Los paneles laterales sugieren la figura de un león, combinando formas abstractas y motivos naturales. Estos estalos presentan una mezcla de líneas y tensiones propias del manierismo.
La cátedra episcopal, pieza central de la sillería coral, es un símbolo de autoridad y guía espiritual. En la catedral de Granada se conservan tres versiones de esta sede:
- Cátedra episcopal gótico-renacentista: presidía el antiguo coro gótico y se conserva en la sala capitular. Datada en el tercio inicial del siglo XVI, combina elementos góticos con decoraciones renacentistas.
- Cátedra episcopal neorrenacentista: realizada en madera de nogal con aplicaciones de plata, bronce y serpentina, rinde homenaje a los efectos texturales y cromáticos del facistol. En el centro del pabellón se destacan las armas del cardenal Vicente Casanova.

La iconografía de la sillería coral granadina es rica y variada, e incluye figuraciones humanas, representaciones de animales y criaturas fantásticas. Estas tallas reflejan el gusto por lo exótico, la crítica social y la integración de la naturaleza en el arte sacro. Entre las figuraciones humanas se encuentran pensadores meditabundos, clérigos y escenas cotidianas que también contienen una carga crítica. Las representaciones de animales, como osos, leonas y galgos, destacan por su realismo y vitalidad. Finalmente, las criaturas fantásticas o monstruosas, tales como dragones, arpías y seres híbridos, expresan una repulsa hacia la lubricidad y la corrupción.

## Órganos

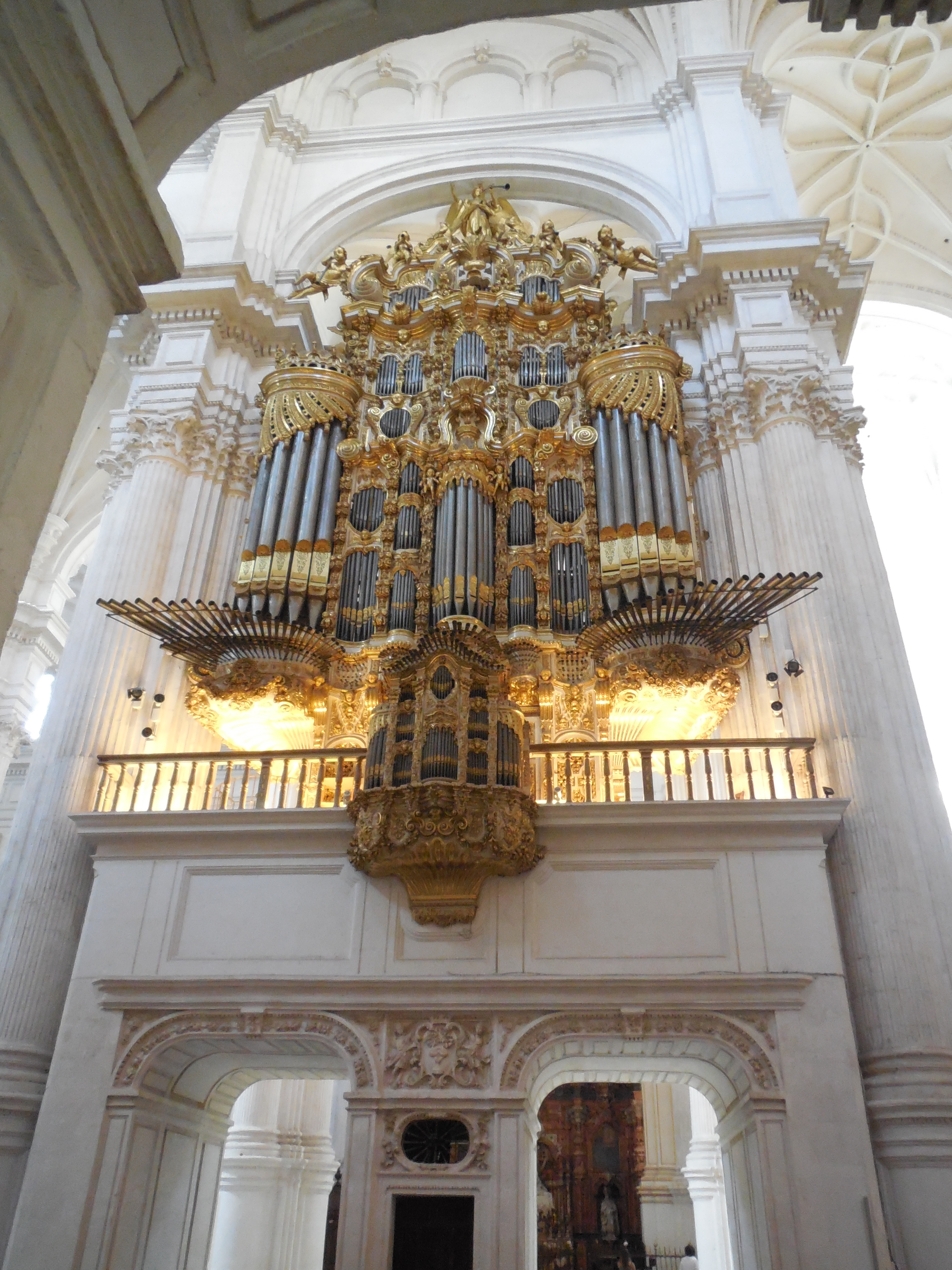
Órgano del lado de la epístola, fachada frontal.

En la catedral de Granada, los órganos representan una parte fundamental del mobiliario litúrgico y musical, mostrando una evolución rica y diversa a lo largo de los siglos.
Desde 1492, han reflejado las tendencias musicales del Renacimiento y la evolución del órgano castellano. No solo cumplen una función litúrgica como solistas o acompañantes de canto llano y polifonía, sino que también han influido en la creación de un núcleo socioeconómico relacionado con diversas profesiones, como organeros, afinadores, vigoleros, carpinteros y entalladores.
La presencia de órganos en la catedral está documentada desde sus primeras sedes, con Bartolomé Alguacil como el primer constructor y afinador de órganos entre 1520 y 1522. Los registros históricos del archivo de la catedral mencionan la existencia de varios órganos grandes y portátiles utilizados en celebraciones como el Corpus Christi.
Los dos órganos actuales fueron construidos por Leonardo Fernández Ávila y terminados en 1744 (lado de la epístola) y 1749 (lado del evangelio). Ambos ocupan su actual emplazamiento desde mediados del siglo XVIII y están ubicados en tribunas ornamentadas con esculturas del granadino Alonso de Mena.
El del lado de la epístola, de estilo barroco y construido por Leonardo Fernández Ávila con la asistencia de Jorge Bosch, dispone de una consola en ventana con tres teclados y una cañutería de 45 tubos de flautado en la fachada, además de la trompetería de batalla. Mantiene su maquinaria original, lo que, junto a sus cuatro mil tubos, lo convierte en una pieza única. A lo largo de su historia, ha sido sometido a diversas intervenciones para preservar su composición original y su carácter barroco. Actualmente, se utiliza tanto para fines litúrgicos como para conciertos.
El órgano del lado del evangelio, también construido por Leonardo Fernández Ávila y terminado en 1749, originalmente barroco ibérico, dispone de dos teclados manuales y un pedalero. Aunque su caja es barroca, el órgano adoptó una construcción sonora romántica, especialmente tras una profunda transformación realizada en 1928 por el maestro organero Pedro Ghys Guillemín, quien lo adaptó a las tendencias musicales románticas de la época. Posteriores intervenciones, incluida una en 1971, han recuperado algunos de los registros originales. Este órgano se encuentra plenamente operativo, siendo utilizado en conciertos que requieren la interpretación de música romántica y contemporánea.
Las cajas de ambos órganos, doradas y policromadas, presentan un estilo barroco tardío o rococó, con esculturas de angelotes músicos y un gran ángel en pie sobre una granada abierta. La acústica del templo actúa como una magnífica caja de resonancia para ambos instrumentos, aunque no es posible su uso simultáneo debido a sus diferentes características musicales.
Estos órganos, no solo por su aspecto arquitectónico y decorativo, sino también por su importancia musical, han sido un pilar fundamental para la catedral de Granada y continúan siendo instrumentos clave en los conciertos dell Festival Internacional de Música y Danza de Granada.

## Museo

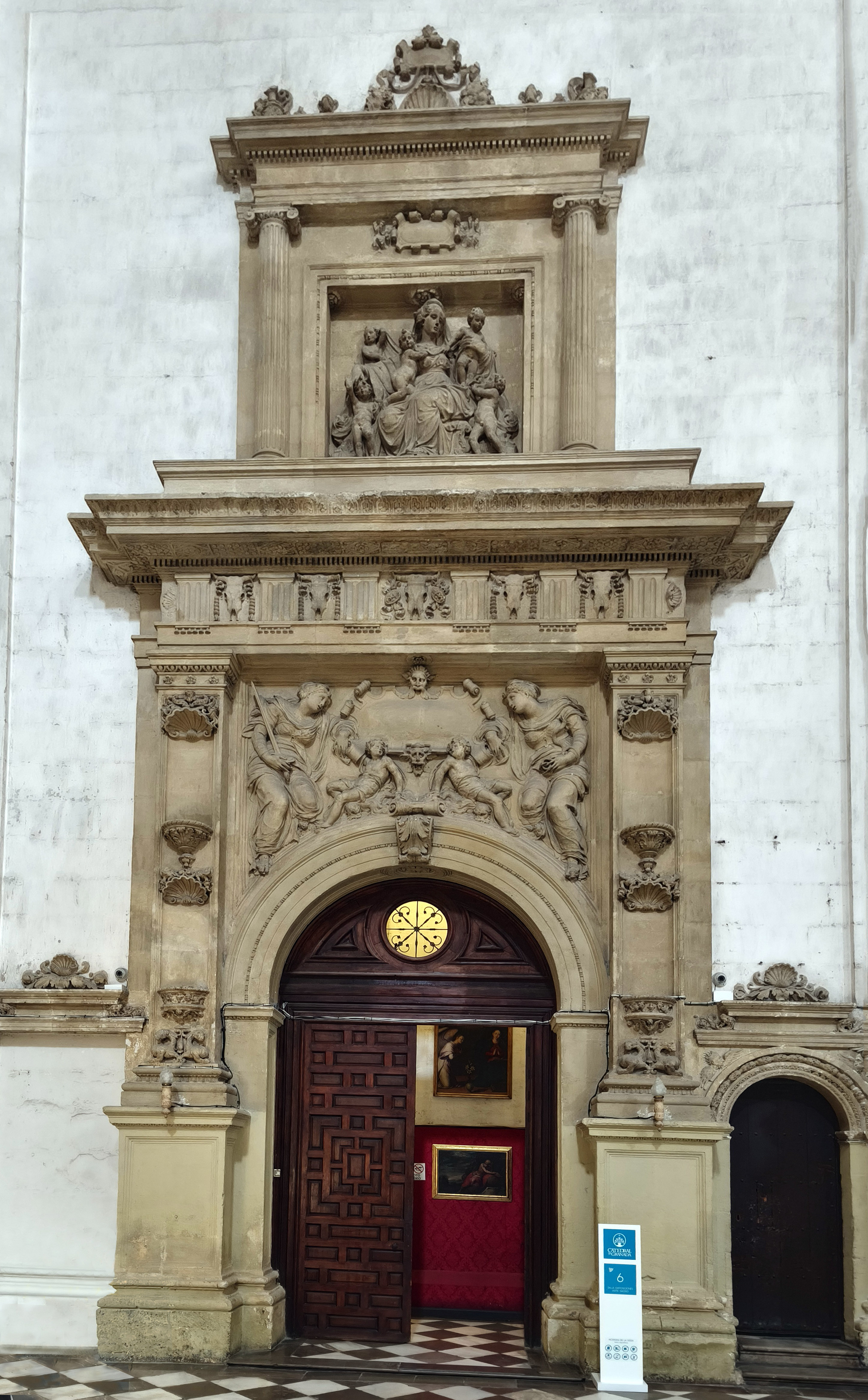
Portada del Museo de la Catedral de Granada, diseñada por Juan de Maeda y tallada por Diego de Pesquera.

La Sala de Exposición del Museo Catedralicio de Granada está situada en el muro norte, en la planta baja de la torre. Originalmente concebida en el siglo XVI, fue utilizada como sala capitular o casa del cabildo a principios del siglo XVIII. En 1929, gracias al cardenal Vicente Casanova Marzol y la activa participación del cabildo catedralicio, se convirtió en un espacio expositivo para albergar el creciente interés por la protección y conservación del patrimonio de la Catedral.
La fundación del museo catedralicio se inició en 1925 con la propuesta de Juan Francisco Correas de aprovechar la afluencia de turistas esperada para la Exposición Iberoamericana de Sevilla en 1929. El profesor Manuel Gómez-Moreno Martínez y el catedrático Antonio Gallego Burín fueron figuras clave en el desarrollo del proyecto. El diseño arquitectónico, realizado por Fernando Wilhelmi, adaptó la planta baja de la torre de la catedral, y el museo se inauguró en junio de 1929.
En 1937, se creó una segunda sala, la Sala-Taller de Alonso Cano, impulsada por Antonio Gallego Burín. Esta sala albergaba pinturas, esculturas y otros objetos artísticos, aunque se cerró a principios de los años 70. A pesar de su rico patrimonio, el museo ha mantenido en gran medida su montaje original, con un estilo historicista y una concepción escenográfica típica de la época de su fundación.
El museo alberga una valiosa colección de arte sacro que incluye pinturas, esculturas, tapices, piezas de orfebrería y ornamentos sagrados, testigos de la rica historia y espiritualidad de la Catedral de Granada. Entre las piezas más destacadas se encuentran los tapices flamencos de la Hermandad de San Nicolás, la Custodia donada por la Reina Isabel la Católica para la procesión del Corpus Christi y varias tallas policromadas pertenecientes a la escuela granadina. Sobresalen obras de artistas como los Hermanos García (San Juanito), Alonso Cano (San Pablo y Virgen de Belén), Pedro de Mena (Virgen de Belén), Torcuato Ruiz del Peral (Cabeza de San Juan Bautista) y José Risueño (Magdalena Penitente).

También conserva cuatro notables pinturas de temática mariana. La más antigua, Virgen con el Niño, atribuida a Leonardo da Vinci, Boltraffio o un maestro flamenco, muestra con delicadeza a María sosteniendo al Niño Jesús desnudo, aunque se encuentra en un estado de conservación deficiente. La Virgen con el Niño dormido de Giovanni Battista Salvi (Il Sassoferrato) destaca por su intimismo, representando a María con Jesús dormido en su regazo. La Inmaculada Concepción de María (1615-1620) de Juan Sánchez Cotán presenta a la Virgen rodeada de símbolos marianos, con una luminosa aureola. Por último, la Virgen de la leche de Francisco Pacheco, conocida también como Virgen de Belén, muestra a María amamantando al Niño Jesús, rodeada de ángeles que intensifican la atmósfera celestial.

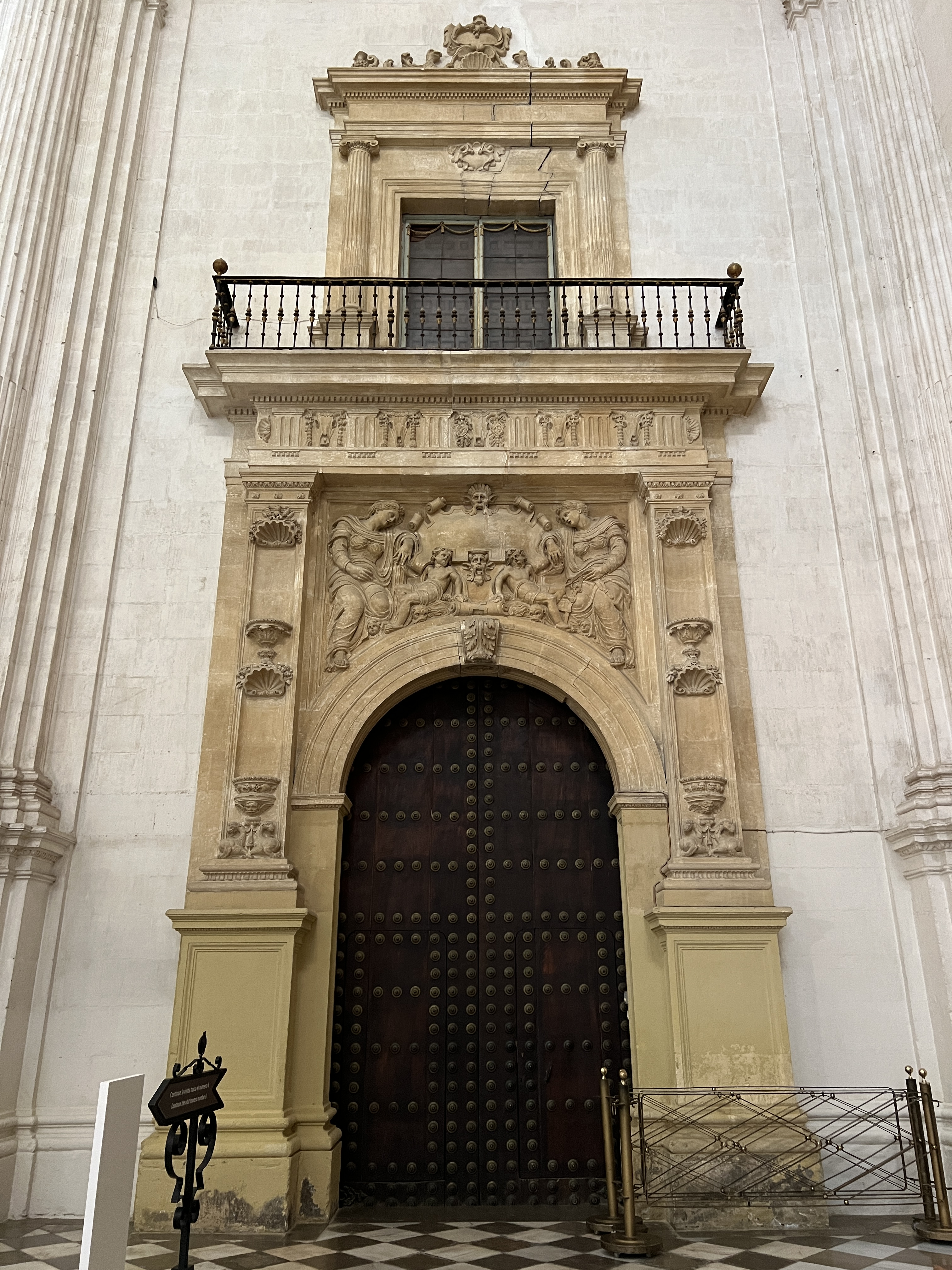
Portada de la contaduría, obra de 1699.

La portada renacentista de la sala fue diseñada por el arquitecto Juan de Maeda y esculpida por Diego de Pesquera. El primer cuerpo de la portada se caracteriza por un gran arco de medio punto enmarcado por pilastras con repisas rematadas con veneras. El segundo cuerpo, de proporciones cuadradas, presenta columnas jónicas y un entablamento con friso liso, rematado por una ánfora. El friso intermedio está decorado con bucráneos alternan con motivos vegetales y geométricos. En la decoración destacan las representaciones de la caridad, la fe y la justicia, así como una cartela central sostenida por adolescentes sobre delfines y mascarones decorativos.
Portada de la Contaduría
Justo enfrente se sitúa la portada de la antigua Contaduría, erigida en 1699 como acceso a la sala destinada a la gestión económica de la catedral. Inspirada directamente en el diseño renacentista de Maeda para la portada de la sala capitular, reproduce fielmente su esquema compositivo. Presenta un arco de medio punto enmarcado por pilastras sobre altos zócalos y rematado por un balcón. En las enjutas destacan los relieves de la Prudencia y la Justicia, que flanquean una cartela sin inscripción. El conjunto, que incluye hornacinas vacías en su remate, fue ejecutado por un escultor extranjero del que se tiene constancia documental gracias a un pago registrado el 22 de diciembre de 1699.

## Exterior

### Fachada principal
La fachada principal de la catedral de Granada es una obra maestra del Barroco español que refleja tanto la evolución arquitectónica como el simbolismo religioso del edificio. Concebida como un reflejo exterior de la organización interior del templo, destaca por su monumentalidad y simbolismo. Su estructura innovadora rompe con las tradicionales fachadas-retablo y está basada en arcos triunfales. Su construcción comenzó en 1660, respondiendo al diseño de Alonso Cano, que aprovechó las estructuras existentes para trazar un proyecto monumental.  Asumió la dirección en 1667, y tras su muerte en ese mismo año, los trabajos fueron continuados por los maestros José Granados de la Barrera (1668-1685), Melchor de Aguirre (1688-1697), y más tarde, en el siglo XVIII, por José Risueño, Pedro Duque Cornejo y los escultores franceses Juan Miguel y Luis Pedro Verdiguier. Cada uno de estos maestros aportó su visión artística dentro del marco trazado por Cano, contribuyendo a la evolución y enriquecimiento de la fachada.

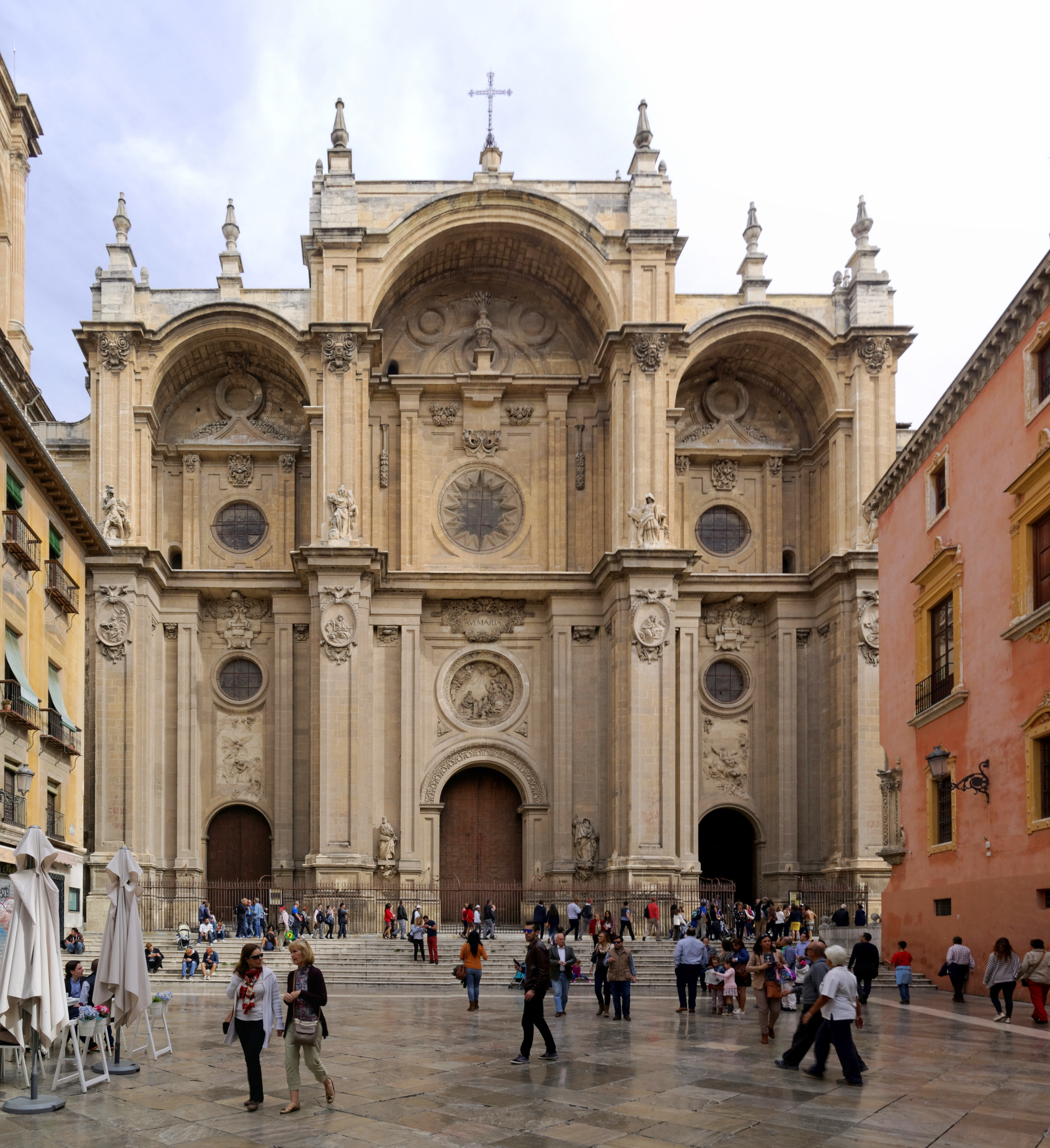
Fachada de la catedral de Granada.

La fachada se organiza en dos cuerpos, siguiendo la estructura de las cinco naves interiores, y se articula mediante tres grandes arcos triunfales, el central más elevado que los laterales. Estos arcos descansan sobre pilastras decoradas dando un aspecto monumental al conjunto. Alonso Cano combinó los elementos arquitectónicos con un juego de luces y sombras, empleando mármoles y piedras de distintos tonos (ocres y blancos), que aportan dinamismo a la composición.
En el arco central destaca la inscripción «Ave María» en un gran tarjetón situado sobre un tondo con altorelieve representando la Encarnación, obra de José Risueño, en mármol blanco, realizada en 1717. Flanqueando la puerta de entrada, dos estatuas de piedra de san Pedro y san Pablo, atribuidas a Juan Miguel Verdiguier, están ubicadas al pie de las pilastras centrales.
En las puertas laterales, se encuentran los relieves de La Visitación de María a su prima Isabel (izquierda) y La Asunción de María a los cielos (derecha), ambos vinculados al ciclo mariano de Cano. Encima de las pilastras, en el primer cuerpo, hay medallones con altorrelieves que representan a los cuatro evangelistas con sus símbolos: San Mateo (hombre alado), San Juan (águila), San Marcos (león) y San Lucas (toro). En la cornisa volada que remata las pilastras del primer cuerpo se encuentran alegorías del Antiguo y Nuevo Testamento, en el centro. En los extremos se hallan las estatuas de san Miguel y san Gabriel, obras encargadas por el Cabildo a Juan Miguel y Luis Pedro Verdiguier en 1782. El remate del segundo cuerpo incluye una claraboya estrellada, símbolo de la Trinidad y la Eucaristía, coronada por un jarrón de azucenas emblema de la catedral y símbolo de la pureza de María.
La fachada principal de la catedral de Granada alberga nueve vidrieras, situadas en vanos circulares conocidos como ojos de buey, destacando en el centro el gran rosetón trinitario-eucarístico, símbolo de la conexión entre la Trinidad y la Eucaristía. Las ocho vidrieras restantes ilustran la historia sagrada de la diócesis granadina, representando a santos y beatos de gran relevancia histórica: como San Cecilio, el primer obispo de Granada, y San Gregorio de Elvira, padre de la Iglesia y obispo de Elvira en el siglo IV, así como los mártires San Rogelio de Íllora, San Pedro Nicolás Pascual, obispo de Jaén martirizado en Granada, y los beatos Juan de Cetina y Pedro de Dueñas, martirizados en Granada en el siglo XIV. El ciclo culmina con tres figuras de la Edad Moderna: Santo Tomás de Villanueva, San Juan de Dios y el beato Baltasar de Torres, granadino mártir en Japón.
Aunque fruto de varias manos, esta fachada mantiene un notable equilibrio entre sus elementos arquitectónicos y decorativos, lo que la convierte en una de las obras barrocas más significativas de España.

### Portadas exteriores
Portada de san Jerónimo
Clausurada desde 1894, bajo el mandato del arzobispo Bienvenido Monzón, la portada de San Jerónimo, situada en el muro norte de la Catedral, se utilizaba en ceremonias importantes durante los primeros siglos tras la construcción del templo. Esta puerta conectaba con la 

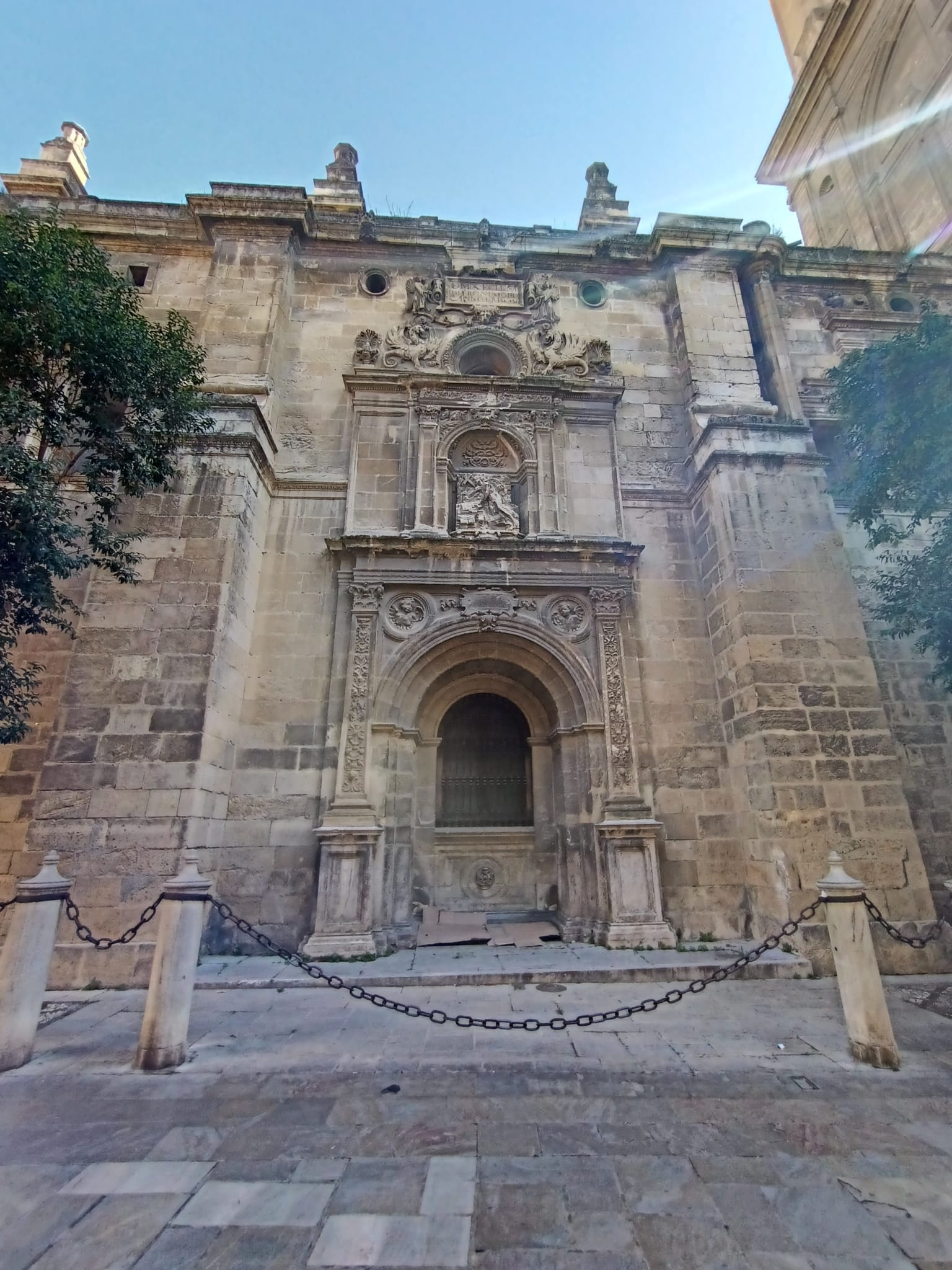
Catedral de Granada. Portada de san Jerónimo.

parroquia del Sagrario a través del crucero secundario.
Es una muestra del estilo plateresco, que fusiona el gótico tardío con elementos renacentistas. Fue diseñada por Diego de Siloé, que finalizó el primer cuerpo en 1532, aunque tuvo que ser reconstruido por Juan de Maeda y otros arquitectos debido al deterioro de la piedra por la humedad. El segundo cuerpo fue realizado por Juan de Maeda siendo maestro mayor de la catedral, entre 1563 y 1576.
La portada presenta una estructura armónica con pilastras corintias, frisos ornamentados y una rica decoración escultórica. En el segundo cuerpo destaca la hornacina que alberga el relieve central de San Jerónimo penitente, obra de Diego de Pesquera realizada alrededor de 1575.
Portada del Perdón

Ubicada en el muro norte de la catedral, la portada del Perdón da acceso al crucero principal y constituye una de las piezas más destacadas del estilo plateresco español, representando la transición entre el gótico tardío y el 
Renacimiento.

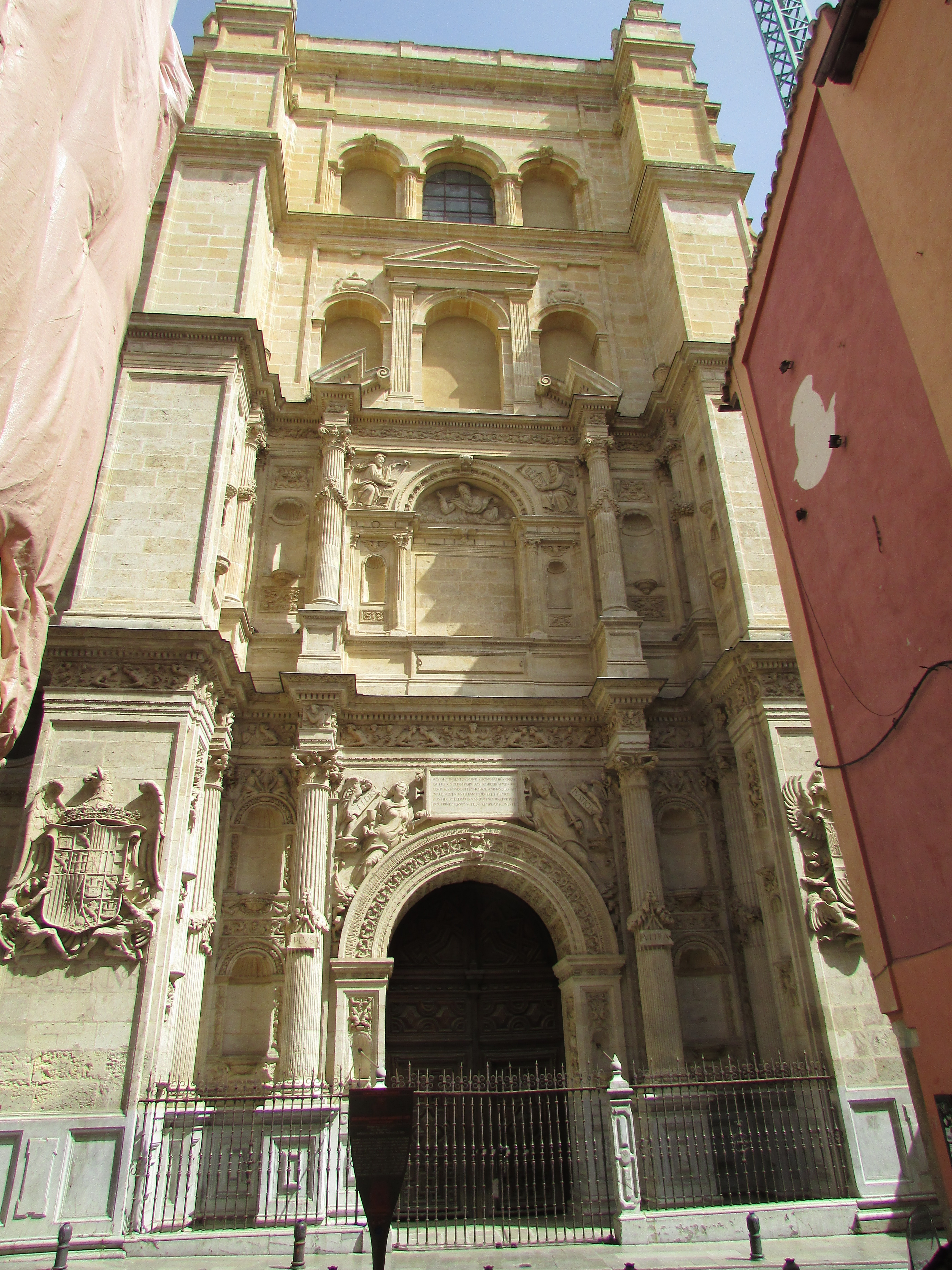
Catedral de Granada. Portada del Perdón.

La portada está organizada en cuatro cuerpos superpuestos que desarrollan un eje vertical monumental. El primer cuerpo, diseñado y concluido por Diego de Siloé entre 1536 y 1537, constituye una obra maestra del plateresco. Su diseño, inspirado en modelos lombardos difundidos por tratados arquitectónicos, combina columnas pareadas y exentas sobre pedestales con un arco central, evocando los arcos triunfales de la Roma clásica. La ornamentación escultórica,  incluye figuras alegóricas como la Fe, con un cáliz, y la Justicia, con una espada, flanqueando el arco de entrada y estableciendo un vínculo simbólico con los ideales religiosos y políticos de la época.
El segundo cuerpo, incorporado por Ambrosio de Vico y concluido en 1610, mantiene el programa iconográfico original trazado por Siloé, respetando el esquema general preexistente pero introduciendo relieves simplificados, con una decoración vegetal más uniforme. En este nivel se representan rey David con su arpa y del profeta Isaías con un pergamino, acompañados de inscripciones bíblicas que aluden al misterio de la Encarnación. En el tímpano semicircular se encuentra un relieve de Dios Padre sosteniendo el mundo, simbolizando la creación y la redención divina.

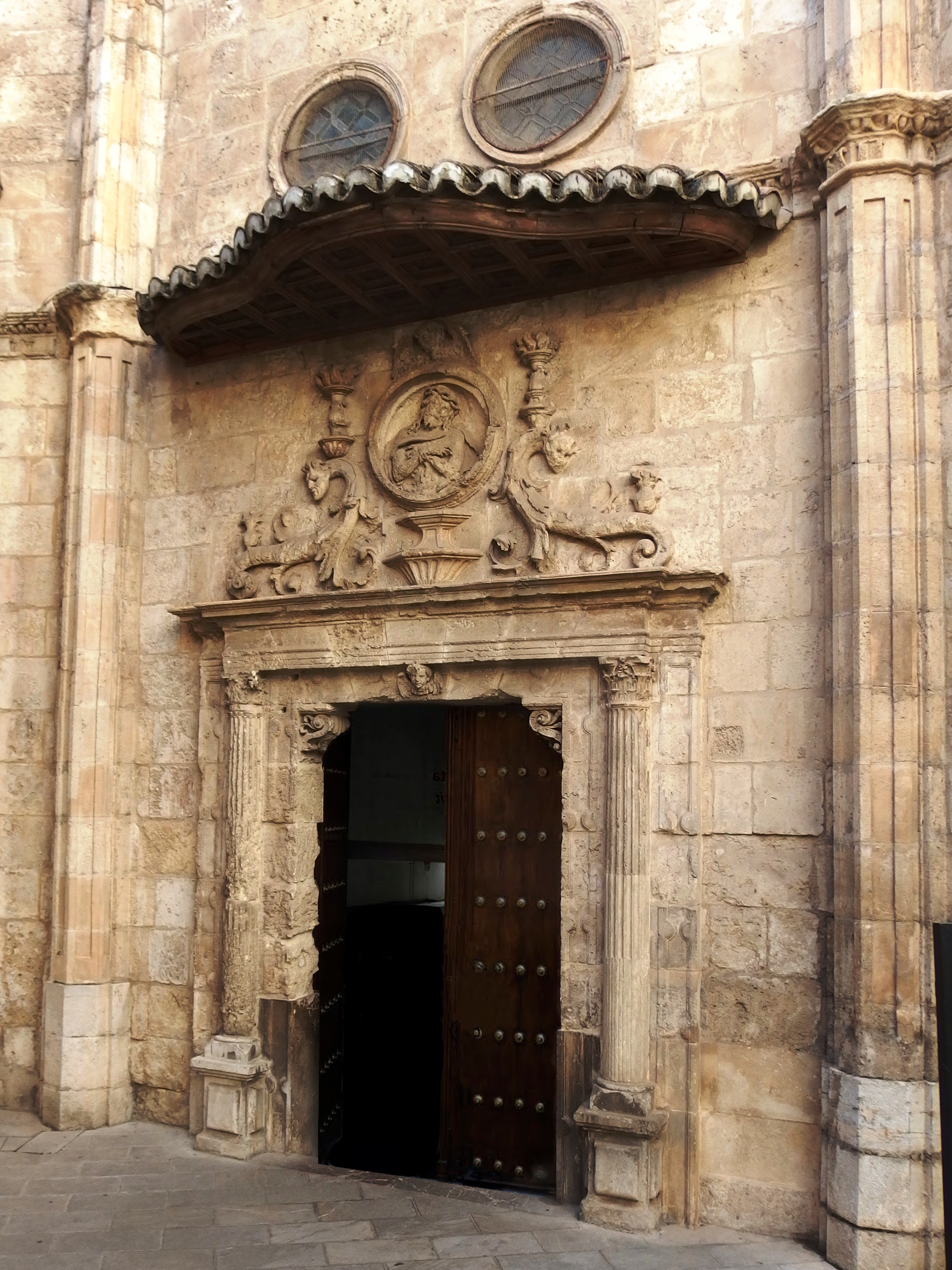
Portada del.

Los dos últimos cuerpos, añadidos en 1637 por Miguel Guerrero, se superpusieron sin guardar correspondencia con las líneas estructurales y decorativas de los niveles inferiores, rompiendo parcialmente la continuidad estilística y careciendo del interés artístico de los anteriores. No obstante, estos cuerpos completan el conjunto con un énfasis vertical que refuerza el carácter monumental de la portada.
El conjunto, aunque incompleto debido a la ausencia de figuras en algunas hornacinas, despliega un rico simbolismo centrado en el perdón, la redención y la justicia divina.
Portada del Ecce Homo o del Colegio
La puerta del Ecce Homo, esculpida hacia 1529 siguiendo, al parecer, un diseño de Diego de Siloé, se encuentra situada en la girola por el lado oeste, en el pasaje Diego de Siloé. Esta puerta, de arquitectura relativamente sencilla en comparación con otras de la catedral, se caracteriza por un arco adintelado enmarcado por dos columnas corintias. Sobre estas columnas se sitúa un entablamento que sostiene el medallón principal, en el que destaca la imagen del Ecce Homo, obra atribuida al propio Siloé. El relieve central está rodeado por una ornamentación que incluye dos plantas de estilo serpentiforme, cuya cola enrollada y cabeza humana constituyen una referencia al grutesco, un estilo ornamental utilizado por Siloé en varias de sus creaciones. Exceptuando el relieve del Ecce Homo, atribuido a Siloé, el resto de la ornamentación fue ejecutada por Sancho del Cerro, siguiendo las directrices del maestro. Esta puerta también es conocida como puerta del Colegio, porque daba entrada al Colegio Eclesiástico que estuvo situado en el lugar.

### Torre campanario

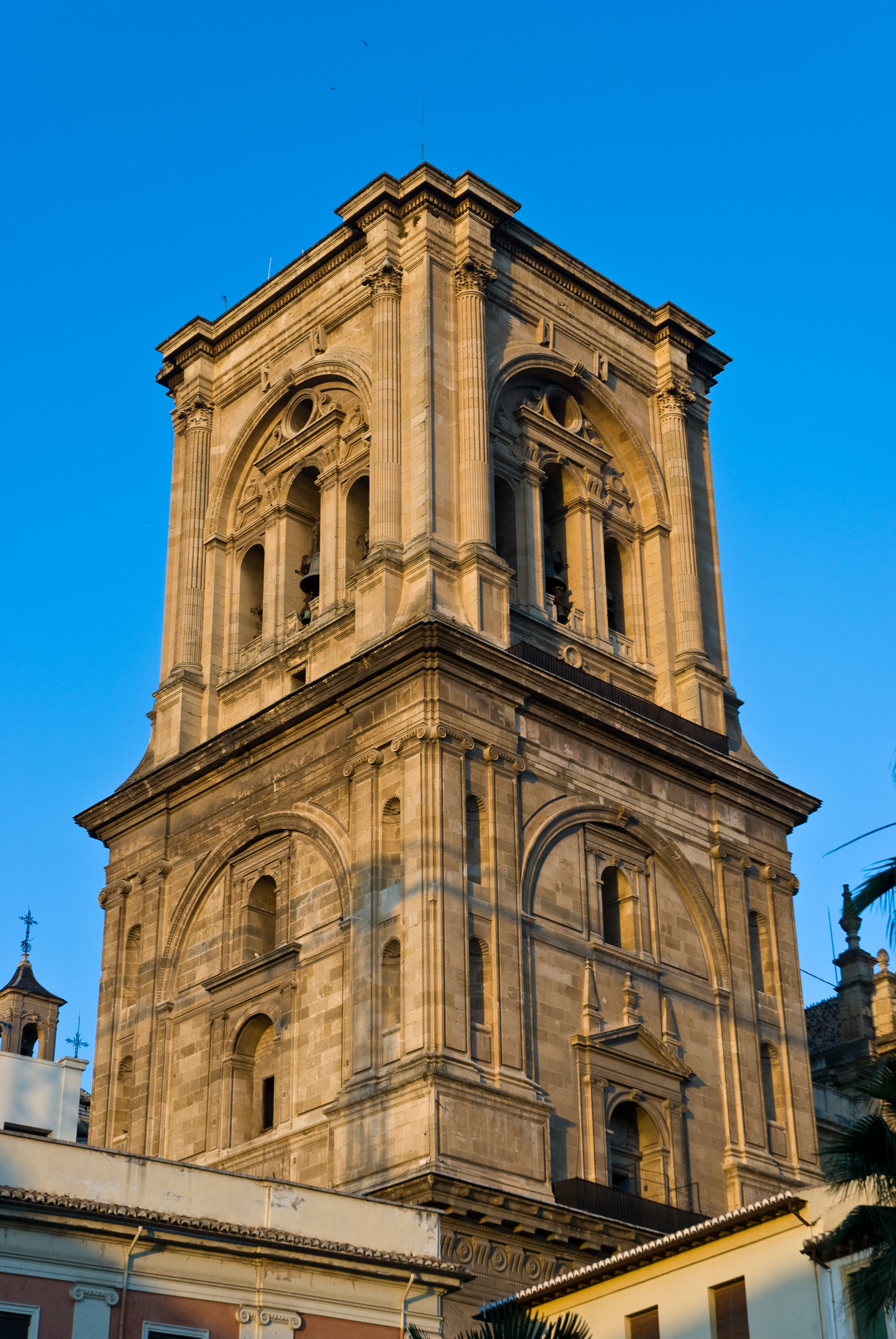
Torre campanario de la catedral de Granada.

La torre campanario de la catedral de Granada, situada a la izquierda de la fachada principal, fue diseñada por Diego de Siloe como parte de un proyecto más ambicioso. Aunque el diseño original preveía dos torres gemelas de 81 metros de altura, solo una fue construida, alcanzando una altura de 57 metros. Se compone de tres cuerpos diferenciados, cada uno representando un estilo arquitectónico distinto: dórico, jónico y corintio.
El primer cuerpo, de orden dórico, fue iniciado por Siloé y completado por Juan de Maeda entre 1564 y 1579, con pilastras que incluyen hornacinas y grandes arcos, creando una base sólida decorada con elementos platerescos.
El segundo cuerpo, de orden jónico, fue realizado principalmente por Ambrosio de Vico. Este nivel destaca por sus dobles pilastras y arcos con sencillas portadillas en su interior. La ornamentación es menos elaborada, lo que resalta la estructura arquitectónica.
El tercer cuerpo, dedicado a las campanas, es de orden corintio. Presenta columnas que enmarcan un gran arco central, el cual alberga tres arcos menores destinados a las campanas. Este diseño también facilita la visibilidad de las campanas desde el exterior. Fue construido bajo la dirección de Ambrosio de Vico, que también inició la elevación del cuarto cuerpo, de planta ochavada. Este último fue desmontado entre 1592 y 1602 debido a defectos en su cimentación, que provocaron signos de ruina en su ángulo suroeste. A pesar de que el cuarto cuerpo estaba casi terminado, se decidió derribarlo para evitar riesgos estructurales. Durante este proceso, también se desmontaron las bóvedas y se reforzaron los cimientos de la torre, dejándola en su estado actual.
La torre campanario se caracteriza por su acentuada verticalidad y la riqueza de su ornamentación. Elementos como ménsulas alargadas, cartelas, triglifos curvados y cueros recortados añaden complejidad y belleza a la estructura. La consolidación de la torre incluyó el refuerzo de sus cimientos y la macización de los huecos del primer cuerpo, lo que aseguró su estabilidad.
En las fachadas, el friso del primer cuerpo presenta triglifos y metopas decoradas con páteras y bucráneos, mientras que la cornisa cuenta con mútulos y cabezas de león en las esquinas. Las inscripciones en las cartelas de las fachadas noreste y sureste conmemoran el reinado de Felipe II y la finalización de este cuerpo en 1589.
El acceso a los pisos superiores se realiza a través de una escalera de caracol desde el interior y una entrada directa desde la calle Cárcel Baja. Esta disposición facilita el acceso al campanario, donde se encuentran las doce campanas y los cuatro esquilones, instalados a partir de 1588.
La torre campanario de la Catedral de Granada es un magnífico ejemplo de la arquitectura renacentista, que combina funcionalidad y ornamentación en una estructura imponente y simbólica para la ciudad.

### Torre de san Miguel

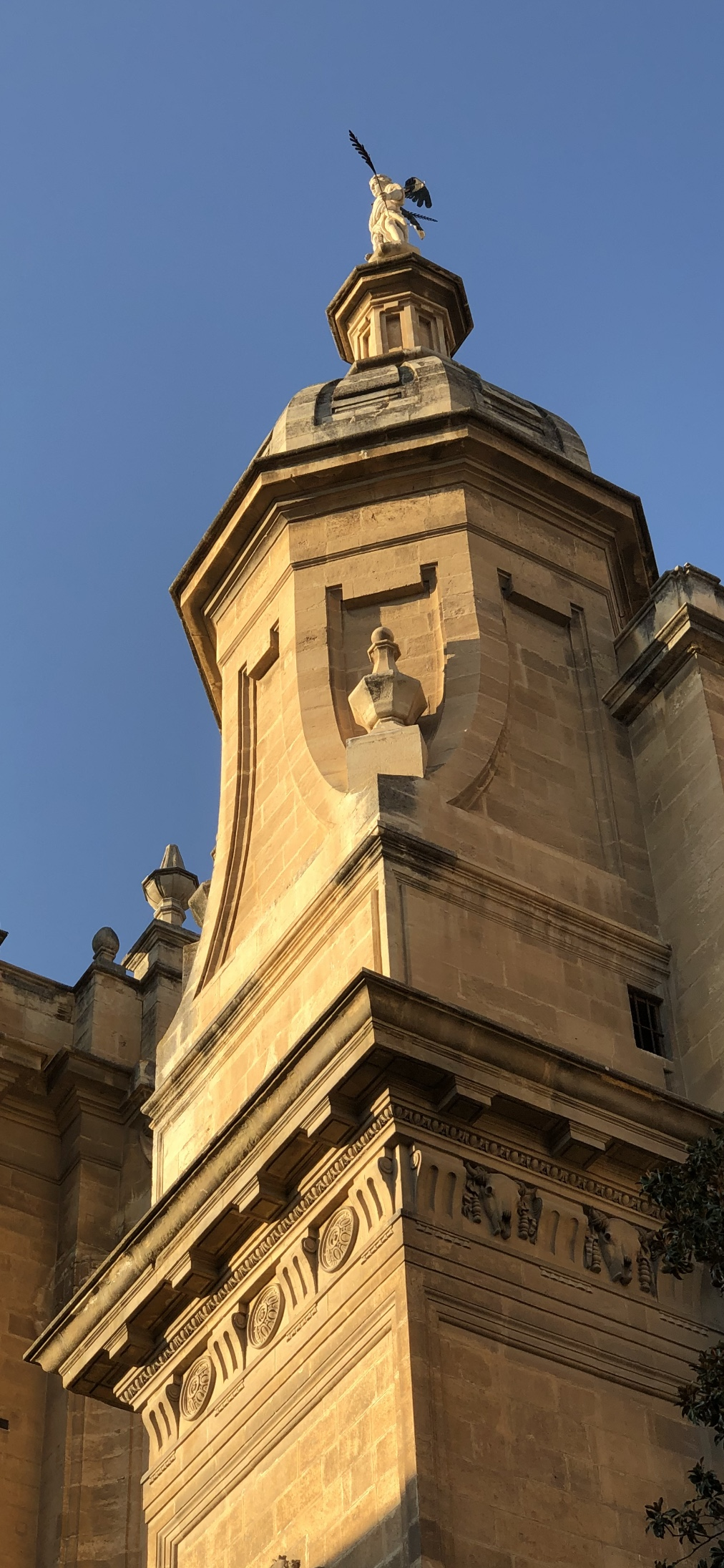
Torreón de San Miguel.

La torre de San Miguel, ubicada en el lado derecho de la fachada principal de la catedral, destaca por su peculiar ubicación y diseño arquitectónico. No solo cumple una función estética, sino también estructural, ya que fue concebida como contrafuerte para reforzar la estabilidad del templo. Aunque originalmente se planeó como parte de un conjunto simétrico de dos torres gemelas, las limitaciones económicas y decisiones estilísticas llevaron a abandonar esta idea, otorgándole un papel singular dentro del diseño global de la catedral. A diferencia de la torre norte, que sigue un esquema monumental, la torre de San Miguel se caracteriza por su esbeltez y diseño más cerrado, con un cuerpo inferior de estilo renacentista y un cuerpo superior que incorpora elementos barrocos, resultado de las trazas originales de Diego de Siloé y las modificaciones introducidas por Alonso Cano.
La construcción comenzó en 1664 bajo la dirección de Gaspar de la Peña, concebida desde el inicio como un contrafuerte estructural del templo. En 1666, el abandono del proyecto original de la fachada impactó significativamente el diseño del cuerpo superior de la torre. Mientras el inferior replica elementos renacentistas similares a los de la torre norte, el cuerpo superior refleja la transición al barroco, introducida por Alonso Cano. Este último diseño incluye una sección octogonal que se eleva de manera innovadora desde su base cuadrada, coronada por una cúpula de piedra y una peana diseñada para sostener la escultura del arcángel San Miguel. La escultura, obra de Lucas González finalizada en 1677, se eligió por su semejanza con las trazas originales de Cano y refuerza el efecto ascensional característico del estilo barroco.

### Torre del Reloj o de San José
La torre del Reloj, también conocida como de San José, se construyó entre mayo y septiembre de 1681, reemplazando una estructura anterior que se encontraba en ruinas. Su construcción estuvo a cargo de José Granados de la Barrera, sucesor de Alonso Cano.
Es una estructura cuadrangular de dos niveles, rematada por un tejado de pizarra a cuatro aguas y una cruz de hierro. El primer nivel cuenta con un vano adintelado y la esfera del reloj, mientras que el segundo cuerpo, que alberga las campanas, está decorado con pilastras toscanas y arcos.
La torre tiene dos campanas fabricadas por el maestro campanero José Corona. La inferior, que pesa aproximadamente 436 kg, marca los cuartos y está dedicada a Santa María de la Encarnación, con una inscripción que lo indica. La campana superior, de 2.997 kg, marca las horas y está dedicada a San José, con una epigrafía que menciona al papa Pío VI, al arzobispo Juan Manuel Moscoso y Peralta, y al rey Carlos IV.